# Londra
Londra (AFI: /ˈlondra/; London, /ˈlʌndən/ in inglese) è la capitale e maggiore città dell'Inghilterra, della Gran Bretagna e del Regno Unito, con i suoi 8 945 309 abitanti. La sua estensione territoriale la rende la terza città più estesa d'Europa, preceduta da Mosca e Istanbul. L'area metropolitana conta circa 14 milioni di residenti e si estende per svariate decine di chilometri lungo la valle del Tamigi, fino al suo ampio estuario.
Molti degli abitanti, chiamati londinesi (Londoners), provengono dall'estero o sono di origine straniera, il che la rende una delle città più cosmopolite e multietniche del mondo. Londra è stata la capitale dell'Impero britannico e quindi meta di flussi migratori durante e soprattutto dopo la fine dell'era coloniale. Ha il più elevato PIL fra tutte le città europee e il quinto al mondo. I suoi nove aeroporti, di cui cinque internazionali, tre di aviazione generale e uno di aviazione business, ne fanno il più grande snodo del traffico aereo globale; è anche sede del più antico sistema di metropolitana del mondo, la London Underground (The Tube) che è anche la più estesa d'Europa.
Sede della prima esposizione universale della storia (Expo 1851) e di tre edizioni dei Giochi olimpici (1908, 1948 e 2012), è la terza città più visitata al mondo dal turismo internazionale, dopo Hong Kong e Bangkok in Asia ed è considerata una delle capitali mondiali della moda. Per tutte le caratteristiche elencate, Londra conquista il titolo di città globale, classificandosi come l'unica città britannica nella lista delle Città mondiali Alfa. Insieme a New York fa parte della categoria Alfa++, quella che le pone come le due città più importanti per l'economia globale.
A Londra hanno sede numerose istituzioni, organizzazioni e società internazionali. Vi si trovano importanti musei e teatri; la città contiene quattro patrimoni dell'umanità. Inoltre, presso Buckingham Palace risiede stabilmente il monarca del Regno Unito, e il Palazzo di Westminster ospita il Parlamento; il numero 10 Downing Street è la residenza del Primo ministro e la sede del Governo del Regno Unito. Dal 2000, con le riforme volute dal governo di Tony Blair, Londra è amministrata secondo una speciale legislazione sui generis che determina e coordina i poteri della superiore Autorità della Grande Londra, composta dal Sindaco e dall'Assemblea di Londra, con quelli di 33 borghi londinesi a livello inferiore.

## Geografia fisica

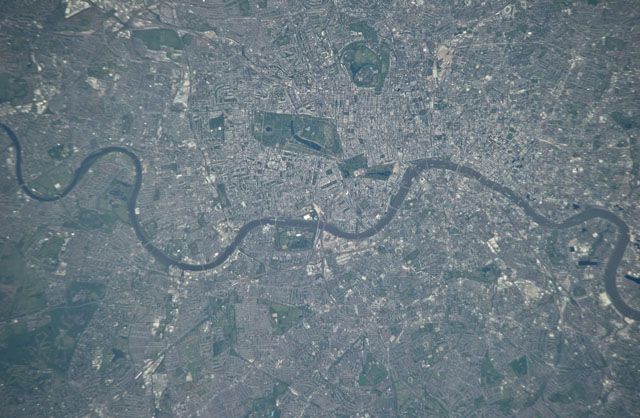
Londra vista dal satellite

Londra si trova nel Sud-est della Gran Bretagna, sulle rive del fiume Tamigi a poche ore dal Passo di Calais, che separa il Regno Unito dalla Francia attraverso il canale della Manica. A nord si trova la città di Cambridge, nota sede universitaria, e a sud c'è quella di Brighton, famosa località turistica sul canale della Manica. A ovest si trova la cittadina di Windsor, nota residenza estiva della Corona Inglese, vicino all'aeroporto di Heathrow.

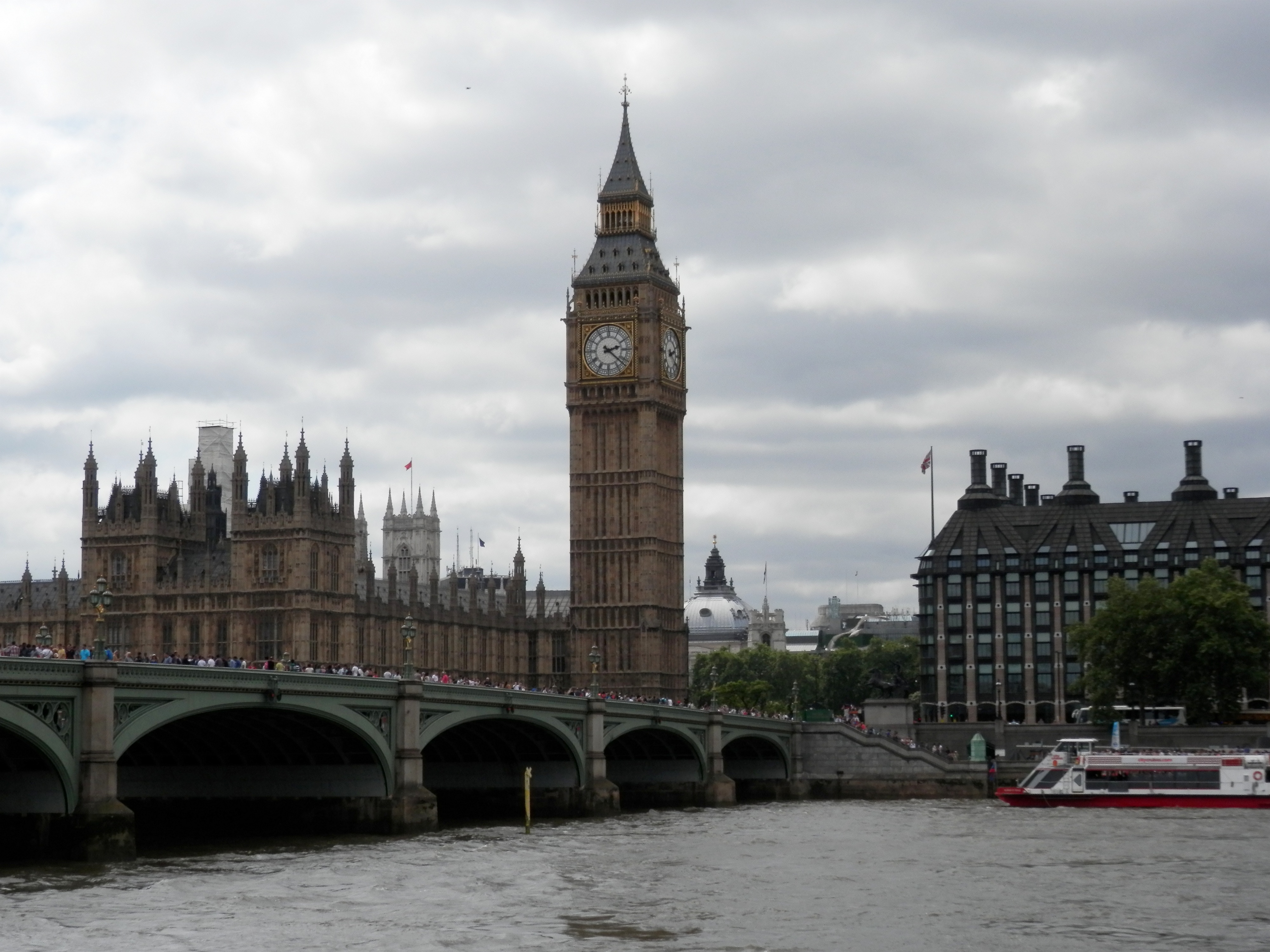
Tamigi, il celebre fiume che divide in due la città, con in evidenza il Palazzo di Westminster e il Ponte di Westminster

Il Tamigi è per gran parte navigabile e Londra ha sfruttato questa caratteristica tramite un porto fluviale che, data la vicinanza al mare, è stato fino a metà del XX secolo uno degli scali più importanti del mondo. Il fiume, che l'attraversa scorrendo da ovest a est, ha avuto un'enorme influenza sullo sviluppo della città. Londra è stata fondata sulla riva settentrionale del fiume che, per molti secoli, è stata collegata alla sponda opposta da un solo ponte: il London Bridge. Di conseguenza il centro di gravità cittadino è posto storicamente nella parte a nord del Tamigi. Quando a partire dal XVIII secolo si costruirono nuovi ponti, di cui il più famoso è il neogotico Tower Bridge, la città prese a espandersi in tutte le direzioni, favorita dal fatto che il suolo cittadino, una pianura alluvionale, non offre ostacoli alla crescita urbana. A Londra si possono trovare dei rilievi, ad esempio Parliament Hill e Primrose Hill, che comunque risultano irrilevanti nell'assetto urbanistico della città che di conseguenza presenta un'estensione dalla forma vagamente circolare.

Mappa del centro di Londra

Un tempo il fiume aveva un letto più largo, che oggi è stato ristretto dagli argini per consentire la costruzione di edifici. Analogamente molti suoi affluenti sono stati incanalati in tubature sotterranee. Siccome il Tamigi risente delle maree, Londra è a rischio d'inondazione. Il problema è aggravato dalla lenta "inclinazione" della Gran Bretagna che, per motivi geologici, si sta alzando nella parte settentrionale e abbassando in quella meridionale. A fronte del pericolo, negli anni settanta si è costruita a Woolwich la barriera del Tamigi.

### Territorio
Dal 2000 il termine "Londra" si riferisce al territorio gestito dall'Autorità della Grande Londra, che include una conurbazione che conta più di 8 milioni di abitanti ed è composta da 32 borghi londinesi più l'antica Città di Londra, detta comunemente la City.
Fino al 1889 la definizione "Londra" era riservata unicamente al miglio quadrato della city da cui la città aveva avuto origine in epoca romana. In seguito alla sua enorme espansione, che aveva portato il tessuto urbano ad assorbire l'intera città di Westminster e altri sobborghi, fu istituita la più vasta Contea di Londra che copriva 303 km² e la cui vita durò dal 1889 al 1965: in questo periodo il termine Londra si identificò con quest'area, che oggi viene chiamata Londra Interna (Inner London).
Soppressa la contea di Londra e costituita l'ancor più vasta Grande Londra (1965), il concetto si riferisce oggi a questo territorio che di fatto è un'immensa città che si estende su un'area di 1 577 km² e conta una popolazione di 8 631 000 abitanti (2017).
L'intera area metropolitana è ancora più estesa, coprendo un'area di 2 584 km² e comprendendo oltre 14 milioni di abitanti. Tuttavia viene indicata come "Londra" il territorio interno al raccordo anulare M25, che è poco più grande della Grande Londra ufficiale e conta una popolazione di circa 8 milioni di abitanti.

### Clima
Londra gode di un clima temperato freddo (classificazione di Köppen Cfb), simile al clima della gran parte del Sud della Gran Bretagna. Il clima londinese è fortemente influenzato dalla corrente del Golfo, che ne mitiga le temperature in tutte le stagioni. Gli inverni vanno generalmente dal fresco al freddo moderato con brinate e raramente gelate che si verificano in periferia, in media, due volte alla settimana da novembre a marzo mentre nel centro della città con ancor meno frequenza. La neve, in piccole quantità, solitamente si presenta all'incirca quattro o cinque volte all'anno tra dicembre e febbraio. La neve a marzo e ad aprile è un evento insolito e si verifica ogni due o tre anni. Le temperature invernali eccezionalmente scendono al di sotto dei −4 °C e solitamente a notte fonda. D'estate difficilmente si superano i 30 °C; la temperatura massima mai registrata a Londra è stata di 40,2 °C a Heathrow il 19 luglio 2022, dopo i 36 °C a Gatwick e Heathrow il 30 giugno 2003 e mantenuto fino al 4-5 luglio.
Sebbene sia diffuso lo stereotipo di Londra come città piovosa, Londra in un anno riceve meno precipitazioni di Roma, a 768 mm, e di Bordeaux, a 923 mm. Ciò che invece giustifica questa nomea è il numero complessivo annuale di giorni piovosi, 148, che confrontati ai poco più di 600 mm complessivi fanno ben capire come le piogge siano frequenti, ma di limitata intensità, nonché costanti tutto l'anno, l'esatto contrario di quanto accade ad esempio alla stessa Roma o ad altre località mediterranee, dove la frequenza è inferiore, ma le piogge cadono più intensamente e si verificano in un periodo secco in estate. Diverse volte a Londra si verificano pioggerelline miste a foschia o nebbia con accumuli irrisori e non contemplabili nel computo delle giornate piovose, mentre i temporali sono assai poco frequenti. Anche la posizione geografica contribuisce a rendere limitata l'intensità pluviometrica, essendo la città situata nella zona orientale dell'isola, in cui le perturbazioni oceaniche giungono frequentemente, ma solo dopo aver già in parte scaricato a ovest la loro umidità.
Infine a Londra come altrove l'elevato numero di costruzioni ha creato un vero e proprio microclima londinese: il caldo viene "immagazzinato" dagli edifici al punto che in città le temperature sono spesso superiori anche di 5 °C rispetto a quelle che si registrano nelle campagne inglesi. Il grave problema del clima londinese è comunque il tasso di umidità che in primis nei mesi invernali raggiunge livelli considerevoli.
| Londra                       | Mesi  | Mesi | Mesi  | Mesi  | Mesi  | Mesi  | Mesi  | Mesi  | Mesi  | Mesi  | Mesi | Mesi  | Stagioni | Stagioni | Stagioni | Stagioni | Anno    |
| Londra                       | Gen   | Feb  | Mar   | Apr   | Mag   | Giu   | Lug   | Ago   | Set   | Ott   | Nov  | Dic   | Inv      | Pri      | Est      | Aut      | Anno    |
| ---------------------------- | ----- | ---- | ----- | ----- | ----- | ----- | ----- | ----- | ----- | ----- | ---- | ----- | -------- | -------- | -------- | -------- | ------- |
| T. max. media (°C)           | 8,1   | 8,4  | 11,3  | 14,2  | 17,9  | 21,0  | 23,5  | 23,2  | 19,5  | 15,5  | 11,2 | 8,3   | 8,3      | 14,5     | 22,6     | 15,4     | 15,2    |
| T. min. media (°C)           | 2,3   | 2,1  | 3,9   | 5,5   | 8,7   | 11,7  | 13,9  | 13,7  | 11,4  | 8,4   | 4,9  | 2,7   | 2,4      | 6,0      | 13,1     | 8,2      | 7,4     |
| T. max. assoluta (°C)        | 17,2  | 19,8 | 24,2  | 29,4  | 32,8  | 35,6  | 40,2  | 38,1  | 35,4  | 29,9  | 20,8 | 17,4  | 19,8     | 32,8     | 40,2     | 35,4     | 40,2    |
| T. min. assoluta (°C)        | −13,2 | −9,6 | −5,1  | −2,6  | −0,9  | 1,5   | 5,6   | 5,9   | 1,8   | −3,3  | −7,0 | −11,8 | −13,2    | −5,1     | 1,5      | −7,0     | −13,2   |
| Precipitazioni (mm)          | 55,2  | 40,9 | 41,6  | 43,7  | 49,4  | 45,1  | 44,5  | 49,5  | 49,1  | 68,5  | 59,0 | 55,2  | 151,3    | 134,7    | 139,1    | 176,6    | 601,7   |
| Giorni di pioggia            | 11,1  | 8,5  | 9,3   | 9,1   | 8,8   | 8,2   | 7,7   | 7,5   | 8,1   | 10,8  | 10,3 | 10,2  | 29,8     | 27,2     | 23,4     | 29,2     | 109,6   |
| Ore di soleggiamento mensili | 61,5  | 77,9 | 114,6 | 168,7 | 198,5 | 204,3 | 212,0 | 204,7 | 149,3 | 116,5 | 72,6 | 52,0  | 191,4    | 481,8    | 621,0    | 338,4    | 1 632,6 |

## Storia

### Origini del nome

Il nome potrebbe derivare dal fiume Tamigi

L'etimologia del nome Londra è incerta. Si tratta di un nome antico ed è rintracciabile nelle fonti a partire dal II secolo. Il nome originario era Londinium, che ne testimonia l'origine romano-britannica. Il primo tentativo di spiegazione del nome, oggi però non considerato attendibile, è attribuito a Goffredo di Monmouth nella Historia Regum Britanniae. Egli sosteneva che il nome derivasse dal re leggendario Lud che aveva presumibilmente conquistato la città e la chiamò Kaerlud.
Dal 1899 è stato ipotizzato che il nome sia di origine celtica e significhi "luogo appartenente a un uomo di nome *Londinos". Questa spiegazione è stata però anch'essa in seguito respinta. Richard Coates presentò una spiegazione nel 1998: il nome deriverebbe dal pre-celtico *(p)lowonida, che significa "fiume troppo largo per guado" e ha suggerito che questo fosse il nome dato alla parte del Tamigi che attraversa Londra; da questo l'insediamento acquistò la forma celtica del suo nome *Lowonidonjon.
Fino al 1889 il nome di Londra fu ufficialmente solo applicato alla Città di Londra, la parte più antica, ma da allora ha indicato anche la Contea di Londra e ora anche tutta la Grande Londra.

### Preistoria e antichità

Nel 1300 la città era ancora confinata entro le mura romane

Sebbene vi siano prove di insediamenti britannici sparsi nella zona, il primo insediamento principale fu fondato dai Romani nel 43 d.C. Londra nacque poco dopo (i resti di un canale di scolo di legno, ai lati di una strada romana, indicano nel 47 d.C. la data della sua nascita). Questo insediamento durò soli diciassette anni, dato che, nel 61, la tribù degli Iceni guidata dalla regina Budicca lo prese d'assalto bruciandolo. Rifondata, al suo apice nel corso del II secolo, Londra contava una popolazione di circa 60 000 Romano-Britanni. Dal VII secolo, gli Anglosassoni crearono un nuovo insediamento chiamato Lundenwic ("insediamento di Londra") a più di un miglio (2 km) a monte della città romana, intorno a quello che oggi è Covent Garden. Quando gli Anglosassoni ripopolarono la vecchia città romana, dopo il crollo dell'impero romano, le diedero il nome di Lundenburgh ("Città di Londra"), che nel tempo venne semplificato in London. Lundenwic nel frattempo divenne il quartiere di Aldwych ("antico insediamento").
Due scoperte recenti indicano che Londra potrebbe essere molto più antica di quanto si pensasse. Nel 1999 furono trovati i resti di un ponte dell'età del bronzo sul litorale a nord di Vauxhall Bridge. Questo ponte attraversava il Tamigi o permetteva di raggiungere un'isola perduta.
Nel 2010 le fondamenta di una struttura di legno di grandi dimensioni, risalente al 4500 a.C., sono state rinvenute sulla battigia del Tamigi, a sud di Vauxhall Bridge. La funzione della struttura mesolitica non è nota. Lo sforzo richiesto per la costruzione di queste strutture implica la presenza di una comunità stabile, con attività commerciali, di almeno diverse centinaia di persone.

### L'inizio del reale stabilimento di Londra

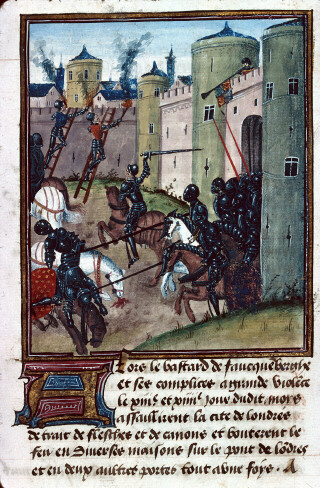
L'assedio Lancaster di Londra nel 1471 viene attaccata da una sortita degli York

Con il crollo della dominazione romana, agli inizi del V secolo, Londra fu abbandonata. Tuttavia dal secolo successivo si sviluppò un insediamento anglosassone leggermente a ovest della città romana, intorno a quello che oggi sono Covent Garden e lo Strand, arrivando a una popolazione di circa 10 000 − 12 000 abitanti. Nel IX secolo Londra fu ripetutamente attaccata dai Vichinghi che portarono a una delocalizzazione della città verso la Londinium romana, al fine di utilizzare le sue mura di protezione. Dopo l'unificazione d'Inghilterra, avvenuta intorno al X secolo, Londra divenne il centro politico ed economico più importante della nazione, anche se doveva ancora affrontare la concorrenza di Winchester, il centro tradizionale del regno del Wessex.
Nell'XI secolo re Edoardo il Confessore rifondò e ricostruì l'Abbazia di Westminster e Westminster, posta a breve distanza da Londra, divenne la preferita tra le residenze reali. Da questo punto in avanti Westminster soppiantò stabilmente la City di Londra come sede per l'attività del governo nazionale.

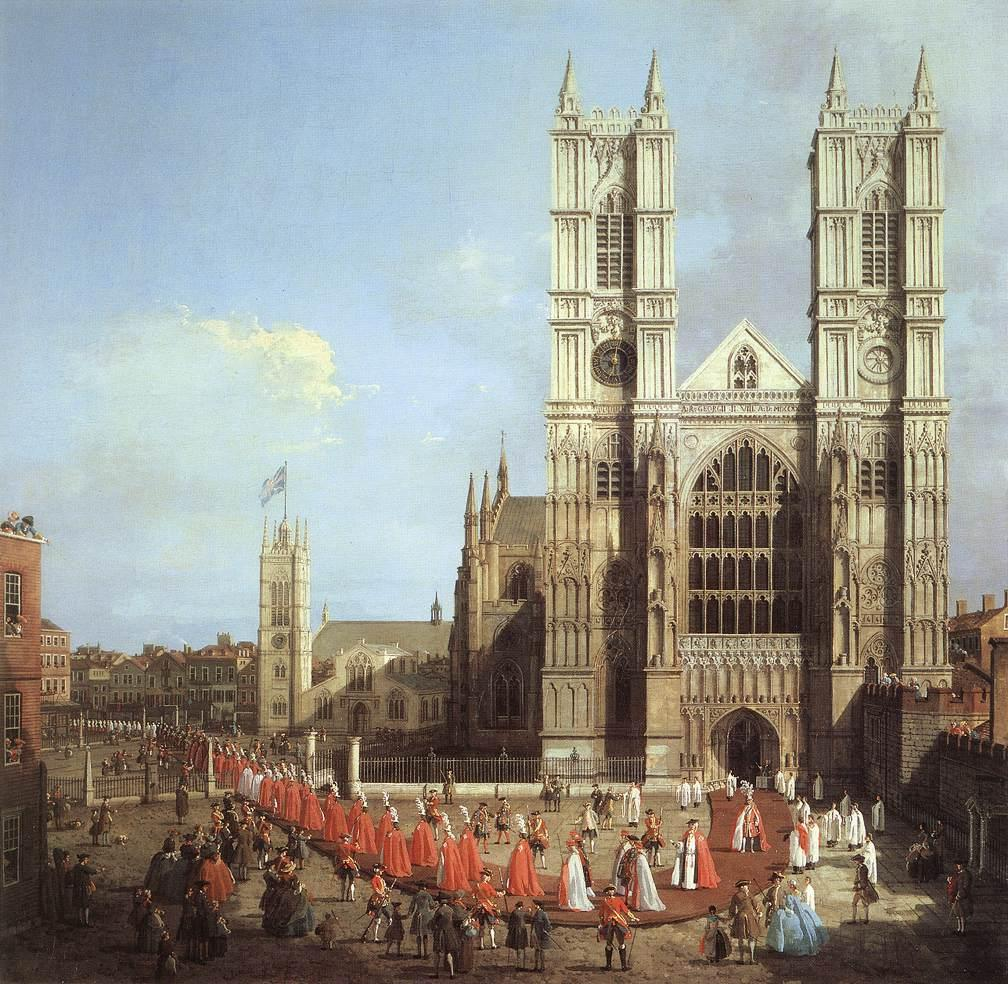
Westminster Abbey è un patrimonio dell'umanità e uno degli edifici più antichi e più importanti di Londra, come si vede in questo dipinto (Canaletto, 1749)

Dopo la vittoria nella battaglia di Hastings, Guglielmo, duca di Normandia, fu incoronato sovrano dell'Inghilterra nella cattedrale di Westminster, il giorno di Natale del 1066. Guglielmo fece costruire la Torre di Londra, il primo dei numerosi castelli normanni in Inghilterra a essere ricostruito in pietra, posto nell'angolo sud-orientale della città per intimidire gli abitanti nativi. Nel 1097 Guglielmo II iniziò la costruzione della Westminster Hall, vicino all'omonima abbazia. L'edificio è poi divenuto la base del Palazzo di Westminster.
Durante il XII secolo le istituzioni del governo centrale, che fino ad allora aveva accompagnato la corte reale mentre si muoveva in tutto il paese, crebbero in dimensioni e si stabilirono a Westminster, il tesoro reale fu spostato da Winchester alla Torre. Mentre la City of Westminster si affermava come centro governativo, la vicina City of London rimaneva la più grande città d'Inghilterra e il principale centro commerciale governato dalla corporazione della Città di Londra. Nel 1100 la sua popolazione era di circa 18 000 abitanti, nel 1300 era cresciuta a quasi 100 000.
Intorno alla metà del XIV secolo, Londra fu colpita dalla peste nera che portò alla morte di quasi un terzo della sua popolazione. Nel 1381 fu quindi il centro della rivolta dei contadini.

### Inizio dell'era moderna

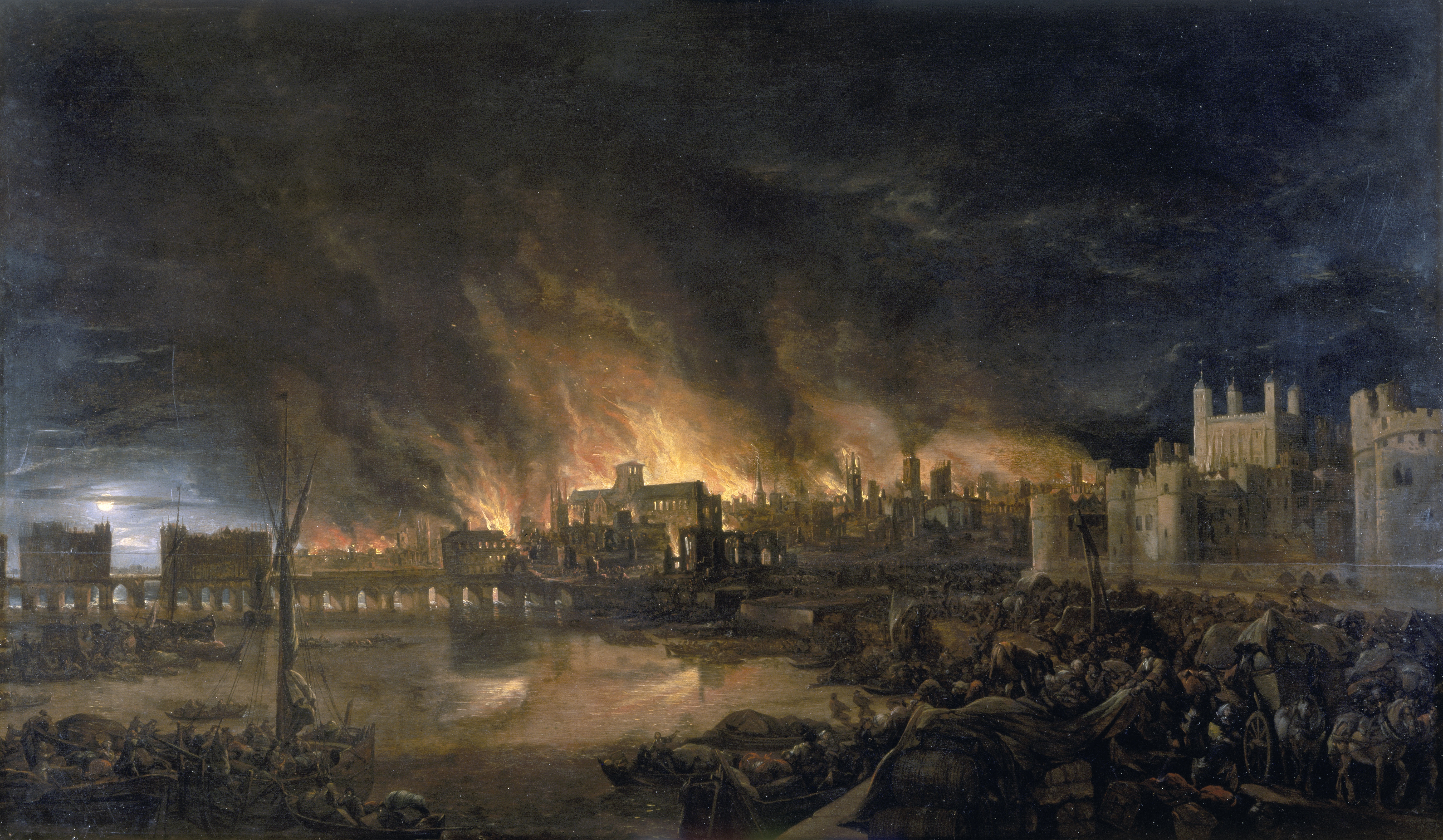
Il grande incendio di Londra ha distrutto molte parti della città nel 1666

Durante il periodo Tudor lo scisma anglicano produsse un graduale passaggio al protestantesimo, cosa che portò gran parte di Londra a passare dalla Chiesa alla proprietà privata. Crebbe il mercantilismo così come le società commerciali come la Compagnia britannica delle Indie orientali e altre dedicate al commercio verso il nuovo mondo. Londra divenne il principale porto del Mar del Nord e la popolazione passò da circa 50 000 nel 1530 a circa 225 000 nel 1605.
Tra il 1665 e il 1666 la città fu colpita dalla grande peste che uccise fino a 100 000 persone. Il 1666 è ricordato anche per un'altra grande catastrofe che si abbatté sulla città: il grande incendio di Londra che, scoppiato in Pudding Lane, rapidamente si diffuse per via delle costruzioni in legno. La ricostruzione della città richiese oltre dieci anni di lavori e fu supervisionata da Robert Hooke. Nel 1708 la Cattedrale di San Paolo, di Christopher Wren, fu completata. Durante l'epoca georgiana nuovi quartieri come Mayfair si formarono nella zona occidentale e nuovi ponti sul Tamigi favorirono lo sviluppo del Sud della città. A est il porto di Londra fu ampliato a valle.

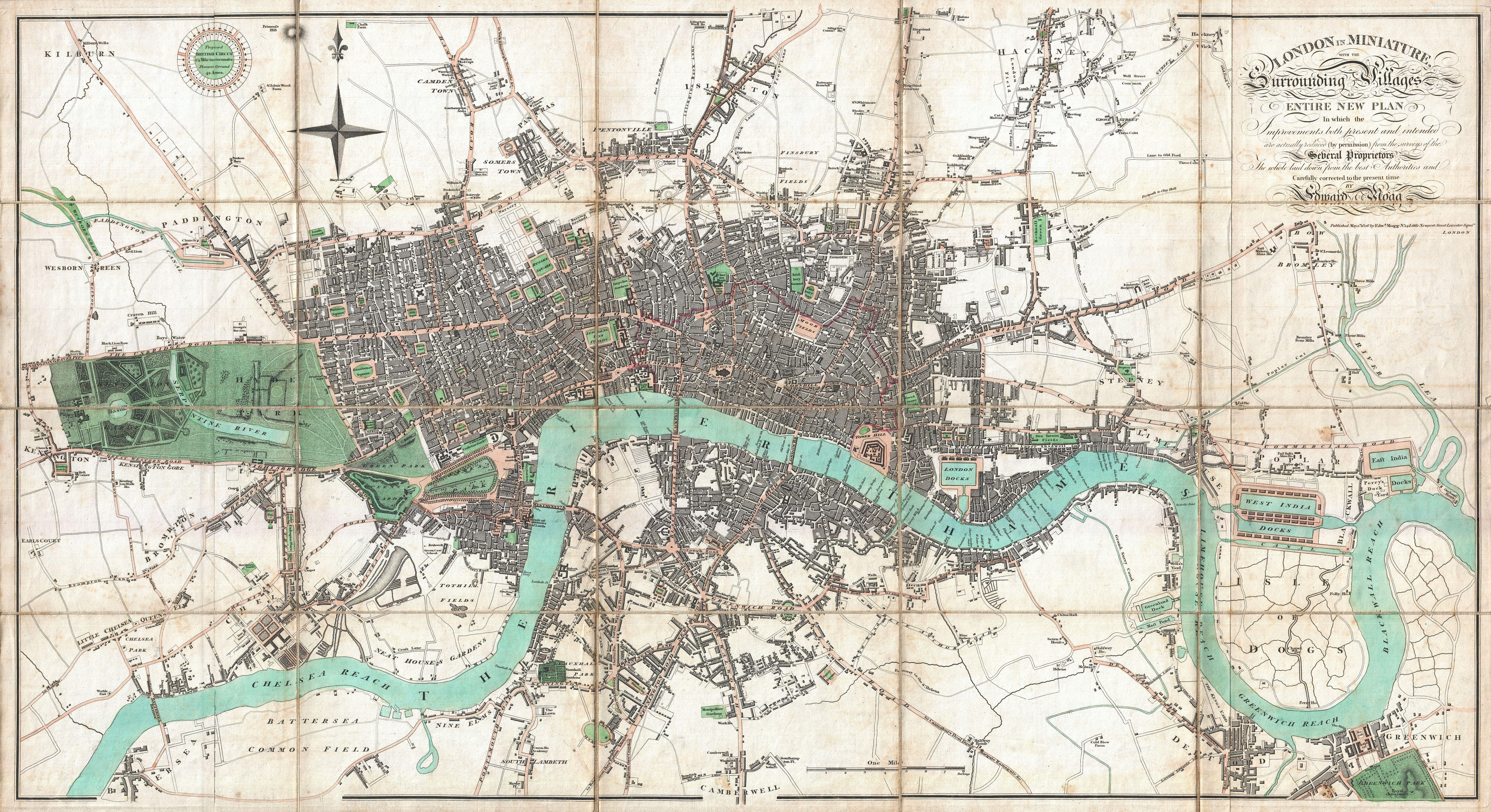
Londra nel 1806

Nel 1762 Giorgio III acquistò Buckingham Palace che fu poi ampliato nel corso dei seguenti 75 anni. I caffè divennero il luogo più popolare per discutere idee e grazie alla crescente alfabetizzazione e allo sviluppo della stampa le notizie divennero ampiamente disponibili; Fleet Street assunse il ruolo di centro della stampa britannica. Nel corso del XVIII secolo Londra era caratterizzata da una forte presenza di criminali: venne così istituita la Bow Street Runners, la prima forza di polizia professionale. Più di 200 reati erano punibili con la morte e le donne e i bambini vennero impiccati anche per piccoli furti. Oltre il 74 per cento dei bambini nati a Londra moriva prima di compiere cinque anni.

### Londra tardo-moderna e contemporanea

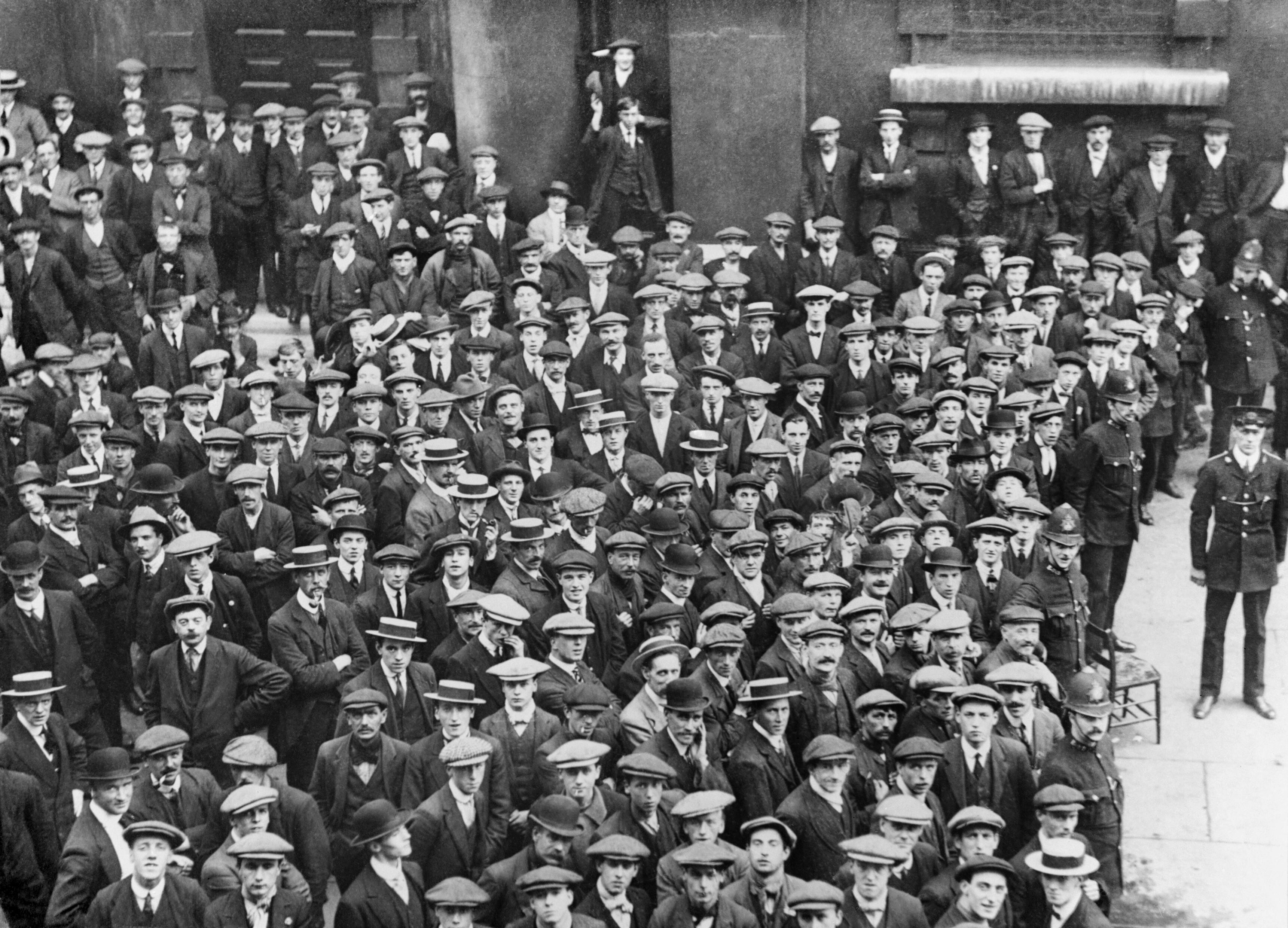
Reclute volontarie britanniche a Londra, agosto 1914

Tra il 1831 e il 1925 Londra fu la città più grande del mondo. Le condizioni londinesi di sovraffollamento portarono a epidemie di colera. La congestione del traffico portò alla creazione della prima rete ferroviaria urbana. Il Metropolitan Board of Works supervisionò l'espansione delle infrastrutture.
I bombardamenti della Luftwaffe tedesca durante la seconda guerra mondiale (battaglia d'Inghilterra) uccisero oltre 30 000 londinesi e distrussero molte abitazioni e altri edifici in tutta la città. Subito dopo la guerra, presso lo stadio di Wembley si tennero le Olimpiadi estive del 1948.
Dal 1950 in poi Londra divenne la meta di un gran numero di immigrati, in gran parte provenienti da paesi del Commonwealth come Giamaica, India, Bangladesh e Pakistan, rendendola una delle città più internazionali d'Europa. Nel 1951 si svolse a South Bank il Festival of Britain. Nel 1952 la città fu colpita da una catastrofe ambientale conosciuta come il grande smog che portò al Clean Air Act 1956.
A partire dalla metà del 1960 Londra divenne un centro per la cultura giovanile in tutto il mondo, esemplificato dalla sottocultura Swinging London associata a Carnaby Street e al fenomeno dei Beatles. Il ruolo di trendsetter è stato rilanciato durante l'era punk 77. Nel 1965 i confini politici di Londra sono stati ampliati per tener conto della crescita dell'area urbana ed è stato creato il Consiglio della Grande Londra. Durante il conflitto nordirlandese la città fu teatro di attacchi con bombe da parte della Provisional IRA. Le disuguaglianze razziali sono state messe in luce dalla rivolta di Brixton del 1981. La popolazione di Londra è diminuita costantemente nei decenni successivi alla seconda guerra mondiale, da un picco stimato di 8,6 milioni registrati nel 1939 a circa 6,8 milioni nel 1980. Il porto principale di Londra si trasferì a valle di Felixstowe e Tilbury e l'area dei Docklands che divenne un centro residenziale e direzionale moderno.

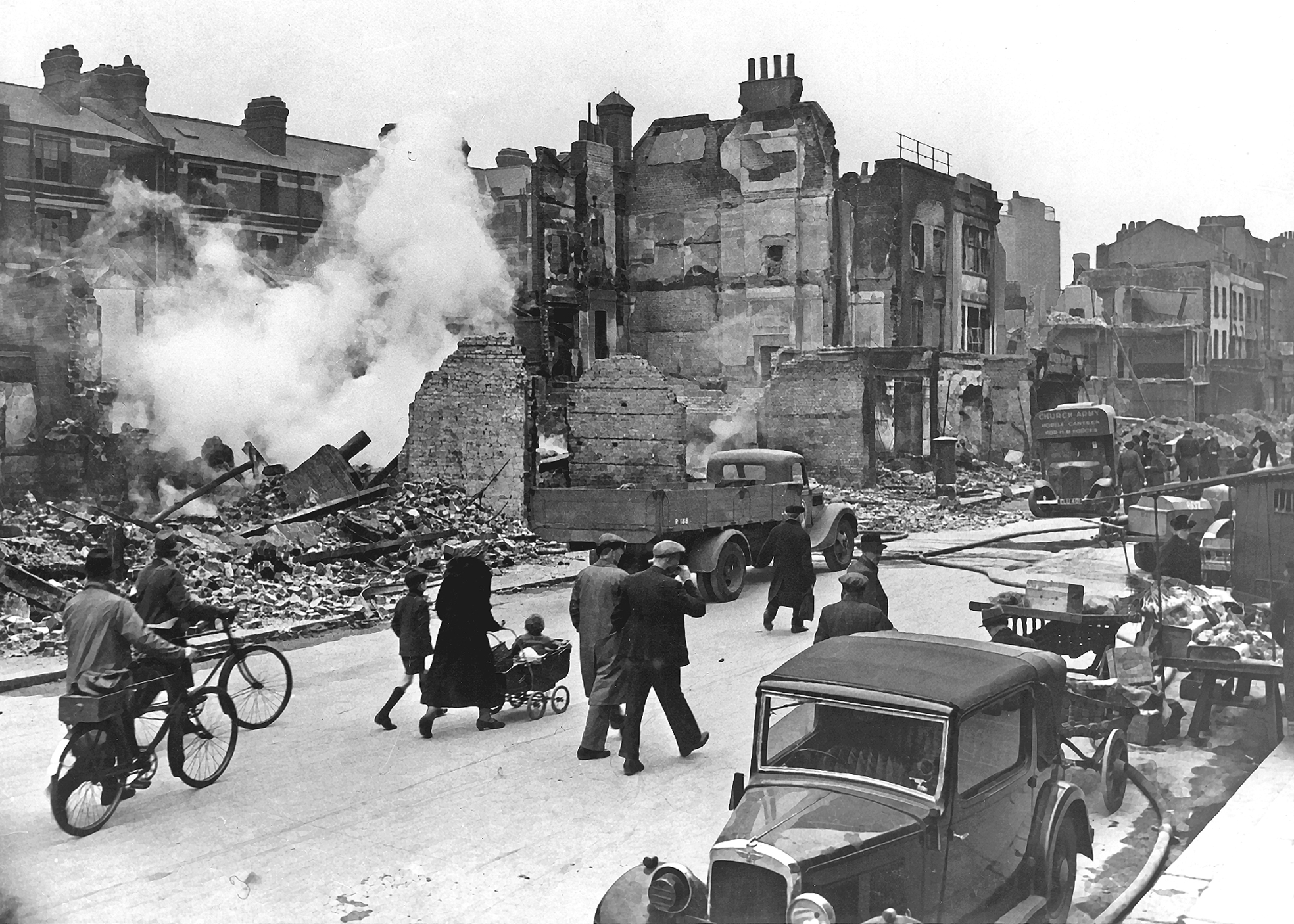
Una strada di Londra colpita durante il blitz della seconda guerra mondiale

La Thames Barrier è stata completata nel 1980 per proteggere Londra dagli sbalzi di marea dal Mare del Nord. Il Greater London Council fu abolito nel 1986 e ha lasciato Londra come l'unica grande metropoli al mondo senza un'amministrazione centrale. Nel 2000 è stato restaurato un governo locale con la creazione della Greater London Authority. Per celebrare l'inizio del XXI secolo sono stati costruiti il Millennium Dome, il London Eye e il Millennium Bridge.
Il 6 luglio 2005 il Comitato Olimpico Internazionale ha designato Londra come sede dei XXX Giochi olimpici moderni del 2012. Londra è stata così la prima città al mondo a ospitare tre edizioni dei Giochi, dopo la IV edizione nel 1908 e la XIV nel 1948.
Il 7 luglio 2005, in concomitanza con l'inizio del summit del G8 a Gleneagles, in Scozia, una serie di attacchi terroristici per mano di estremisti islamici colpì i passeggeri di tre linee della metropolitana e di un autobus causando 55 morti e diverse centinaia di feriti.
All'inizio degli anni 2010, per la prima volta, i londinesi bianchi di origine britannica risultano minoranza etnica.
Il 4 agosto 2011, in seguito all'uccisione da parte della polizia di un uomo di 29 anni di etnia nera (Black British), in città si scatenò una violenta rivolta della componente etnica nera e della classe sociale subalterna, che nei giorni seguenti si estese ad altre città inglesi.

## Monumenti e luoghi d'interesse

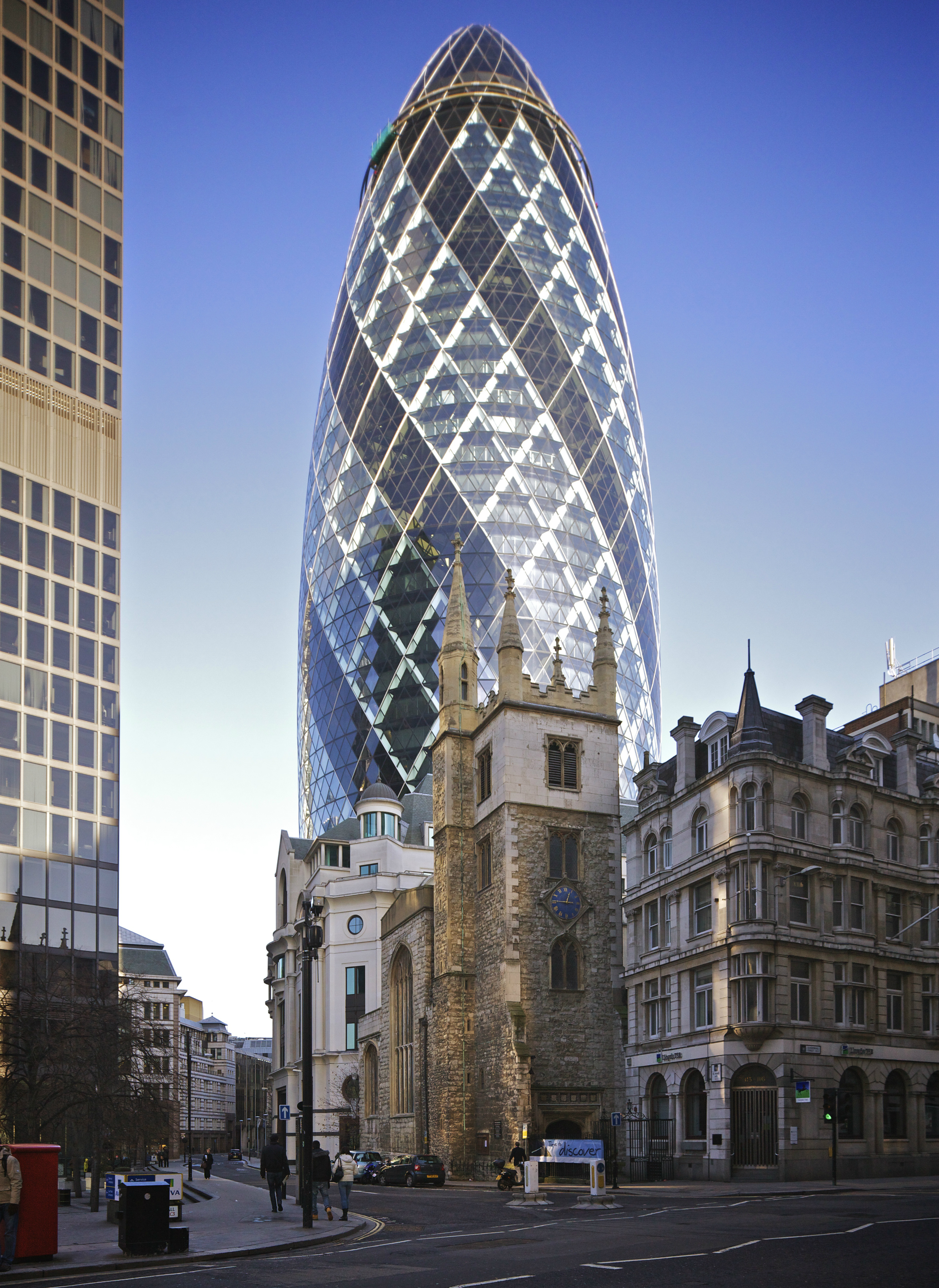
Il 30 St Mary Axe

Gli edifici di Londra sono troppo diversi tra loro per essere caratterizzati da un particolare stile architettonico essendo stati edificati in un lungo arco di tempo.
Molti grandi palazzi ed edifici pubblici, come la National Gallery, sono costruiti in pietra di Portland. Alcune zone della città, in particolare quelle appena a ovest del centro, sono caratterizzate da stucchi bianchi e edifici dello stesso colore. Poche strutture antecedenti al grande incendio del 1666 sono sopravvissute in città, fatta eccezione per alcuni resti dell'epoca romana e dell'epoca Tudor e la Torre di Londra, un complesso costruito nel Medioevo (1078) e composto da diversi edifici fortificati che nel tempo sono stati usati come fortezza, polveriera, palazzo reale e prigione per detenuti di famiglie nobili.
Oggi è utilizzato come museo e ospita i Gioielli della Corona inglese. Un importante edificio che rimane dal periodo Tudor è il palazzo di Hampton Court, fatto costruire dal cardinale Thomas Wolsey intorno al 1515. Molte costruzioni del tardo XVII secolo dell'architetto Christopher Wren, i palazzi del XVIII e XIX come il Royal Exchange e la Banca d'Inghilterra e gli edifici del XX secolo, come l'Old Bailey e il Barbican Estate, formano il variegato patrimonio architettonico cittadino.

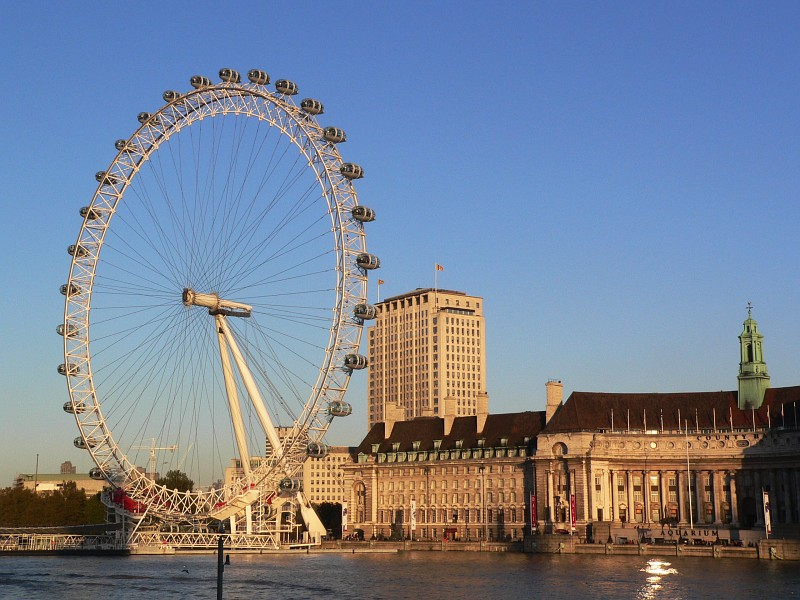
Il London Eye

Oltre agli importanti palazzi, un ottimo esempio di architettura dell'epoca vittoriana viene da alcune stazioni ferroviarie, in particolare quelle di St. Pancras e Paddington.
Lo sviluppo di grattacieli è limitato in alcune zone cittadine per preservare la visione della Cattedrale di San Paolo. Le aree a più intensa densità edilizia, corrispondenti ai quartieri finanziari della city e di Canary Wharf, sono caratterizzati dalla presenza di edifici di media e elevata altezza, tra cui: il 30 St Mary Axe, la Tower 42, The Shard e il One Canada Square. Altri edifici moderni importanti sono la City Hall con la sua caratteristica forma ovale, e la British Library a Somers Town/Kings Cross. Menzione a parte per la ruota panoramica London Eye, inaugurata il 31 dicembre 1999, e divenuta presto uno dei simboli cittadini.

### Architetture religiose

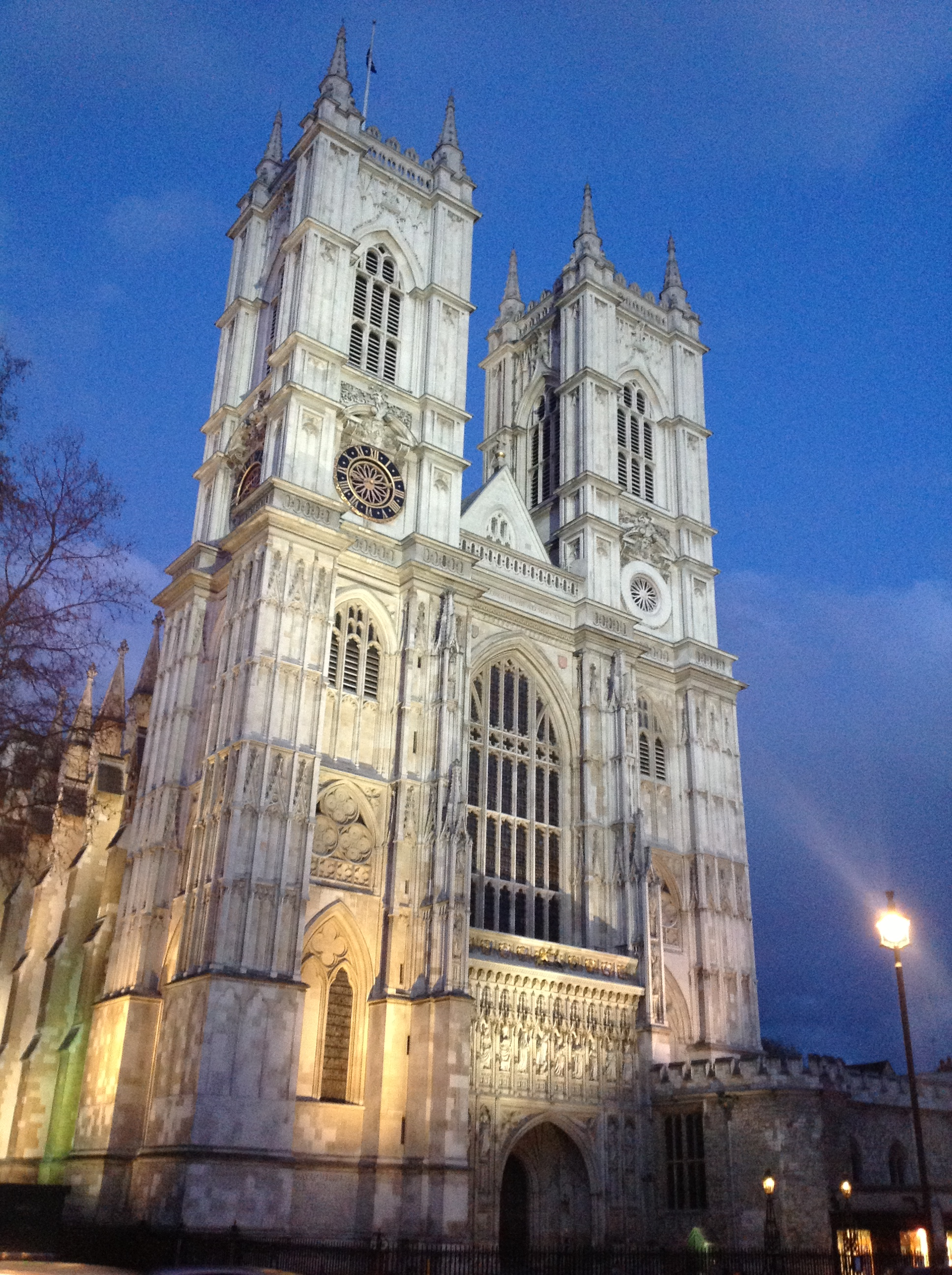
L'Abbazia di Westminster

Nella City di Londra, a circa 300 metri a nord del Tamigi, si erge la Cattedrale di San Paolo, la principale chiesa anglicana della città. La cattedrale ha una base a croce allineata in direzione est-ovest. Nel mezzo di questa croce vi è una cupola: la sua base è situata a circa 30 metri di altezza e ha un diametro di 34 metri: in cima vi è la possibilità di ammirare il panorama su tutta la città.
La chiesa di Santa Margherita è una chiesa anglicana che si trova nel quartiere di City of Westminster in Parliament Square, accanto all'Abbazia di Westminster e di fronte al Palazzo di Westminster. È la chiesa parrocchiale del Parlamento britannico.
Alla periferia della City of Westminster vi è l'Abbazia di Westminster, dove tradizionalmente i re d'Inghilterra vengono incoronati e sepolti. L'ingresso principale si trova sul lato ovest. Nella navata vi è la tomba del Milite Ignoto. Tra le altre ci sono le tombe degli statisti William Pitt il Giovane, Henry John Temple, III visconte Palmerston, Benjamin Disraeli, William Gladstone e dei reali Edoardo il Confessore, Enrico III, Edoardo I, Riccardo II ed Enrico V. Nel 1987 l'UNESCO ha dichiarato la chiesa patrimonio culturale mondiale.
La cattedrale di Westminster è la principale chiesa cattolica in Inghilterra e Galles. Si trova nella città di Westminster. La sua costruzione si deve all'arcivescovo Wiseman (1802-1865) che iniziò la raccolta fondi per la nuova cattedrale. L'edificio fu terminato nel 1903. Lo stile architettonico è quello bizantino, all'esterno l'edificio vanta una sontuosa facciata in mattoni.
Il Tempio Neasden (Shri Swaminarayan Mandir) situato nel quartiere di Brent è il più grande tempio indù fuori dell'India. È stato costruito nel 1990, le cupole e torrette sono realizzate in marmo di Carrara e pietra calcarea bulgara.

### Architetture civili

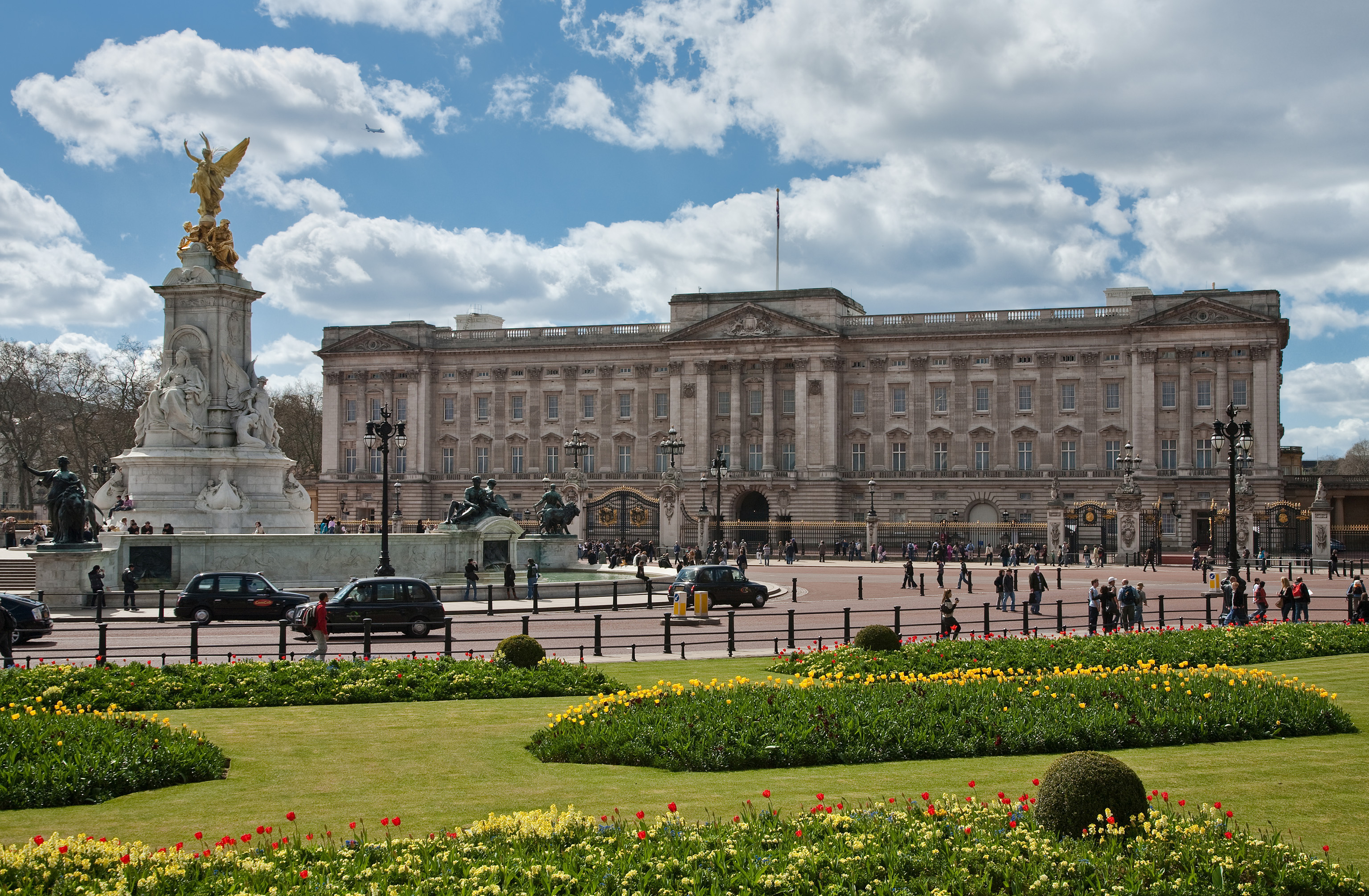
Il Buckingham Palace

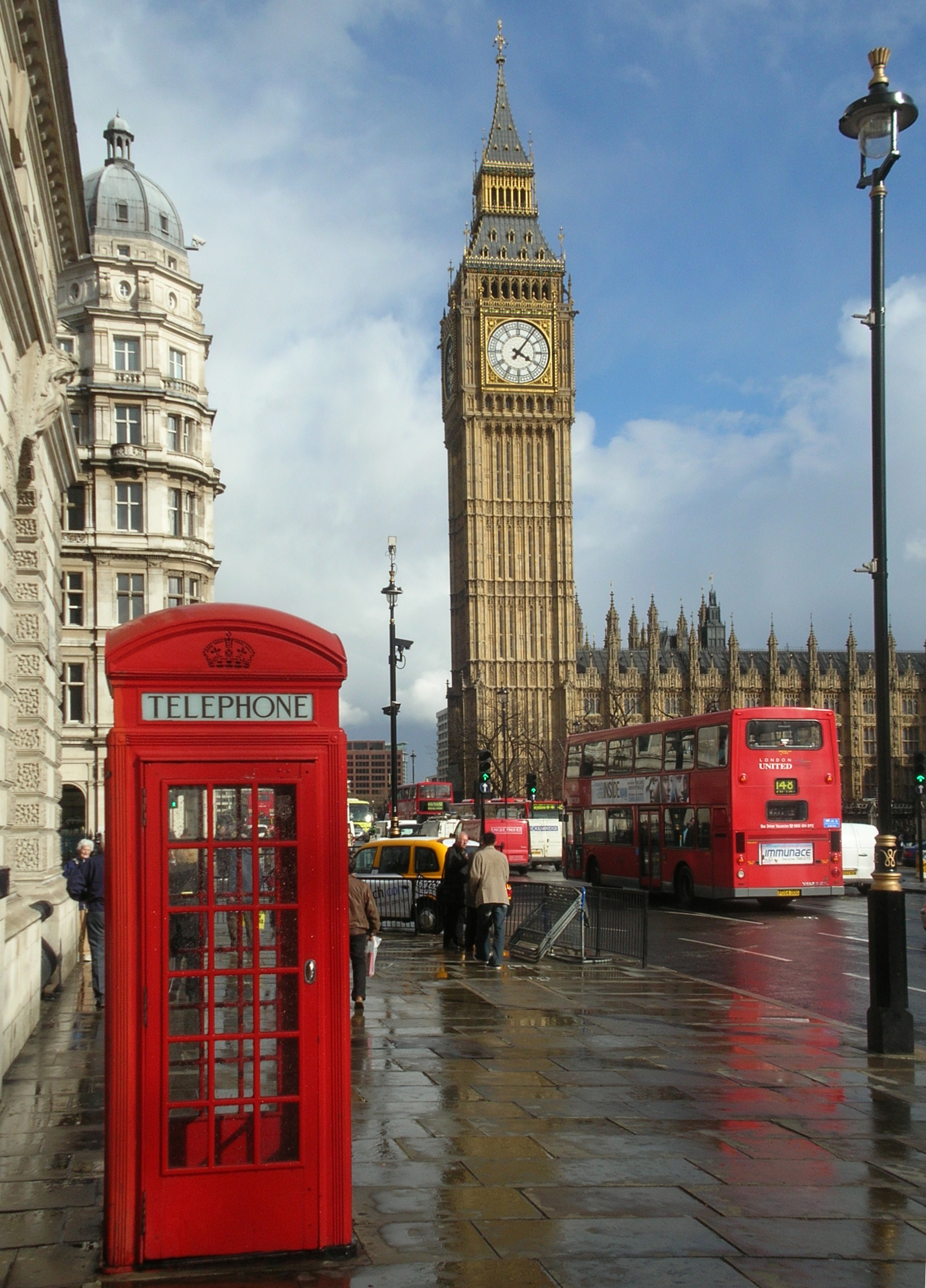
I tre simboli di Londra: il Big Ben, una cabina telefonica rossa e un autobus a due piani

Londra possiede tantissimi palazzi. Uno dei più famosi è certamente Buckingham Palace, situato a City of Westminster è la residenza ufficiale della monarchia britannica a Londra. Durante il regno di Edoardo VII ha subito una profonda ristrutturazione in stile Belle Époque. Oggi ospita importanti eventi ufficiali dello Stato. A poca distanza il Palazzo di Westminster con la torre del Big Ben è la sede del parlamento del Regno Unito. La parte più antica conservata del Palazzo di Westminster è stata edificata nel 1097 ed è servito in origine come residenza del re inglese. Nel 1834, a seguito di un incendio che lo ha distrutto quasi completamente, è stato ricostruito per opera dell'architetto Charles Barry.

Palazzo di Westminster, sede del parlamento inglese in una fotografia del 1886

Tra gli altri palazzi importanti per la monarchia si ricorda il palazzo di St. James, sede ufficiale del monarca fino al 1837, che è ancora una delle residenze ufficiali della corte reale. L'edificio fu eretto tra il 1532 e il 1540 da Enrico VIII. Oggi è abitato da appartenenti alla famiglia reale e all'interno di esso vi è Clarence House. Il Palazzo di Kensington è situato nel quartiere di Kensington e Chelsea. Fu Sir Christopher Wren che lo trasformò da castello a tenuta di campagna privata, nel 1689, per volere di Maria II e Guglielmo III. Particolarmente noti sono le sue decorazioni del soffitto elaborate da William Kent. Dopo la morte di Giorgio II, nel 1760, l'edificio è diventato meno importante e nessun monarca vi ha più abitato.

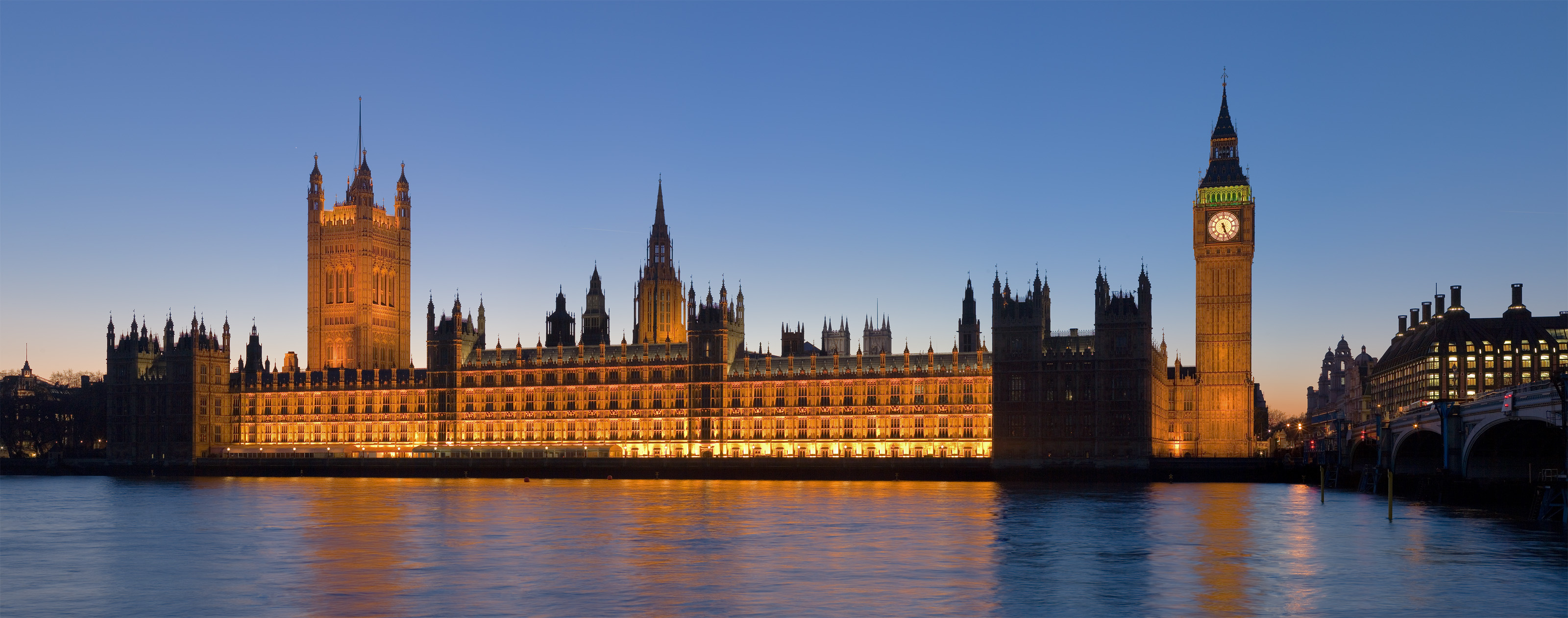
Il Palazzo di Westminster, fotografato dalla sponda meridionale del Tamigi

A Lambeth, sulla riva sud del Tamigi, vi è il Lambeth Palace, residenza ufficiale a Londra dell'Arcivescovo di Canterbury: esso si trova a breve distanza dal Palazzo di Westminster, sito sulla riva opposta.

Lambeth Palace nel 1886

Un po' fuori dal centro, a Richmond upon Thames, si trova Hampton Court, inizialmente sede dei Cavalieri Ospitalieri è divenuto in seguito una delle residenze dei monarchi. Nel 1838 sotto la regina Vittoria il palazzo venne aperto al pubblico e attualmente è uno tra i più visitati palazzi inglesi.

### Altro

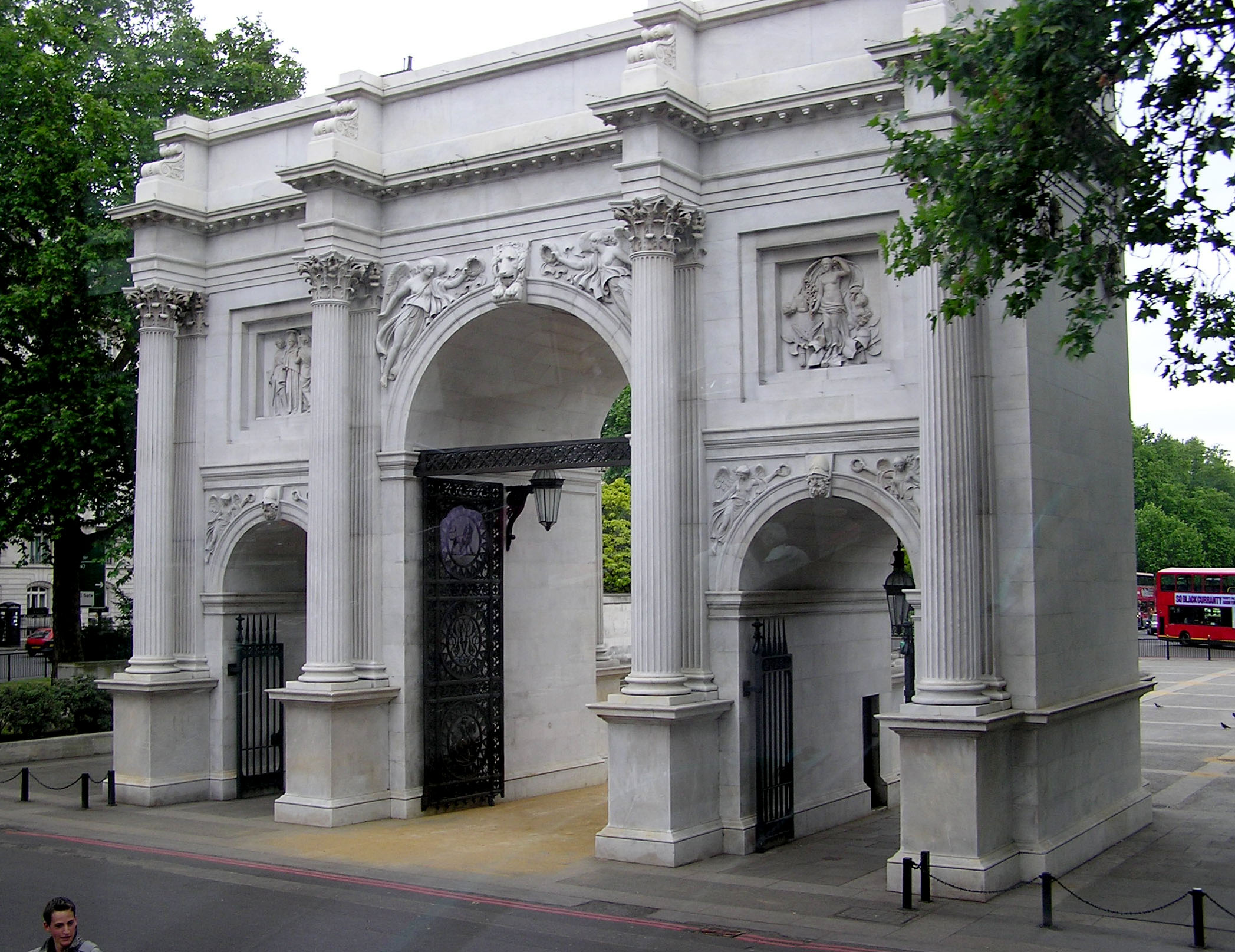
Marble Arch

La piazza principale di Londra è Trafalgar Square, al cui centro spicca la colonna di Nelson in ricordo del celebre ammiraglio eroe della battaglia. La piazza di Trafalgar fu costruita con lo scopo di commemorare la battaglia di Trafalgar del 21 ottobre 1805, quella in cui l’ammiraglio Horatio Nelson sconfisse le flotte dei francesi e degli spagnoli. Nella piazza sorge anche il palazzo che ospita la National Gallery. Non molto lontano, vi è Piccadilly Circus, famosa per i display luminosi e le insegne al neon posizionate su un edificio posto sul lato settentrionale della stessa e per la celebre fontana che rappresenta "l'Angelo della Carità Cristiana". Sempre in centro, Leicester Square, è celebre per i cinema dove si svolgono molte "prime" di film internazionali.
Tra il Mall e Trafalgar Square, vi è l'Admiralty Arch, che, ultimato nel 1912, è stato fatto costruire dal re Edoardo VII in memoria di sua madre, la regina Vittoria. Tra le vie più famose del centro di Londra Oxford Street e Regent Street, importanti vie di viabilità e commerciali.
Nella City vi è il monumento al grande incendio di Londra (detto The Monument) che consiste in un'imponente colonna realizzata su progetto di Christopher Wren. Un altro importante monumento è il Marble Arch, un arco trionfale situato nei pressi di Hyde Park e vicino a Oxford Street, costruito interamente con marmo di Carrara.
Presso il numero 111 della stazione di Cannon Street è presente una pietra misteriosa protetta da una grata metallica nota come Pietra di Londra, intorno alla quale ruotano numerose antiche leggende.

### Aree naturali

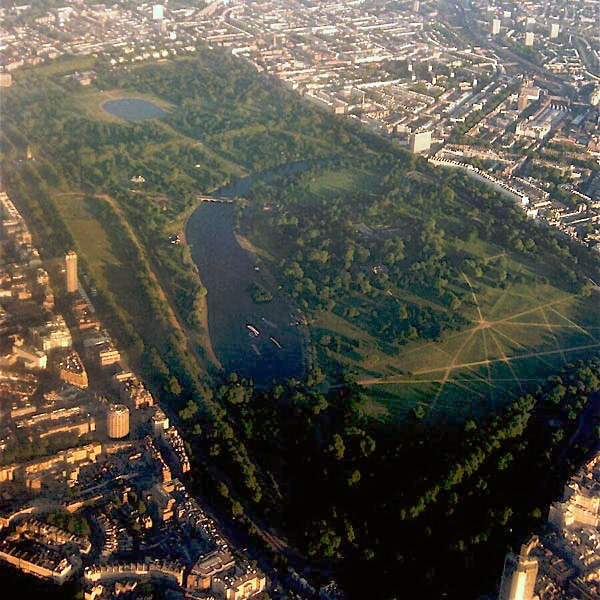
Vista aerea di Hyde Park

A Londra esistono molti spazi aperti: dai nove Parchi Reali, antiche riserve di caccia aperte al pubblico (Green Park, St James's Park, Hyde Park e Kensington Gardens nel West End, Regent's Park a nord del centro della città, Greenwich Park, Bushy Park, Richmond Park in periferia) e Brompton Cemetery ai molti giardini del centro costruiti a uso dei residenti e oggi spesso aperti a tutti.
Molti dei parchi comunali nacquero nella prima metà del XX secolo e fra questi si ricordano Victoria Park e Battersea Park. Molti altri grandi spazi verdi, più selvaggi e meno formali, sono in periferia, come Hampstead Heath, Wimbledon Common ed Epping Forest. I più importanti giardini a pagamento infine sono i Royal Botanic Gardens a Kew e quelli di Hampton Court.
Nella parte nord di Londra si trova il Trent Park che circonda una villa storica e ora forma il campus della Middlesex University.

## Società

### Evoluzione demografica
Con l'aumento dell'industrializzazione tra il XIX e il XX secolo, la popolazione di Londra si sviluppò grandemente, arrivando a renderla la città più popolata del mondo, fino al sorpasso, nel 1925, da parte di New York. Raggiunse il picco massimo di popolazione nel 1939 con 8 615 245 abitanti, mentre a metà 2006 la popolazione della Grande Londra era stimata in 7 512 400 residenti. A ogni modo, l'area urbana della capitale inglese si estende oltre i confini della 'Grande Londra', arrivando a includere una popolazione di 8 278 251 abitanti nel 2001, mentre la sua area metropolitana possiede dai 12 ai 14 milioni di abitanti, a seconda delle stime.

### Etnie e minoranze straniere
| Paese di nascita | Paese di nascita | Popolazione | Percentuale |
| Gran Bretagna    | Gran Bretagna    | 5 223 986   | 59,4        |
| Stranieri        | Stranieri        | 3 575 739   | 40,6        |
| ---------------- | ---------------- | ----------- | ----------- |
| India            | 322 644          | 3,7         |             |
| Romania          | 175 991          | 2,0         |             |
| Polonia          | 149 397          | 1,7         |             |
| Bangladesh       | 138 895          | 1,6         |             |
| Pakistan         | 129 774          | 1,5         |             |
| Italia           | 126 059          | 1,4         |             |
| Nigeria          | 117 145          | 1,3         |             |
| Albania          | 96 566           | 1,1         |             |
| Sri Lanka        | 80 379           | 0,9         |             |
| Francia          | 77 715           | 0,9         |             |
| Altri            | 2 161 174        | 24,6        |             |
| Totale           | Totale           | 8 799 725   | 100,0       |

Nel censimento del 2011 il 59,2% dei più di otto milioni di abitanti di Londra era classificato come appartenente al gruppo etnico "bianco", di cui il 44,9% ai "bianchi britannici", il 2,2 ai "bianchi irlandesi" e il 12,1% ad "altri bianchi".
Il 19,7% dei londinesi è invece di origine asiatica, ed è costituito soprattutto da indiani (6,6% della popolazione totale), pakistani (2,7%), bengalesi (2,7%), cinesi (1,5%), arabi (1,3%) e "altri asiatici" (4,9%, provenienti soprattutto da altri paesi dell'Asia meridionale).
Il 15,6% si dichiarava invece appartenente al gruppo etnico dei "neri britannici" di cui circa il 7% è costituito da "neri africani", il 4,2% da "neri caraibici", il 2,1% dal gruppo degli "altri neri" e il 2,3% da individui con genitori neri di diverse etnie.
Il 5,5% risultava di "razza mista".
Nel gennaio del 2005 un'indagine sulle diversità etniche e religiose di Londra riportò una situazione cittadina con più di 300 lingue parlate e più di 50 comunità non indigene con una popolazione di più di 10 000 persone a Londra. I dati dell'Office for National Statistics mostrano che, nel 2006, la popolazione nata all'estero di Londra ammontava a 2 288 000 (31% della popolazione totale) quando nel 1997 lo stesso dato si fermava a 1 630 000. Il censimento del 2011 mostrava come il 36,7% della popolazione della Grande Londra fosse nato al di fuori del Regno Unito.
La tabella sulla destra mostra la nazione di nascita dei residenti di Londra aggiornata al 2021.
Si noti come una parte della popolazione originaria della Germania sia probabilmente figlia dei cittadini britannici che prestano servizio nelle forze armate britanniche di stanza in Germania.
Londra è stata meta di immigrazione per interi secoli, sia per motivi di sicurezza sia per motivi economici. Ugonotti, ebrei dell'Europa orientale e ciprioti sono esempi di migrazioni dovute a problemi di sicurezza, invece irlandesi, bengalesi e indiani possono essere riportati come esempi di migrazione dovuta a migliori aspettative economiche. Il quartiere di East End, nei dintorni di Spitalfields, è stato il quartiere di "approdo" di differenti gruppi etnici, che da questo distretto si sono poi mossi altrove all'interno della città in cerca di prosperità.

### Religione
| Religione      | Religione      |  | %     | %     |
| -------------- | -------------- |  | ----- | ----- |
| Cristianesimo  | Cristianesimo  |  | 48,4% | 48,4% |
| Non religiosi  | Non religiosi  |  | 20,7% | 20,7% |
| Islam          | Islam          |  | 12,4% | 12,4% |
| Non dichiarato | Non dichiarato |  | 8,6%  | 8,6%  |
| Induismo       | Induismo       |  | 5%    | 5%    |
| Ebraismo       | Ebraismo       |  | 1,8%  | 1,8%  |
| Sikhismo       | Sikhismo       |  | 1,5%  | 1,5%  |
| Buddhismo      | Buddhismo      |  | 1%    | 1%    |
| Altro          | Altro          |  | 0,6%  | 0,6%  |

Quando papa Gregorio I, nel 597, inviò Agostino di Canterbury per evangelizzare la Britannia, aveva l'intenzione di nominarlo "Arcivescovo di Londra", dal momento che la città era stata la capitale della provincia romana. In realtà, il santo venne ricevuto con maggiore ospitalità nel Regno del Kent e così la sede arcivescovile fu stabilita a Canterbury. Nonostante ciò, Londra è stata il centro della vita religiosa del paese per gran parte della sua storia: l'arcivescovo di Canterbury ha una residenza ufficiale a Lambeth Palace. Londra è sede di due vescovati anglicani: quello di Londra, a nord del Tamigi, la cui cattedrale è la barocca Saint Paul (progettata da Christopher Wren) e quello di Southwark, a sud del fiume. Le cerimonie di Stato e quelle legate alla Casa Reale si dividono tra la cattedrale di Saint Paul e la Westminster Abbey. Come nel resto del Regno Unito, a Londra la percentuale di praticanti è bassa e la Chiesa d'Inghilterra ha subito il declino più delle altre confessioni religiose.
L'arcivescovo di Westminster è generalmente considerato come il responsabile della Chiesa cattolica in Inghilterra e Galles. Anche per i cattolici sono presenti due diocesi: a sud del Tamigi si stende il territorio dell'arcidiocesi di Southwark.
Altre confessioni protestanti hanno sede a Londra. Tra loro la United Reformed Church e i Quaccheri. Non mancano molte chiese evangeliche. Oltre due terzi degli ebrei che risiedono nel Regno Unito abitano nella capitale, rendendo quella di Londra la tredicesima comunità ebraica del mondo.

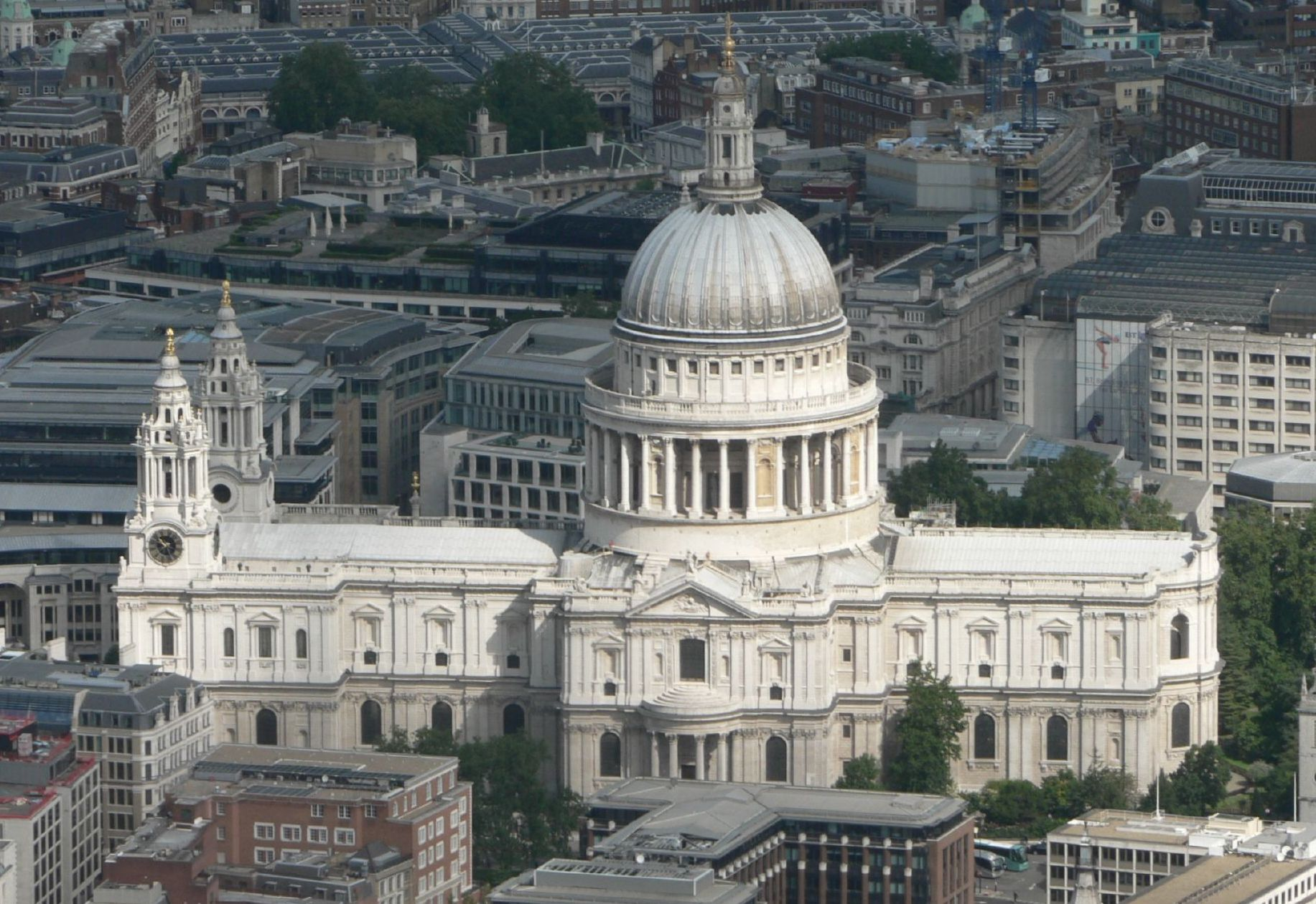
La cattedrale di Saint Paul

Un ragionamento a parte va fatto per le fedi degli immigrati. Molti immigrati cristiani appartengono alle varie declinazioni della Chiesa ortodossa.
Londra è il maggior centro dell'Islam nel Regno Unito. Due boroughs hanno la maggior percentuale di musulmani nel paese: sono Tower Hamlets e Newham. La moschea Baitul Futuh a Merton e la Moschea centrale di Londra sono elementi molto conosciuti del paesaggio vicino a Regent's Park; nel resto della città le moschee sono numerose.
Londra ha anche la più importante comunità induista al di fuori dell'India. Southall, nella parte occidentale della città, è uno dei distretti che ospitano maggiormente gli induisti. Il Neasden Temple è il più grande tempio indù fuori dai confini dell'India. È costruito secondo lo stile tradizionale e molte delle sue elaborate sculture marmoree sono state eseguite in India. Anche gli Hare Kṛṣṇa sono una vista comune in città.

## Cultura
(Samuel Johnson)

### Istruzione

#### Scuole

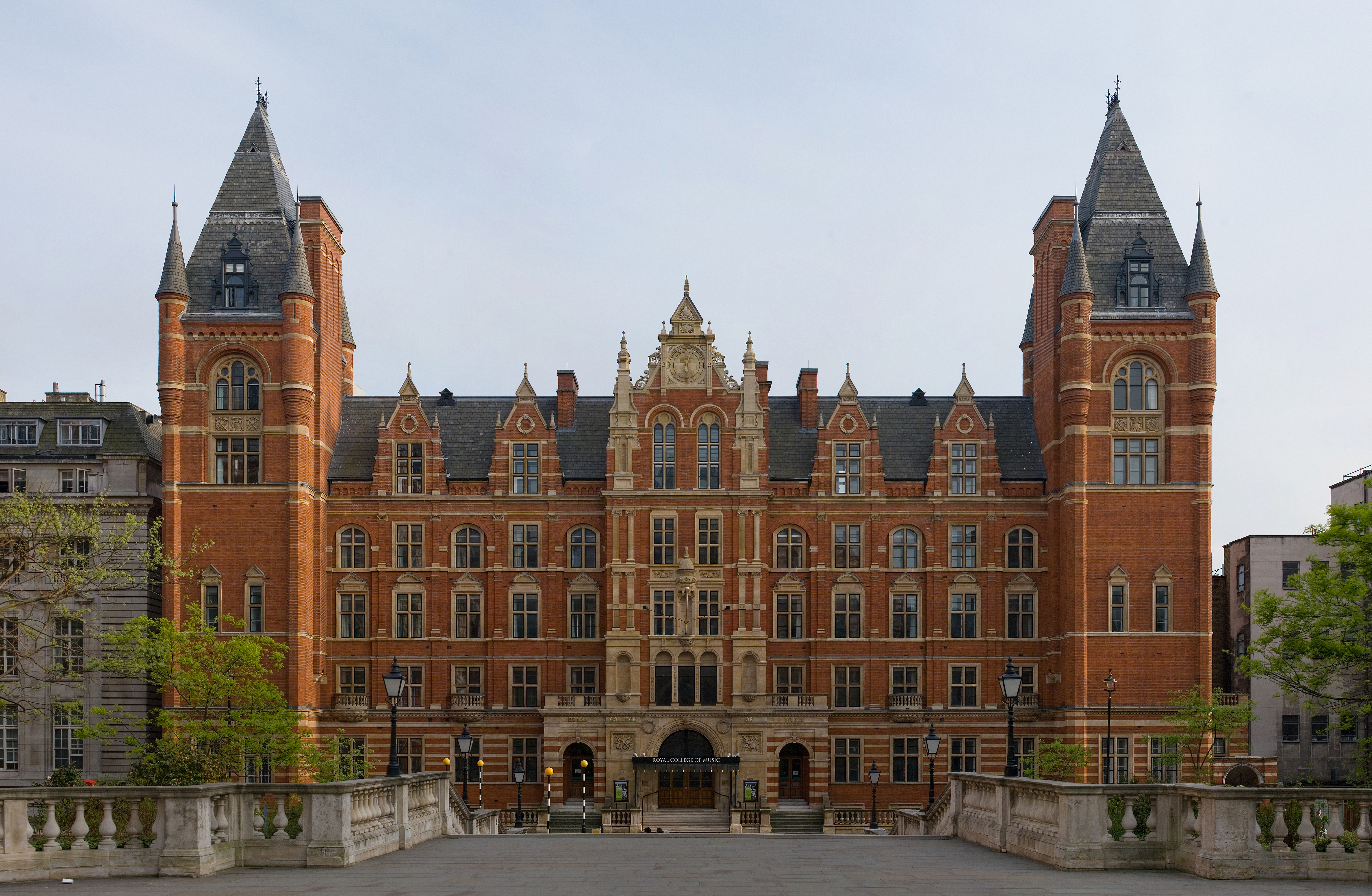
Royal College of Music

Londra è il centro principale di istruzione artistica britannica. Per la musica le quattro accademie sono il Royal College of Music, la Royal Academy of Music, il Trinity Laban Conservatoire of Music and Dance e la Guildhall School of Music and Drama, mentre la Royal Academy of Dramatic Art (RADA) e la Central School of Speech and Drama sono dedicate alla recitazione. La Goldsmith University per le arti visive, musicali e le materie umanistiche.
Nelle arti visive vi si trovano il Central Saint Martins College of Art and Design, il Chelsea College of Art and Design e il Camberwell School of Art (tutti facente parte della University of London Arts).
Numerose sono le scuole di medicina che hanno sede a Londra, alcune delle quali vi si trovano già da parecchi secoli, come quelle presso il Guy's Hospital e il St Thomas' Hospital. L'Imperial College è un importante centro di ricerca scientifica ed è paragonabile in termini di reputazione con il Massachusetts Institute of Technology. Di grande rilievo vi è anche la Royal Institution.

#### Università

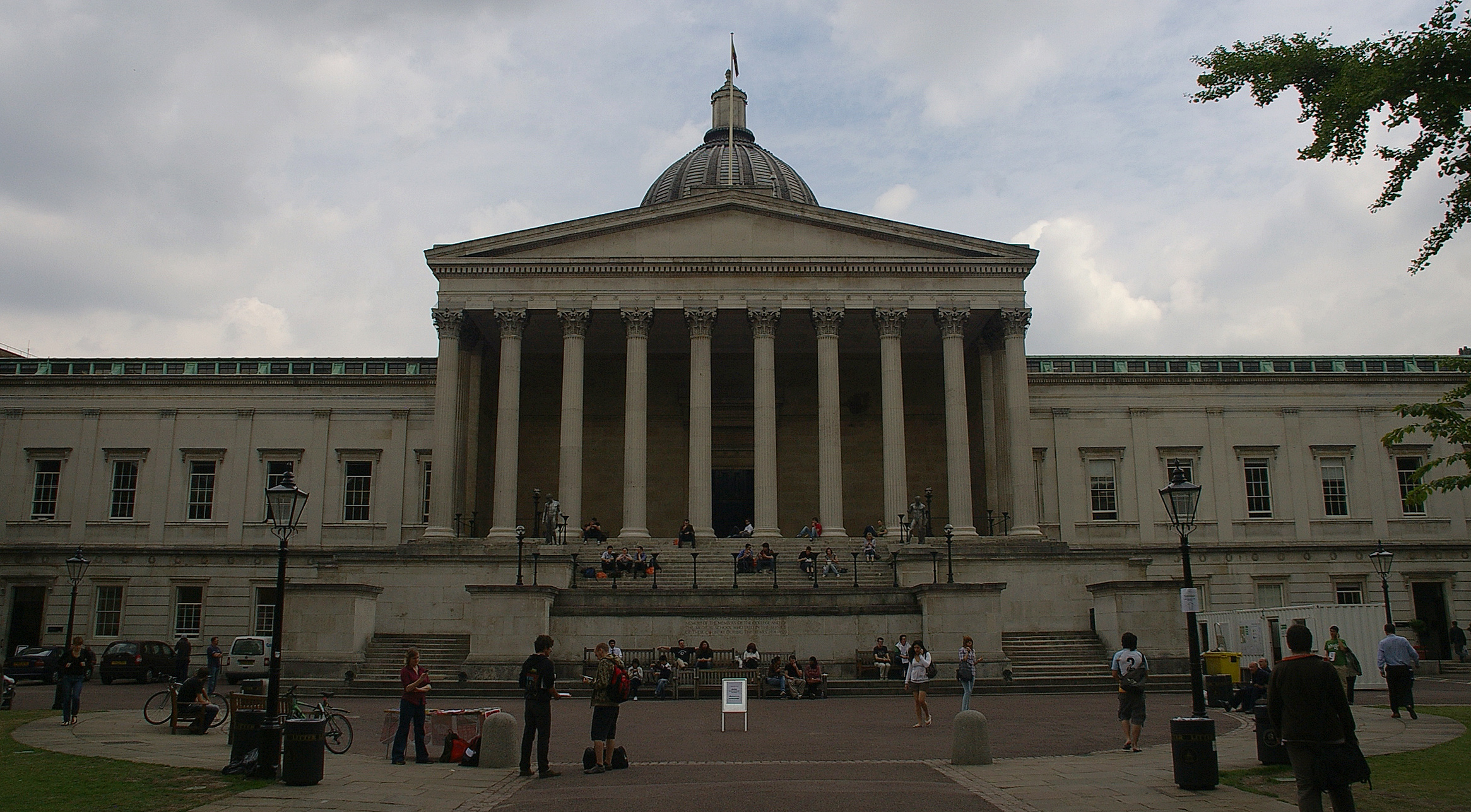
University College di Londra

L'Università di Londra, con oltre 100 000 studenti, risulta essere una delle più grandi università d'Europa. Si compone di oltre 50 facoltà e istituti che hanno un alto grado di autonomia. Il collegi più grandi e prestigiosi sono l'University College London, il King's College London, il Queen Mary, la London Business School, e la London School of Economics and Political Science. Vi sono altri piccoli istituti e scuole specializzati in specifiche aree culturali, come la Architectural Association School of Architecture, la School of Oriental and African Studies, il Birkbeck College e l'Institute of Education.
Inoltre, nella capitale britannica ci sono alcune università che non sono collegate all'Università di Londra: fra di esse l'Imperial College e la City University, situate nel centro storico della città. Alcune università erano già considerate dei politecnici fino al 1992 quando, grazie a un emendamento, hanno ricevuto lo statuto di università (come la University of East London). Altre università cittadine sono la Middlesex University, nel Nord di Londra, la Brunel University, nella zona ovest, e la South Bank University. In ambito finanziario, ha sede nella capitale l'ente di formazione e business school LIBF, autorizzato al conferimento di titoli accademici.

#### Ricerca
Molte società scientifiche britanniche hanno sede a Londra, come la Royal Society, la British Academy, la Royal Geographical Society, la Linnean Society of London, la Royal Society of Chemistry, la Royal Statistical Society, la Society of Antiquaries of London, la Geological Society of London, la Zoological Society of London, la Royal Historical Society, la Royal Society of Literature, la Royal Society of Arts, la Royal Astronomical Society.
Il sobborgo londinese di Greenwich è famoso perché ospita il Royal Greenwich Observatory della Royal Navy e per esso passa il meridiano fondamentale.

#### Biblioteche e archivi
La British Library, la biblioteca nazionale del Regno Unito, è una delle più grandi biblioteche del mondo. La Guildhall Library ha una collezione specializzata sulla storia di Londra e della City of London. Nel quartiere di Kew hanno sede gli Archivi nazionali del Regno Unito (l'antico Public Record Office).

#### Musei

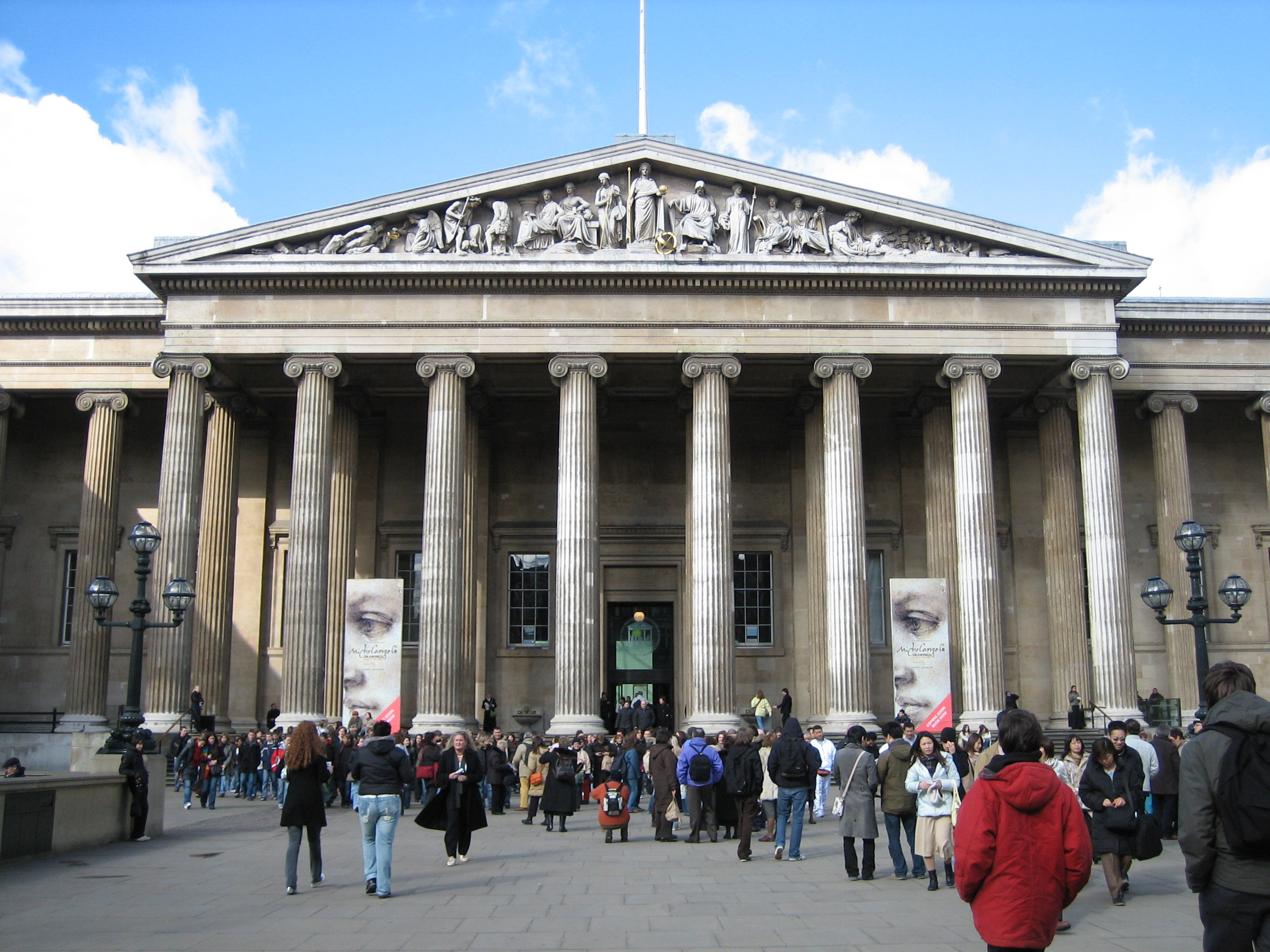
Il British Museum

Londra ospita molti musei, gallerie d'arte e altre istituzioni. L'entrata a molti di essi è gratuita e rappresentano uno dei luoghi di maggior interesse per il turismo oltre a essere importanti per la ricerca. Il museo più frequentato è il British Museum a Bloomsbury, fondato nel 1753, oggigiorno conta oltre 7 milioni di reperti archeologici provenienti da tutto il mondo. Nel 1824 la National Gallery è stata fondata per ospitare la collezione nazionale britannica di dipinti occidentali, l'edificio ora occupa una posizione di rilievo a Trafalgar Square. Nella seconda metà del XIX secolo, presso South Kensington, si è sviluppata la cosiddetta "Albertopolis", un quartiere culturale e scientifico. Vi si trovano tre importanti musei nazionali: il Victoria and Albert Museum (per le arti applicate), il Museo di Storia Naturale e il Museo della scienza.
La galleria nazionale di arte britannica è la Tate Britain, originariamente istituita nel 1897. La Tate Gallery, come era precedentemente chiamata, era diventata anche un importante centro per l'arte moderna: nel 2000 questa collezione è stata trasferita presso la Tate Modern, una nuova galleria ospitata nell'ex centrale elettrica di Bankside.
Un altro museo tuttora popolare è il museo Madame Tussauds, che ospita statue di cera di personaggi famosi dal 1884, inclusa l'attrazione Marvel Super Heroes 4D.

### Media
Londra è un importante centro di comunicazione internazionale con un numero praticamente senza rivali di organi di informazione. Quasi tutte le principali organizzazioni di media nel Regno Unito hanno sede a Londra. Gran parte dei media britannici è concentrata a Londra e talvolta è accusata di avere un "pregiudizio londinese".

#### Televisione
Tutte le principali reti televisive hanno sede a Londra, inclusa la BBC, che rimane una delle organizzazioni di media più influenti al mondo e la più grande emittente televisiva del mondo. In parte per contrastare le lamentele sui pregiudizi londinesi, la BBC ha annunciato, nel giugno 2004, che alcuni dipartimenti sarebbero stati trasferiti a Manchester. Altre reti con sede a Londra includono ITV, Channel 4, Channel 5, CNN International e Sky UK. Come la BBC, queste producono alcuni programmi altrove nel Regno Unito, ma Londra è il loro principale centro di produzione. La programmazione locale, comprensiva di telegiornale, è fornita dai servizi regionali delle principali reti: p. es. BBC London News su BBC One e ITV London su ITV.

#### Radio
C'è una vasta scelta di stazioni radio disponibili a Londra. Le stazioni locali in tutta la città includono stazioni basate sulla musica come Absolute Radio, Capital 95.8, Kiss 100, Magic 105.4, Heart 106.2 e Radio X. Le stazioni di notizie includono BBC London, LBC e LBC News.

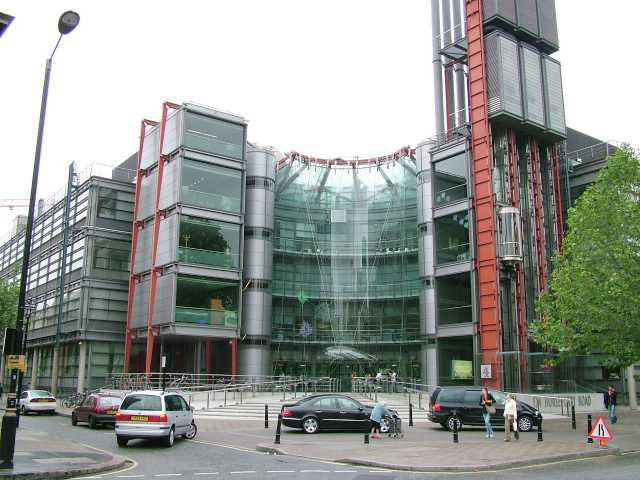
La sede di Channel 4 a Horseferry Road

#### Stampa
Il mercato dei giornali londinesi è dominato dalle edizioni londinesi dei giornali nazionali, tutti editi a Londra. Fino agli anni 1970, la maggior parte dei giornali nazionali era concentrata a Fleet Street, ma negli anni 1980 si trasferirono in nuovi locali con stamperie automatizzate. La maggior parte di questi si trova a East London, il più famoso è lo stabilimento di News International a Wapping. La mossa è stata fortemente contrastata dal sindacato della tipografia SOGAT 82 e lo sciopero a Wapping nel 1986 ha portato a violente scaramucce. L'ultima grande agenzia di stampa di Fleet Street, Reuters, si è trasferita a Canary Wharf nel 2005, ma Fleet Street è ancora comunemente usata come termine collettivo per la stampa nazionale. Londra ha due quotidiani in tutta la città: l'Evening Standard e Metro, entrambi disponibili per le strade e nelle stazioni della metropolitana e delle ferrovie di Londra. L'Evening Standard è diventato un quotidiano gratuito nell'ottobre 2009 dopo 182 anni come pubblicazione a pagamento. C'è anche un foglio gratuito che copre notizie finanziarie, City AM. La guida settimanale indipendente Time Out Magazine fornisce informazioni su concerti, film, teatro e arte dal 1968. Ci sono un gran numero di giornali locali nell'area di Londra, che spesso coprono una piccola sezione della città, oltre a due riviste gratuite, Sport e Shortlist.

#### Cinema
Londra è al centro delle industrie di produzione cinematografica e televisiva britannica, con importanti strutture di studio ai margini occidentali della conurbazione e una grande industria di post-produzione con sede a Soho. Londra è uno dei due centri principali dell'editoria in lingua inglese insieme a New York. Le società di media di importanza mondiale con sede a Londra vanno dal gruppo editoriale Pearson, all'agenzia di informazioni Reuters, al gruppo di attività pubblicitarie numero uno al mondo, WPP.

### Letteratura

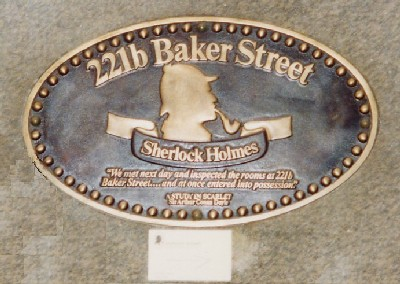
Targa al 221b di Baker Street, la casa di Sherlock Holmes

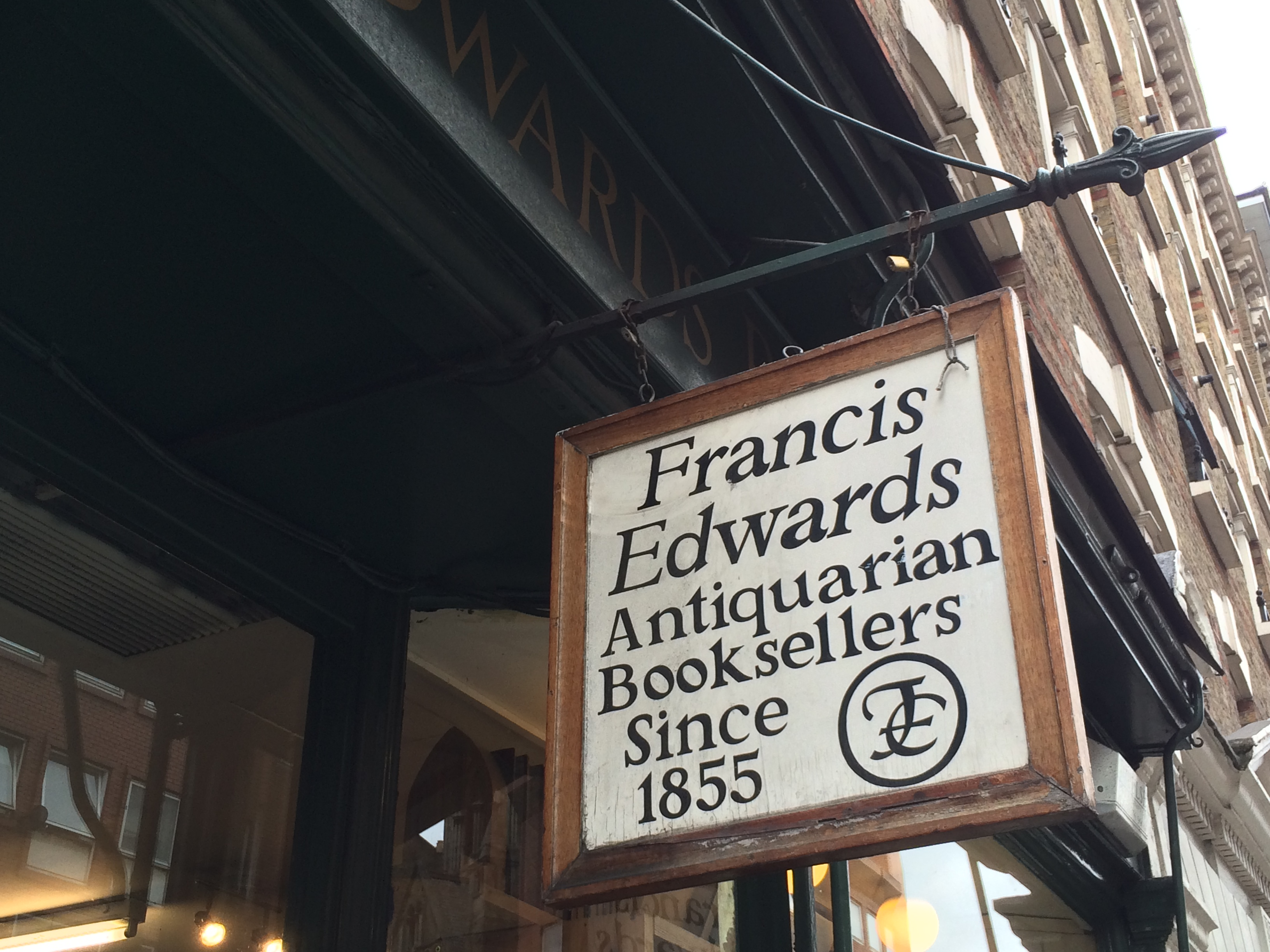
La antica libreria antiquaria di Francis Edwards nel West End

Londra ha offerto l'ambientazione a molte opere letterarie. Il memorialista Samuel Pepys descrisse nel suo diario fatti drammatici di cui era stato testimone diretto, come la Grande peste del 1665 e il Grande incendio del 1666. La cupa e nebbiosa città ottocentesca, popolata da poveri, spazzacamini e tagliaborse rappresentata nelle opere di Charles Dickens ha influenzato notevolmente l'immagine che molte persone hanno della Londra Vittoriana.
La famosa biografia di Samuel Johnson (autore del famoso aforisma "When a man is tired of London, he is tired of life!") scritta da James Boswell si svolge per la maggior parte a Londra.
Nella capitale britannica si svolgono molte avventure di Sherlock Holmes, il detective inventato da Arthur Conan Doyle: a Londra si può visitare la sua casa in Baker Street, dove ancora oggi giungono centinaia di lettere per chiedere aiuto per la risoluzione di casi inspiegabili. Scrissero di Londra anche Daniel Defoe (Moll Flanders, Il colonnello Jack, Diario dell'anno della peste) e Joseph Conrad (L'agente segreto); inoltre Jack London fece un'aspra critica delle condizioni in cui versavano i poveri dei sobborghi di Londra nel libro/saggio Il popolo degli abissi (The people of the abyss, 1903). Tra le altre opere famose ambientate in questa città vi sono Lo strano caso del dottor Jekyll e del signor Hyde di Robert Louis Stevenson e Peter Pan di James Matthew Barrie (ambientato nei Kensington Gardens, dove si può oggi ammirare persino una statua dedicata a Peter Pan). Ambientata a Londra è anche la storia di Harry Potter: il binario 9 ¾, citato nel primo libro della saga, si troverebbe nella stazione ferroviaria di King's Cross, dove si può oggi notare tale scritta su uno degli archi tra i binari 9 e 10 della stazione. Importanti sono anche i romanzi di Charles Dickens, la maggior parte dei quali è ambientata nella Londra industriale, in rapida espansione e ricca di contraddizione della fine dell'Ottocento (Oliver Twist).
Un altro celebre abitante immaginario di Londra è Dylan Dog, che la fantasia del suo creatore Tiziano Sclavi fa risiedere nella City fin dalla sua prima avventura, al 7 di Craven Road. Nonostante a Londra esistano ben due Craven Road, Sclavi ha dichiarato di non essersi ispirato a un indirizzo reale ma ha piuttosto inteso omaggiare il regista horror Wes Craven dando il suo nome alla strada dove Dylan vive. I numerosi fan dell'indagatore dell'incubo però non si sono fatti scoraggiare e sono sempre numerosi coloro i quali tornano da Londra con una foto-ricordo accanto alla targa di una delle due "vere" Craven Road.

### Teatro

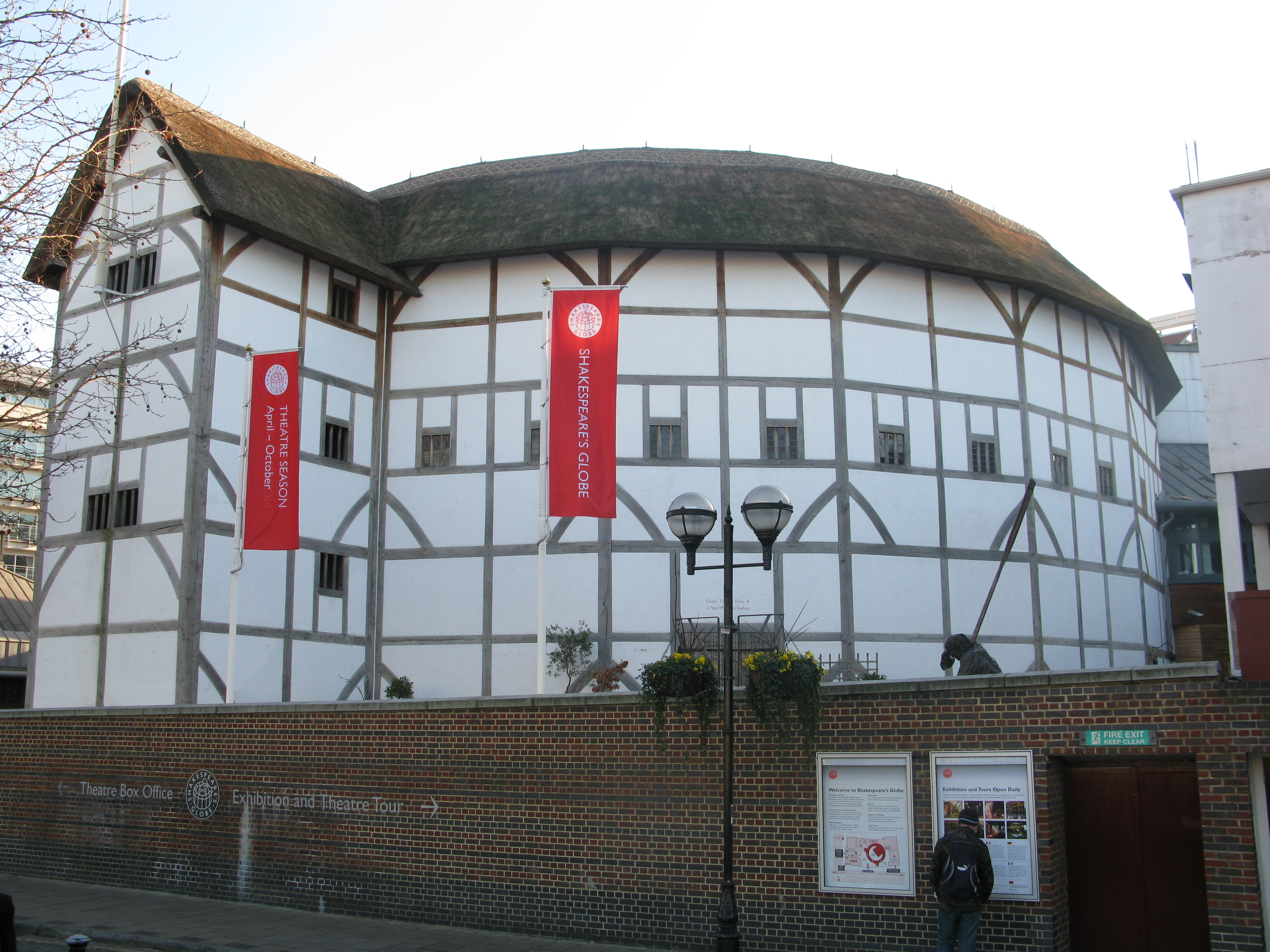
Il Globe Theatre ricostruito

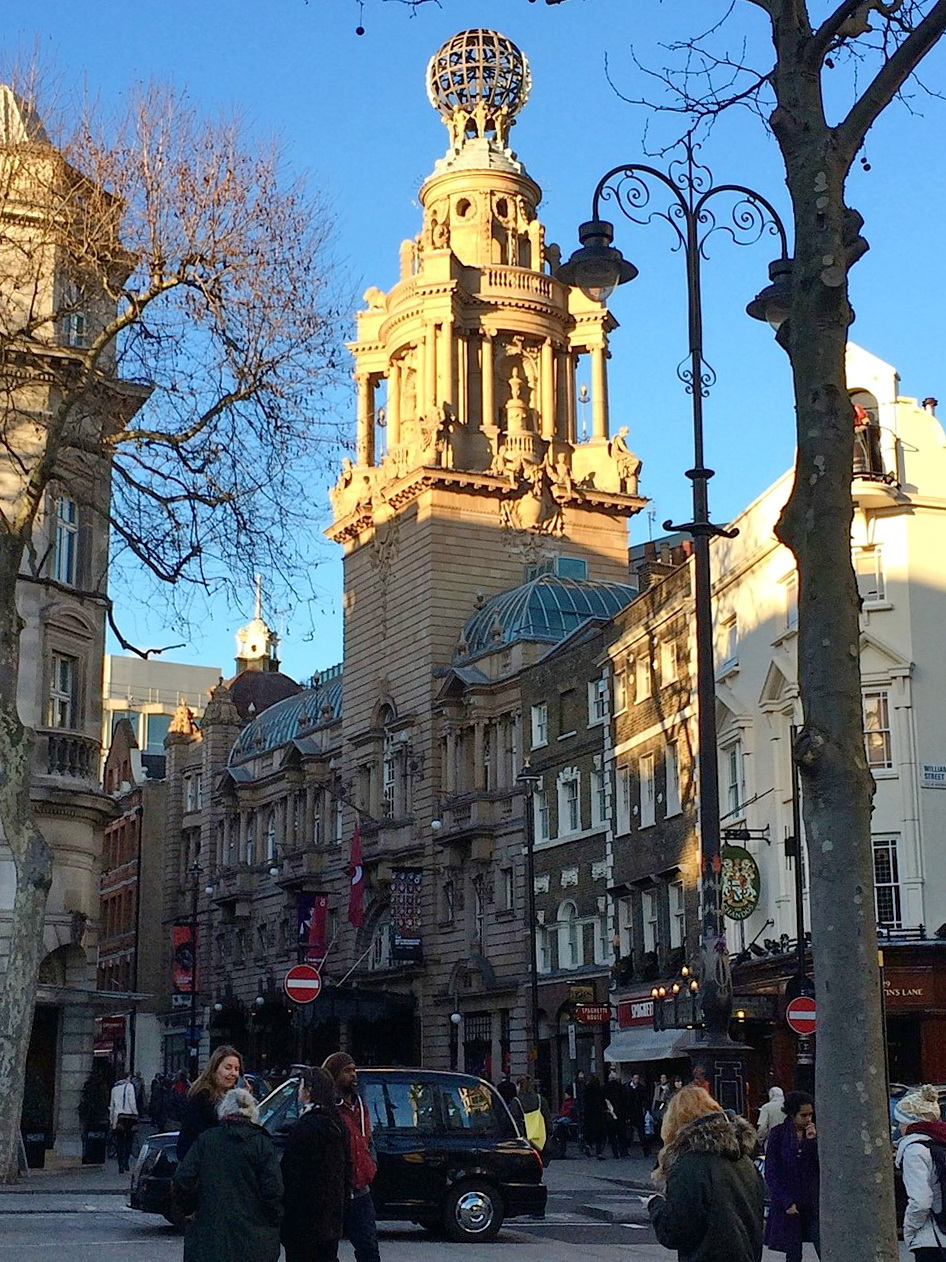
London Coliseum, sede della English National Opera

Londra ha due teatri dell'opera principali: la Royal Opera House (spesso chiamata Covent Garden) che è sede de The Royal Opera e de The Royal Ballet, e il London Coliseum, dove si esibisce l'English National Opera, ENO.
Londra offre un ampio assortimento di spettacoli: nel solo West End ci sono molti teatri. Di qui sono stati lanciati, fra gli altri, i musical di Andrew Lloyd Webber Cats e Il fantasma dell'opera.
Il Royal National Theatre nel quartiere di South Bank è la sede della National Theatre Company, mentre il Barbican Centre è la sede londinese della Royal Shakespeare Company. Il Royal Court Theatre, uno dei palcoscenici più tradizionalisti di Londra, ha riaperto nel 2000 dopo quattro anni di ristrutturazione.
Fra i teatri più antichi della città vi sono il Theatre Royal Drury Lane, nel West End, che è il più antico, il Theatre Royal Haymarket e il suo rivale His Majesty's Theatre.
Il St. Martin's Theatre, nel West End, è famoso perché dal 1974 rappresenta lo stesso spettacolo: Trappola per topi di Agatha Christie.

### Cinema
Londra è stata l'ambientazione per moltissimi film, tra cui: Le avventure di Oliver Twist (1948), Peter Pan (1953), La signora omicidi (1955), La carica dei 101 (1961), Mary Poppins (1964), Blow-Up (1966), Quel lungo venerdì santo (1980), Segreti e bugie (1996), Notting Hill (1999), Il diario di Bridget Jones (2001), Match Point (2005), V per Vendetta (2005), Sweeney Todd: The Demon Barber of Fleet Street (2008) e Spider-Man: Far from Home (2019) Jack lo squartatore ed Harry Potter. La soap opera EastEnders, trasmessa per la prima volta nel 1985, è ambientata in città, e anche il film apocalittico 28 giorni dopo.
Londra riveste, inoltre, un importante ruolo nella cinematografia, ospitando importanti studi presso Ealing e strutture per la post-produzione ed effetti speciali a Soho. La Working Title Films ha sede a Londra.

### Musica

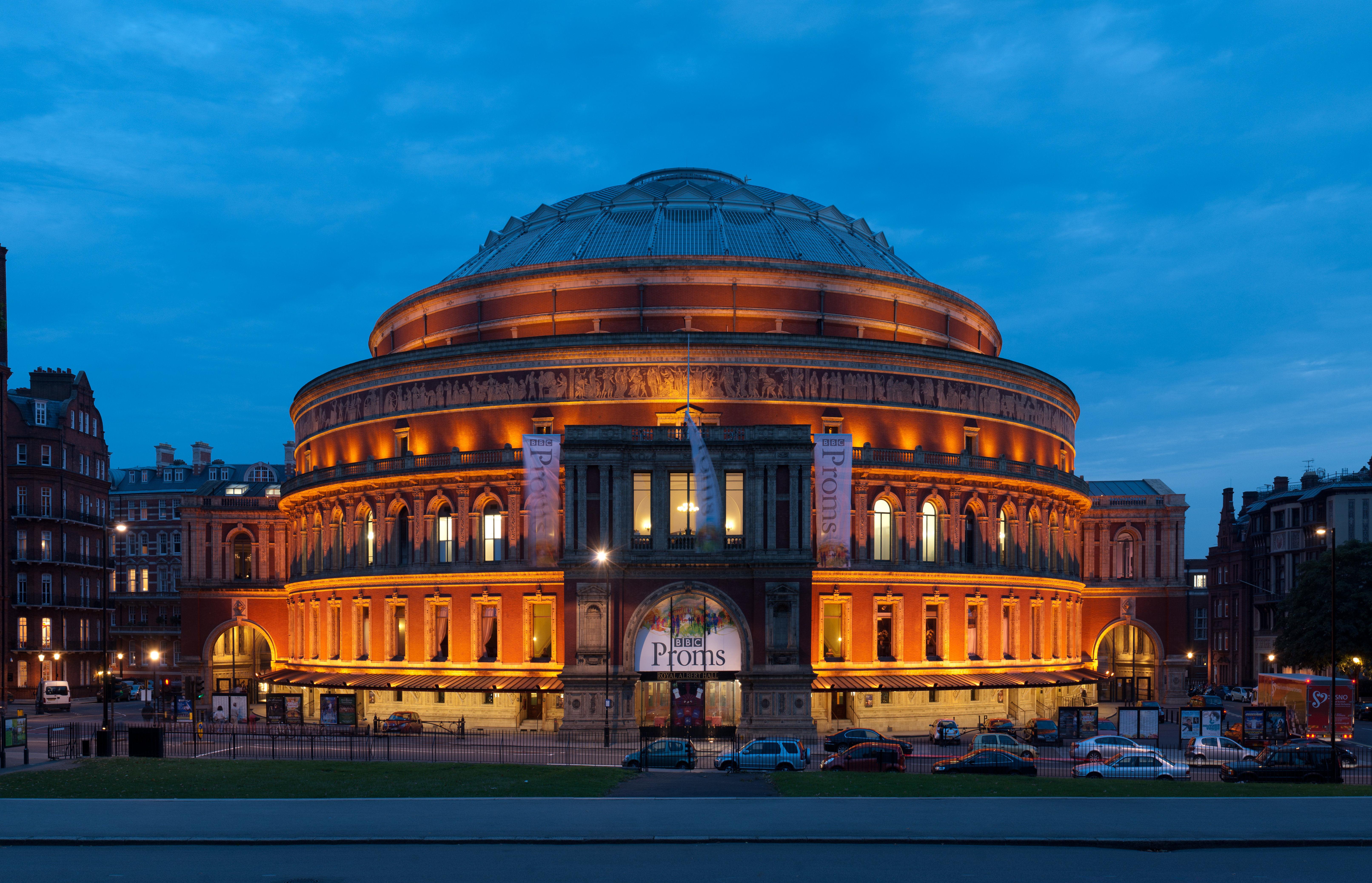
La Royal Albert Hall ospita concerti ed eventi musicali

Londra è una delle principali capitali mondiali per quanto riguarda la musica classica e la più importante per la presenza di varie aziende del settore, come EMI. La città è anche sede di molte orchestre e sale da concerto. Al Royal Festival Hall ha sede la London Philharmonic Orchestra, al Barbican Arts Centre ha la base principale la London Symphony Orchestra, a Cadogan Hall la Royal Philharmonic Orchestra, a Royal Albert Hall si tengono i celebri The Proms, in cui ha un ruolo importante la BBC Symphony Orchestra.
L'organo a canne più grande del Regno Unito è conservato presso la Royal Albert Hall. Altri strumenti importanti si trovano nelle cattedrali e nelle chiese principali. Diversi conservatori si trovano all'interno della città: Royal Academy of Music, Royal College of Music, Guildhall School of Music and Drama e il Trinity College of Music.

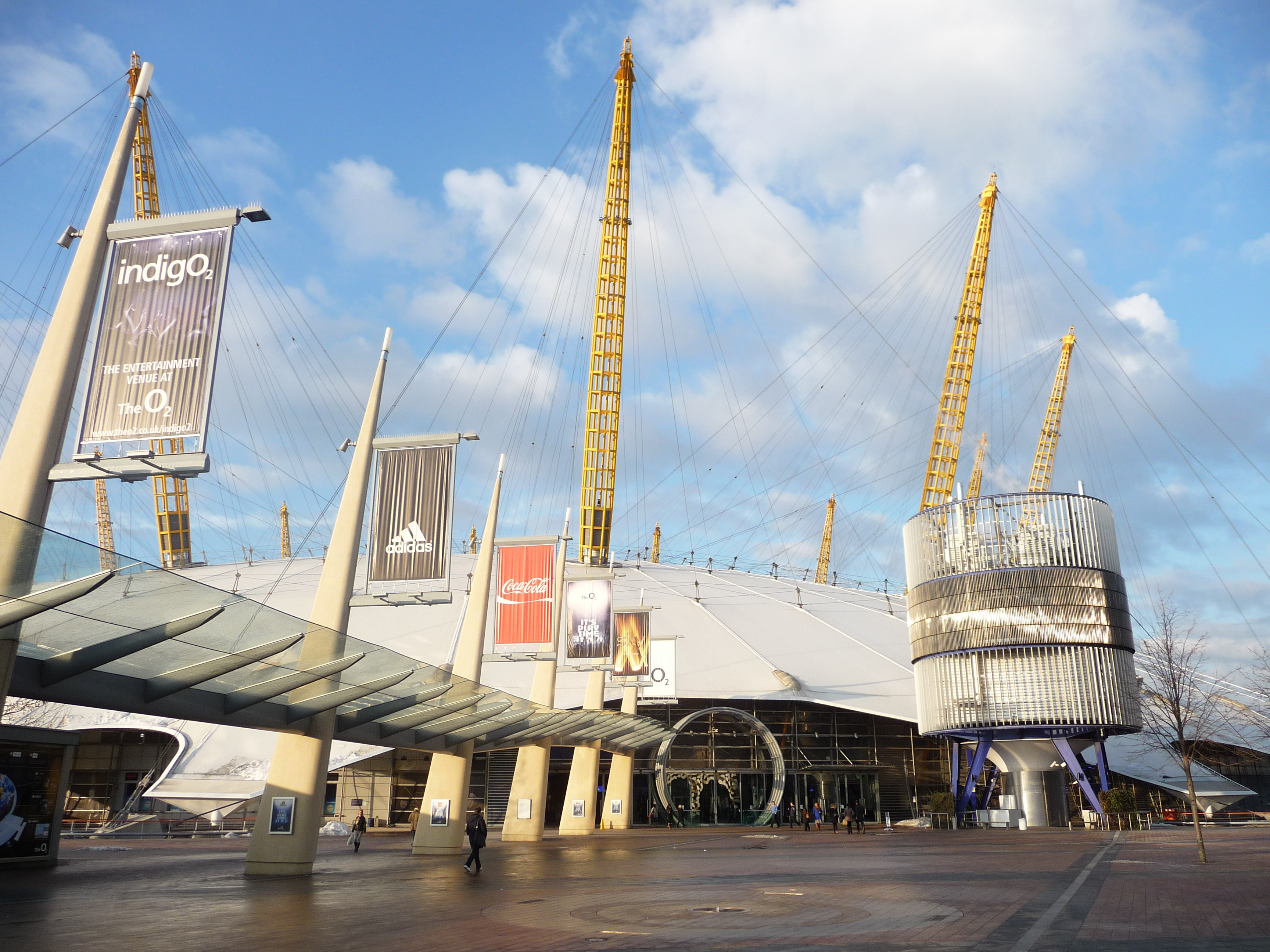
L'O2 Arena

A Londra hanno la loro base innumerevoli band, musicisti e professionisti del settore. Proprio da Londra ha avuto inizio la British Invasion, negli anni sessanta quando The Beatles resero celebre la musica inglese in tutto il pianeta. Londra ha numerose sedi per i concerti rock e pop, tra cui grandi arene, come Earls Court, Wembley Arena e l'O2 Arena, così come molte medie imprese locali, come la Brixton Academy e l'Hammersmith Apollo. Numerosi festival musicali si svolgono in città. Londra è sede del primo Hard Rock Cafe e degli Abbey Road Studios dove i Beatles rivoluzionarono la musica negli anni 1960 concentrando, insieme ai The Rolling Stones la sperimentazione della musica moderna proprio a Londra e aprendo la strada alle future band inglesi negli anni settanta e ottanta, musicisti e gruppi come Elton John, David Bowie, Pink Floyd, Genesis, Queen, Duran Duran Elvis Costello, Cat Stevens, The Kinks, The Who, Madness, The Jam, The Small Faces, Led Zeppelin, Iron Maiden, The Police, The Cure, Squeeze e Sade hanno iniziato la loro attività a Londra.
Londra è stata determinante nello sviluppo della musica punk, con figure come i Sex Pistols, e i Clash. Artisti più recenti, emersi dalla scena musicale londinese comprendono Blue, Robbie Williams, Bananarama, Wham!, The Escape Club, Bush, East 17, Siouxsie and the Banshees, Take That, Spice Girls, Jamiroquai, The Libertines, Babyshambles, Bloc Party, Amy Winehouse, Coldplay, One Direction e George Michael. Londra è anche un centro per la musica urbana. In particolare i generi UK garage, drum and bass, dubstep e grime si sono evoluti dai generi stranieri come hip hop e reggae.
Nel 1980 Londra era la città principale della New Wave of British Heavy Metal dell'epoca che ha reso gruppi come Iron Maiden e Motörhead famose in tutto il mondo. Durante lo stesso decennio, la città divenne influente nei movimenti di New Wave e New romantic.
In città vengono spesso rappresentati anche numerosi musical, tra cui: Avenue Q, Billy Elliot, Dirty Dancing, Evita, Grease, Les Misérables, Mary Poppins, The Phantom of the Opera e Cats.

### Moda
Londra è la patria di designer internazionali come Vivienne Westwood, Galliano, Stella McCartney, Manolo Blahnik e Jimmy Choo, i suoi negozi e le rinomate scuole di moda ne fanno un centro internazionale della moda insieme a Parigi, Milano e New York.

### Cucina
Londra offre una grande varietà di piatti della cucina internazionale, in virtù della sua popolazione etnicamente diversificata, il che la rende una delle capitali mondiali in fatto di cibo. Centri gastronomici sono i ristoranti del Bangladesh di Brick Lane e di cucina cinese nei ristoranti di Chinatown.

### Eventi
Ci sono diversi eventi annuali regolari in città. L'inizio dell'anno viene celebrato con il Day Parade, fuochi d'artificio al London Eye. Il Carnevale di Notting Hill si svolge l'ultimo fine settimana di agosto.

## Geografia antropica

### Urbanistica

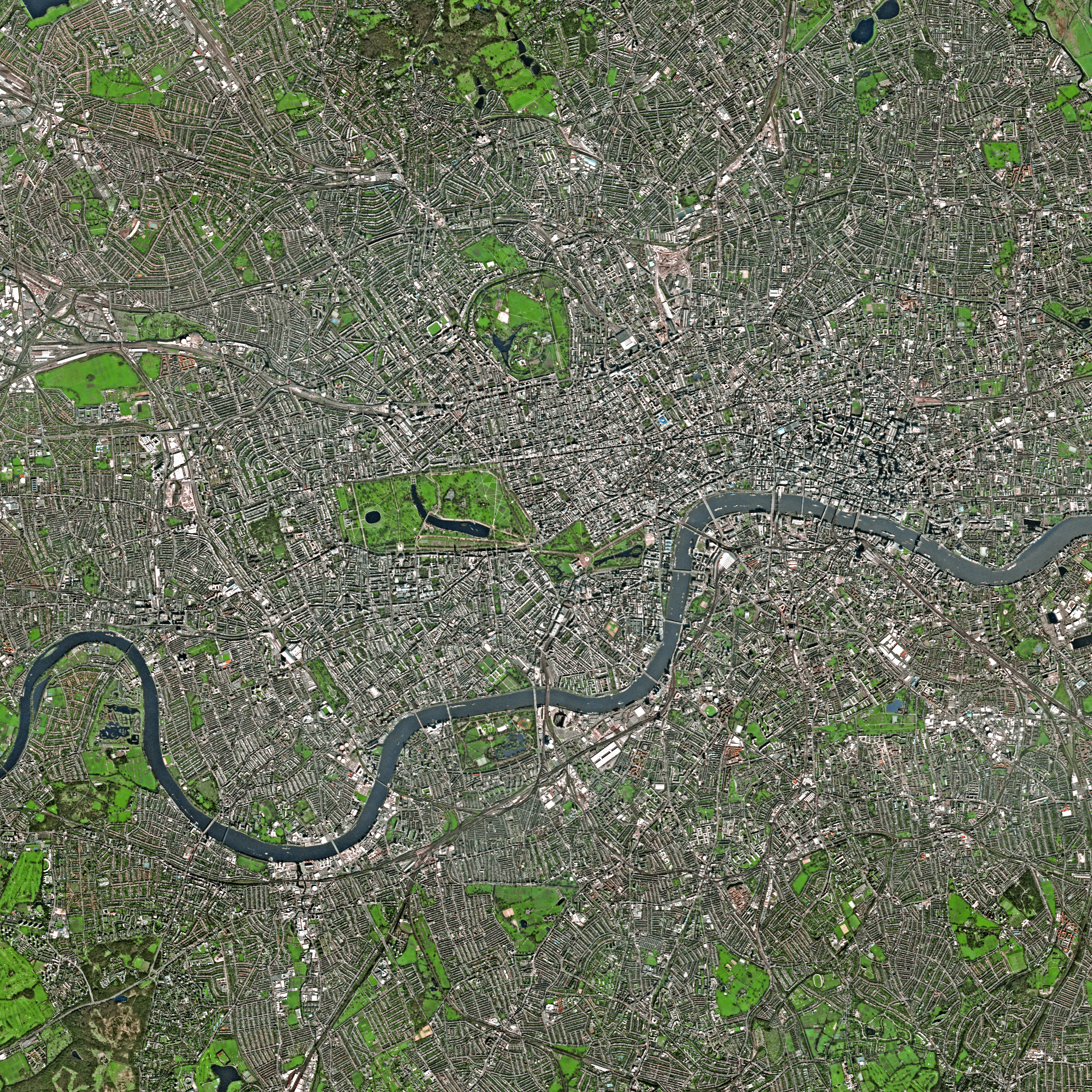
Foto satellitare di Londra

Il fulcro dominante della vita di Londra è la City of Westminster (che comprende anche gran parte del West End), principale distretto culturale, d'intrattenimento e shopping, oltre che sede di gran parte delle principali società londinesi non operanti nel settore finanziario, e, infine, centro della politica.
La City of London (conosciuta semplicemente come City o Square Mile) è il principale centro bancario del mondo e il principale centro di affari europeo. Più di 100 delle 500 principali società europee hanno sede a Londra, mentre il mercato dei cambi è il più grande del mondo, con un cambio medio giornaliero di 504 miliardi di dollari, più di quelli di Tokyo e New York insieme. Affollatissima durante la settimana lavorativa, gran parte della City tende a calmarsi durante il fine settimana, essendo una zona poco residenziale. La City è una città nella città, infatti ha un suo sindaco il quale viene eletto solo dai suoi residenti (società finanziarie comprese).
Le principali attrazioni turistiche sono situate in centro, comprendendo: la City; il West End per cinema, bar, club, teatri, negozi e ristoranti; la City of Westminster con la Westminster Abbey, il palazzo reale di Buckingham Palace, Clarence House e altro, Kensington and Chelsea, con i suoi musei (lo Science Museum, il Natural History Museum, il Victoria and Albert Museum) e Hyde Park. Altre importanti attrazioni turistiche includono la St Paul's Cathedral, la National Gallery, il Bankside di Southwark con il Globe Theatre, la Tate Modern e il London Bridge, il Tower Bridge e la Torre di Londra, Tate Britain, il British Museum a Bloomsbury.
- Central London

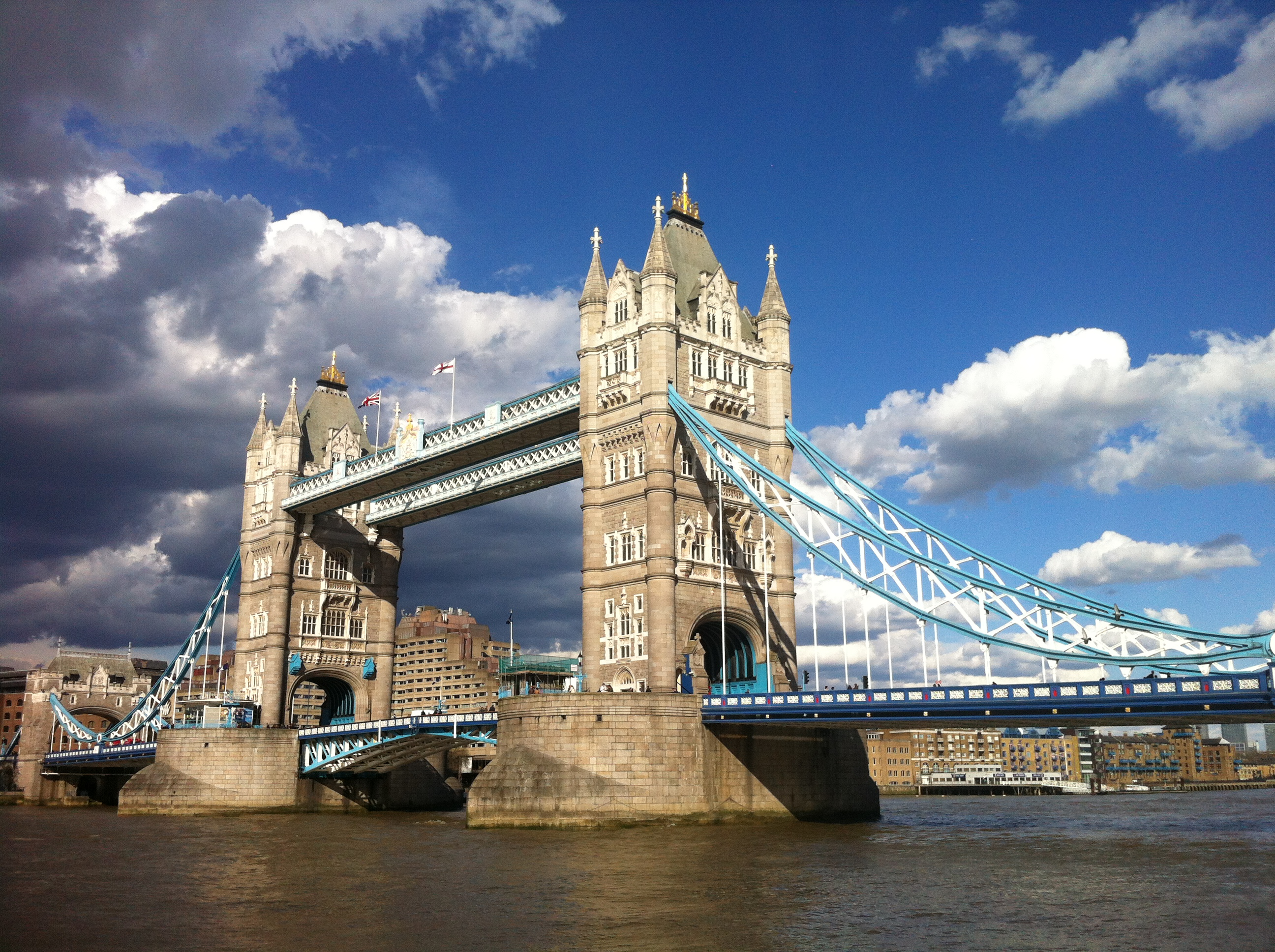
Tower Bridge. Il celebre e storico ponte londinese, situato nella parte orientale della City.

La City, detta anche Square Mile (Miglio Quadrato), è il principale distretto finanziario del Regno Unito, d'Europa e uno dei principali del mondo. Essendo il centro storico della città, fondata in epoca romana, gode ancora oggi di alcuni privilegi: ad esempio non è considerato un Borough (Distretto) al pari degli altri 32 ma un'entità a sé, che è governata dalla Corporation of London, un antico organo presieduto dal Lord Mayor of London, e dispone di un proprio corpo di polizia che non è sotto il controllo di Scotland Yard.
Una volta dominata dalla cattedrale di San Paolo, negli ultimi decenni la City ha visto la costruzione di diversi grattacieli, tra i quali Tower 42 (fino al 1990 il più alto edificio britannico, in passato e ancora oggi colloquialmente conosciuto come Nat West Tower) e il recente 30 St Mary Axe, indicato anche come "Il Cetriolo" (da The Guardian: Erotic Gherkin), completato nel 2003. L'edificio più alto di Londra attualmente è The Shard, una gigantesca piramide irregolare, progettata dall'architetto italiano Renzo Piano, che è alta 310 metri: è il secondo più alto edificio d'Europa.
La popolazione residente nella City è decisamente scarsa (circa 9 000 abitanti), ma durante la giornata lavorativa nel Miglio Quadrato si affollano più di 300 000 persone. Negli ultimi anni, l'eccessiva congestione della City ha fatto emergere come distretto finanziario alternativo la zona di Canary Wharf, nella parte Est di Londra (East London). La parte più urbanizzata di Londra tuttavia si estende a ovest della City, soprattutto nel cosiddetto West End.
- Il West End

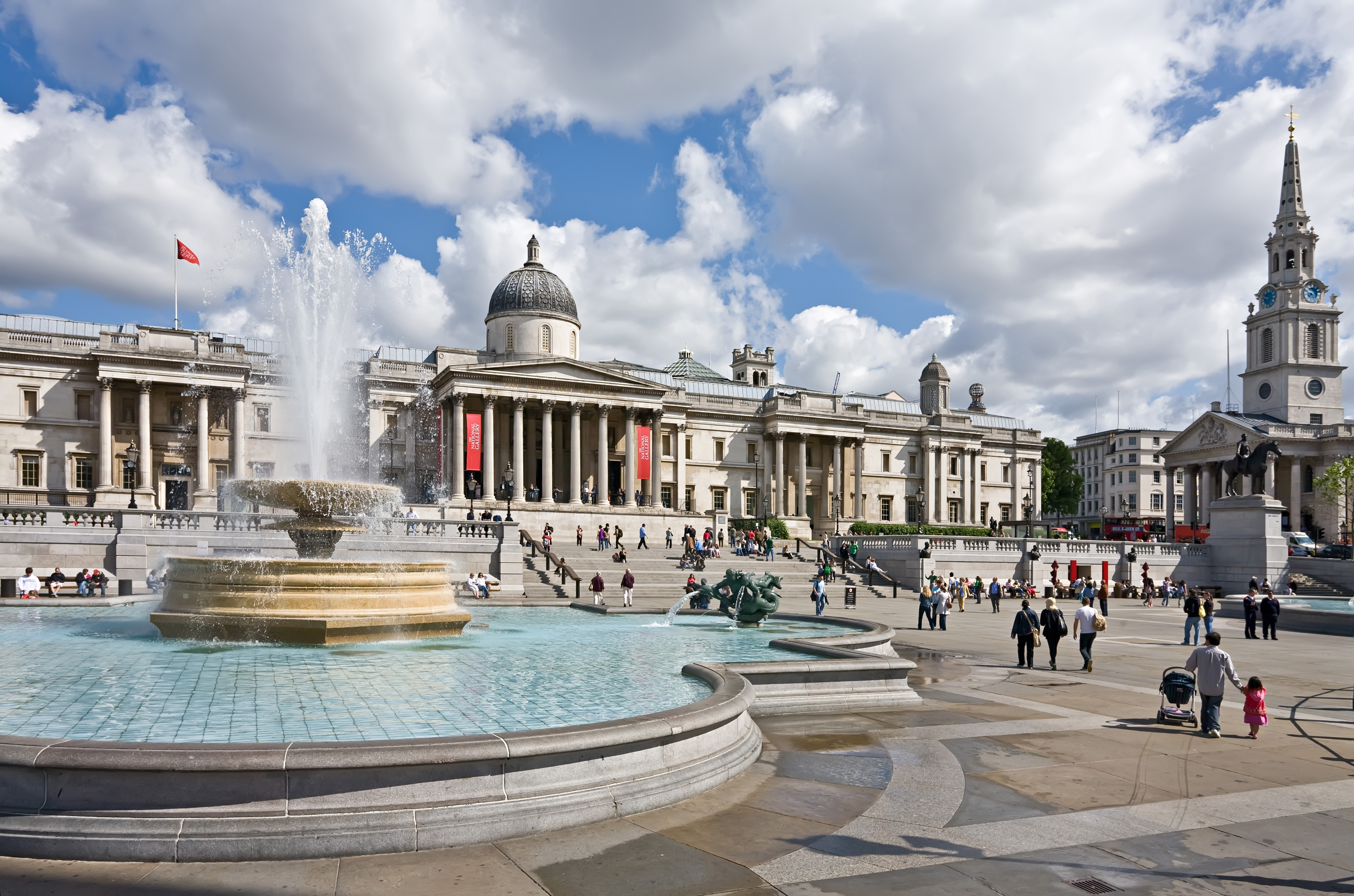
Trafalgar Square

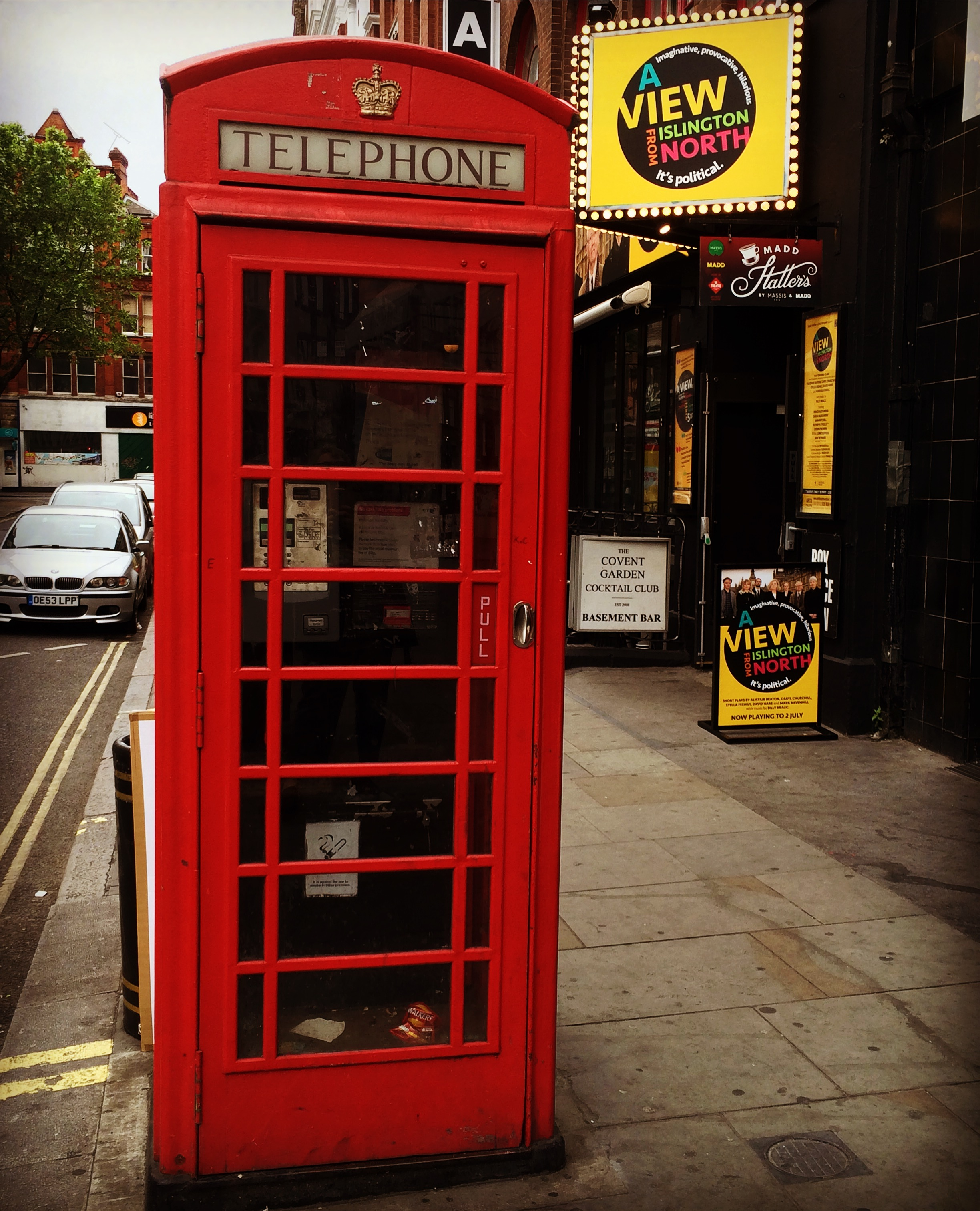
La tipica cabina telefonica rossa londinese nel quartiere dei teatri di Covent Garden, nel West End

Il West End è il principale distretto per i divertimenti e lo shopping. La maggior parte del West End è inclusa amministrativamente nella cosiddetta City of Westminster, che è uno dei 32 distretti di Londra ma per ragioni storiche ha anche lo status di città. Il luogo più conosciuto della zona è senz'altro Trafalgar Square, mentre Oxford Street è una strada per lo shopping famosa in tutto il mondo, sempre molto affollata. Oxford Street si interseca a Oxford Circus con un'altra celebre via londinese, Regent Street, dove è presente il famoso negozio di giocattoli Hamleys. Più avanti invece Oxford Street si interseca con Tottenham Court Road, questa via è il centro principale dei grandi magazzini. Fa parte del West End la zona di Soho, una rete di piccole strade ricche di pub, ristoranti, piccoli negozi, ma anche teatri, cinema e locali notturni. Vi hanno sede molte agenzie pubblicitarie e compagnie di produzione cinematografica e televisiva. Piccadilly è un'importante ed elegante arteria del cuore che congiunge Piccadilly Circus a est con Hyde Park Corner a ovest. Vicino si trovano il quartiere di Mayfair e Green Park. Regent Street e Bond Street sono altre vie molto importanti.
- West London

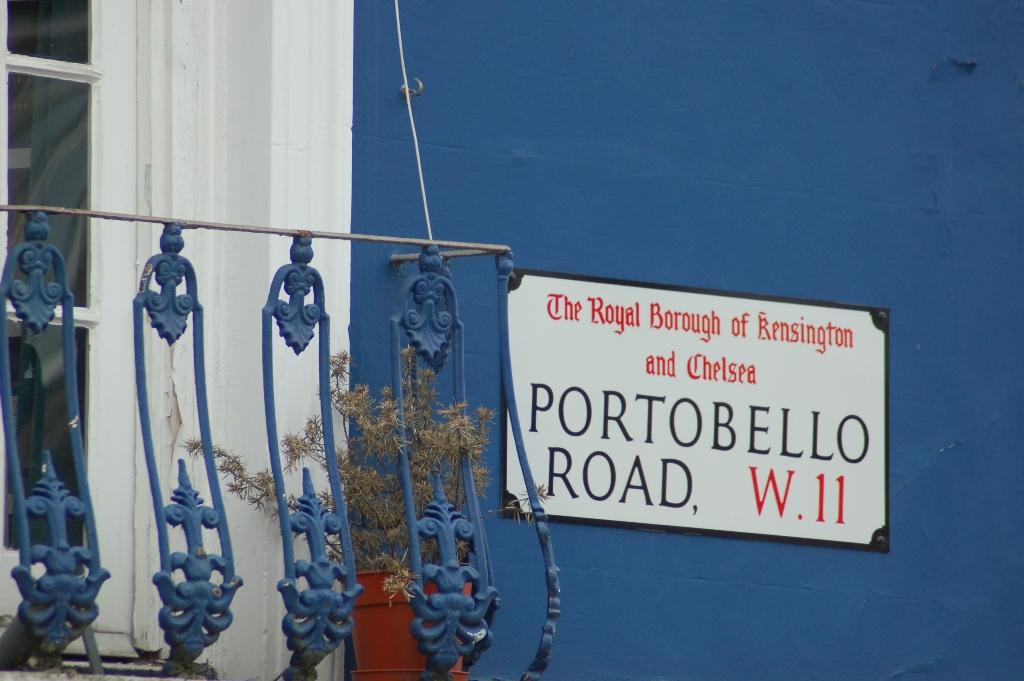
"Portobello Road", 2006

West London è conosciuta per alcuni suoi eleganti quartieri residenziali, fra tutti Notting Hill. Chelsea e Kensington sono i luoghi con il maggiore costo della vita di tutto il paese. Fanno parte del distretto pure il mercato dell'antiquariato a Portobello Road e King's Road, un'elegante via commerciale.
Più a ovest, a White City, vicino a Shepherd's Bush, si trova il centro principale della BBC, mentre nel margine più occidentale, nel distretto di Hillingdon, è situato l'aeroporto di Heathrow.
Considerato più a sud ovest, che a West London, è Richmond upon Thames, l'unico distretto londinese a essere tagliato al centro dal Tamigi. Comprende i due attraenti quartieri di Richmond e Twickenham. In questo angolo di Londra si trovano il parco più grande della città, Richmond Park, e la sede della nazionale inglese di rugby, il Twickenham Stadium.
- East London

A East London si sono scritti molti capitoli della storia industriale cittadina. L'area è stata rinnovata, in particolare le Olimpiadi del 2012; per la seconda volta nella storia moderna, East London è stata al centro di un vasto programma urbanistico. La prima fu dopo la seconda guerra mondiale, quando, per rimediare alle distruzioni dei bombardamenti, si costruirono squallidi complessi residenziali ed enormi condomini.
L'East End è prossimo al vecchio porto di Londra e per questa ragione è stato tradizionalmente il luogo in cui gli immigrati, arrivati via mare, trovavano la loro prima residenza londinese. Questo fecero gli Ugonotti francesi, i belgi, gli ebrei, gli indiani del Gujarat, i pakistani e le molte altre etnie che, nei secoli, hanno cercato a Londra una vita diversa. L'East End parte dal lato orientale della City, e comprende zone come Whitechapel, Mile End, Bethnal Green, Hackney, Bow e Poplar. Vi si trovano vari luoghi d'interesse turistico, come i mercati (ad esempio il Columbia Road Flower Market e quelli a Spitalfields, Brick Lane, Petticoat Lane) e diversi musei.
- Docklands

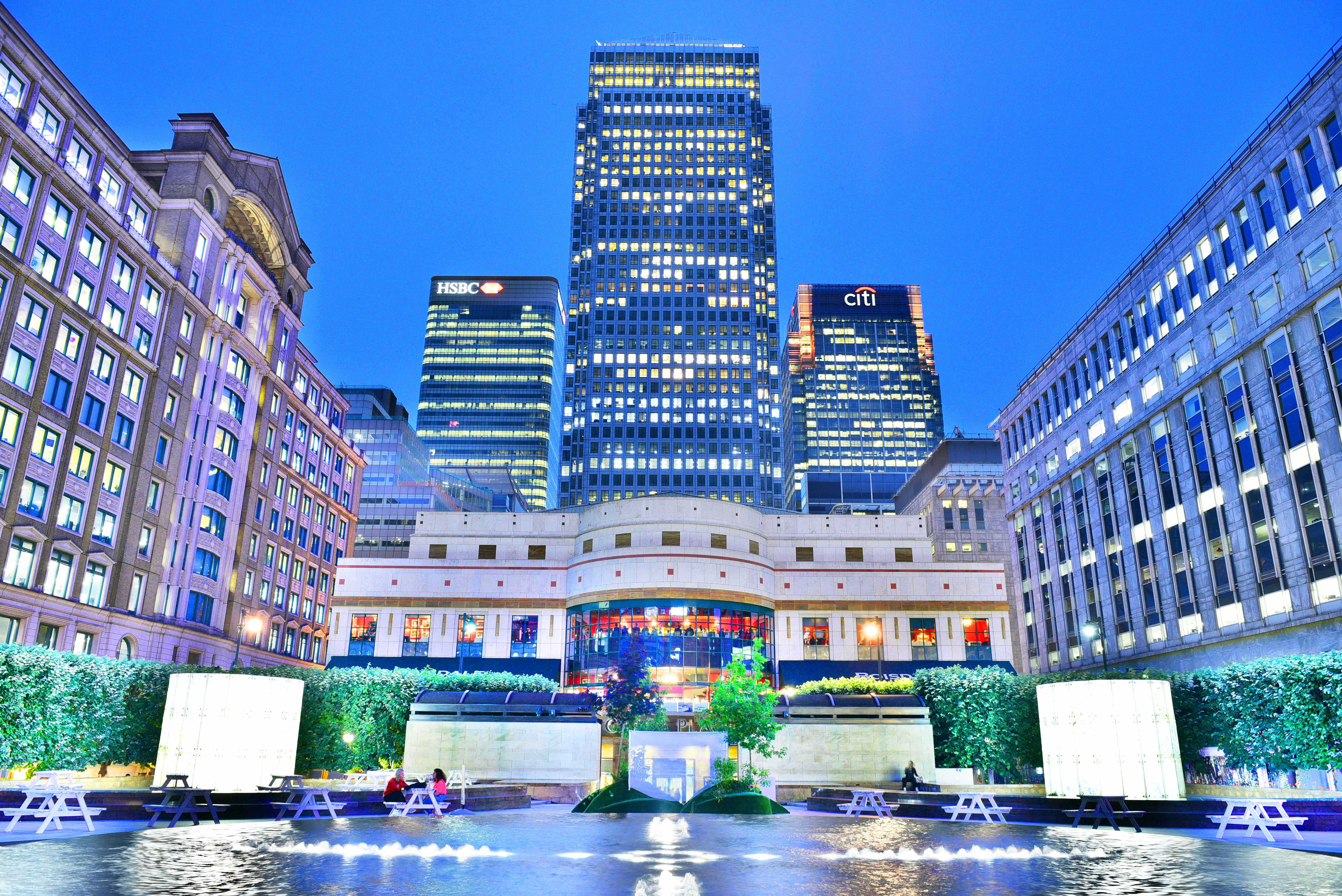
Complesso del Canary Wharf. Nella zona sono situati alti edifici, come 1 Canada Square, il più alto grattacielo del Regno Unito dal 1991 al 2012.

I docks di Londra, detti Docklands, sull'Isle of Dogs, si sono sviluppati enormemente a partire dai primi anni ottanta. All'inizio di quel decennio molti magazzini abbandonati nell'area di Wapping cominciarono a essere trasformati in studi per artisti e loft a basso costo. Ciò attirò sulla zona l'interesse degli immobiliaristi che, all'inizio gradualmente e poi con ritmo sempre più veloce, cominciarono ad acquistare i magazzini per riconvertirli. La London Docklands Development Corporation (LDDC) venne fondata nel 1981 per incoraggiare il processo. La prima fase di risistemazione dell'area culminò nel Canary Wharf, un complesso direzionale il cui elemento più noto è il grattacielo per uffici al n.1 di Canada Square, che è l'edificio più alto del Regno Unito dal 1991.
Molti altri grattacieli sono stati costruiti negli ultimi anni e molte importanti società (banche, studi legali, ecc.) hanno trasferito la loro sede nella zona dei docks. Sono state completate, e sono in uso, le nuove sedi di HSBC, Barclays, come pure il centro direzionale europeo di Citigroup.
A seguito di questo sviluppo, molti bar, ristoranti e locali notturni hanno aperto i battenti, così come un cinema e tre centri commerciali. La ferrovia leggera (Docklands Light Railway, o DLR) fa da collegamento alla metropolitana di Londra, alle stazioni di Bank, Shadwell, Canning Town e Stratford. Un poco più a est, nel distretto di Newham, sorgono l'Aeroporto di Londra-City e l'ExCeL Exhibition Centre.
- South London

South London comprende distretti come Wimbledon (famoso come sede dell'omonimo torneo di tennis), Bermondsey e Dulwich. Greenwich è un quartiere storico. Vanta un bel parco e il famoso Osservatorio. Vi si svolge un popolare mercato.
A Brixton, Camberwell e Peckham si sono stabiliti molti immigrati a Londra dalle isole dei Caraibi durante gli anni cinquanta, sessanta e settanta. Streatham è un quartiere residenziale e fa parte del Borgo londinese di Lambeth.
- North London

North London comprende sobborghi come Hampstead e Highgate, dove è rimasta un'atmosfera di piccola città. North London è più collinosa della parte di città che si trova a sud. In questa parte della capitale britannica si trovano grandi parchi come Hampstead Heath o Alexandra Park, dove si trova l'Alexandra Palace. Molte aree di North London sono caratterizzate dalla forte presenza di minoranze etniche, come Stamford Hill, dove ha sede una consistente comunità di ebrei ortodossi e la zona di Green Lanes a Harringay, con grandi comunità turche e greche. Islington è uno dei quartieri più benestanti di North London ed è anche sede della squadra di calcio dell'Arsenal. L'altra squadra di North London, il Tottenham, gioca a Tottenham. Comunque la zona più conosciuta nel Nord di Londra è Camden Town con il suo mercato che si snoda tra i canali che sfociano nel Tamigi: è frequentatissima di giorno da turisti eterogenei, la notte diventa il centro della movida londinese "alternativa".

## Economia

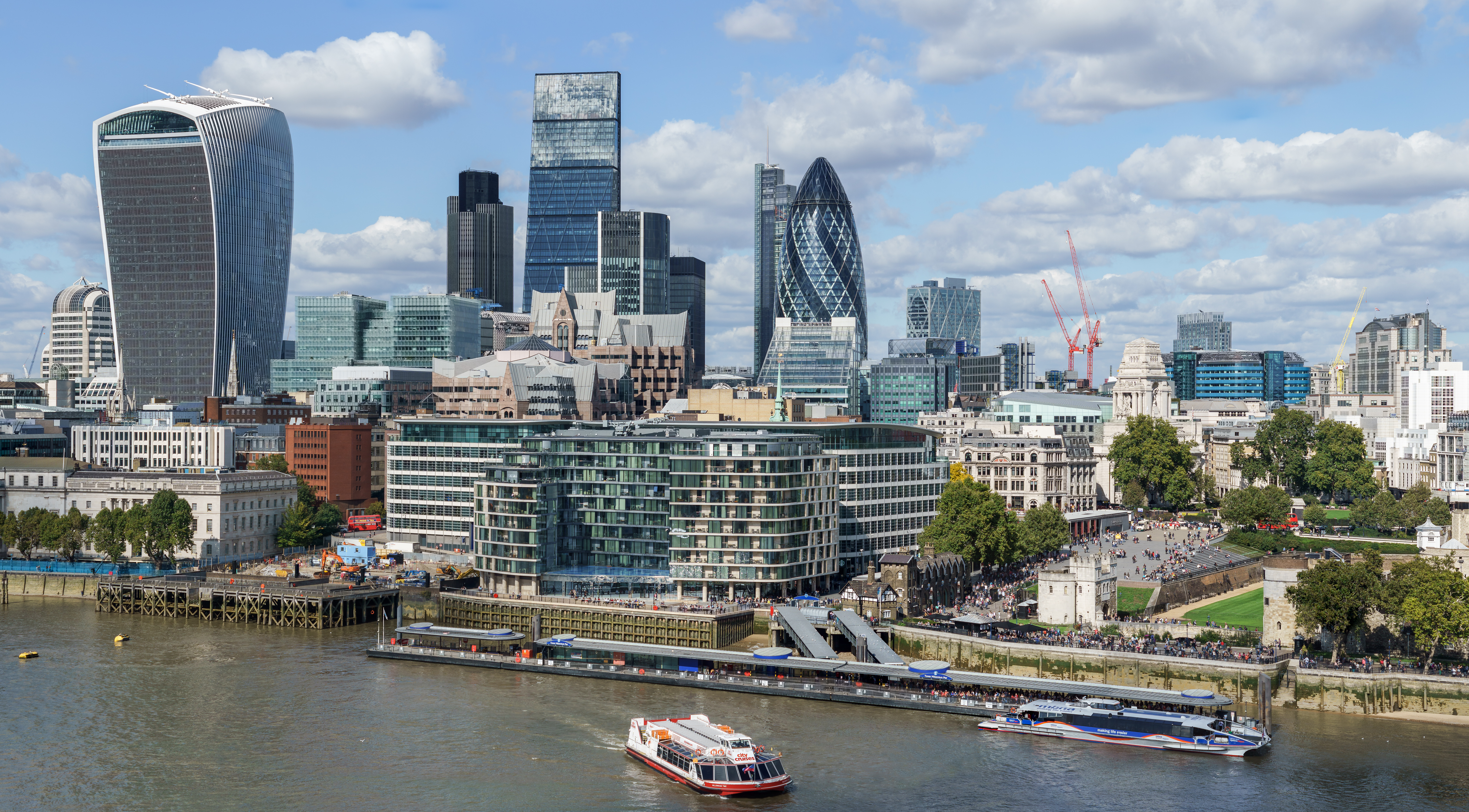
La City, moderno distretto finanziario e cuore della città nei secoli passati

Londra produce da sola un quinto del prodotto interno lordo britannico, ed è annoverata tra le città guida dell'economia mondiale, insieme a New York e Tokyo. Secondo il Global Financial Centres Index è il più grande e competitivo centro finanziario al mondo. Inoltre, secondo l'Eurostat, il suo PIL pro capite è pari a quasi il doppio della media europea.

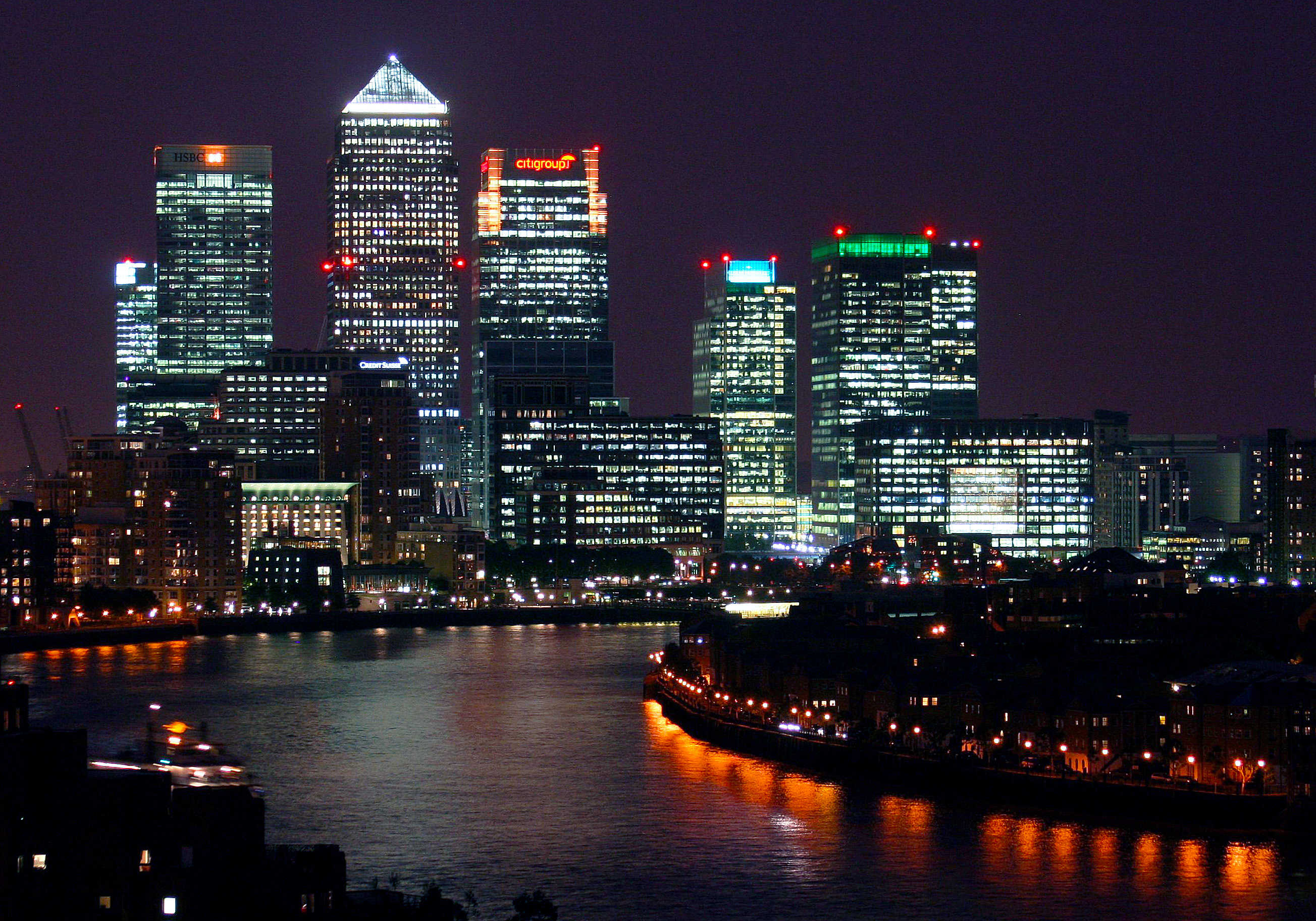
Canary Wharf, moderno centro direzionale nell'ex area portuale

La City è il centro finanziario di Londra, sede di banche, broker, assicurazioni, studi legali e società di revisione contabile. Un secondo distretto finanziario si è sviluppato a Canary Wharf con le sedi centrali di banche come HSBC e Barclays nonché dell'agenzia di stampa Reuters. Tra la City, Canary Wharf, Tower Hamlets e Islington si trovano inoltre le sedi dei cinque principali studi legali britannici, componenti il cosiddetto Magic Circle e tra i più importanti al mondo: Clifford Chance, Allen & Overy, Linklaters, Freshfields Bruckhaus Deringer e Slaughter and May.
Le sedi delle aziende non finanziarie sono sparse nei vari quartieri di Central London. Qualcuna è nella City, ma la maggior parte si trova un po' più a ovest, a Mayfair, St. James's, sullo Strand, o in altre zone. Oltre la metà delle 100 società dell'indice FTSE hanno sede a Central London, e più del 70% nell'area metropolitana di Londra. La capitale britannica è pure un primario centro mondiale per la fornitura di servizi professionali, come dei media e dell'industria della pubblicità.
Anche se il Porto di Londra è ora solo il terzo del Regno Unito in ordine di grandezza, e non più il primo al mondo, come era un tempo, tratta ancora merci per 50 milioni di tonnellate all'anno. I bacini più importanti sono ora a Tilbury, fuori dai confini della Greater London.
Londra è considerata una delle quattro capitali mondiali della moda, insieme a Milano, Parigi e New York.

### Turismo

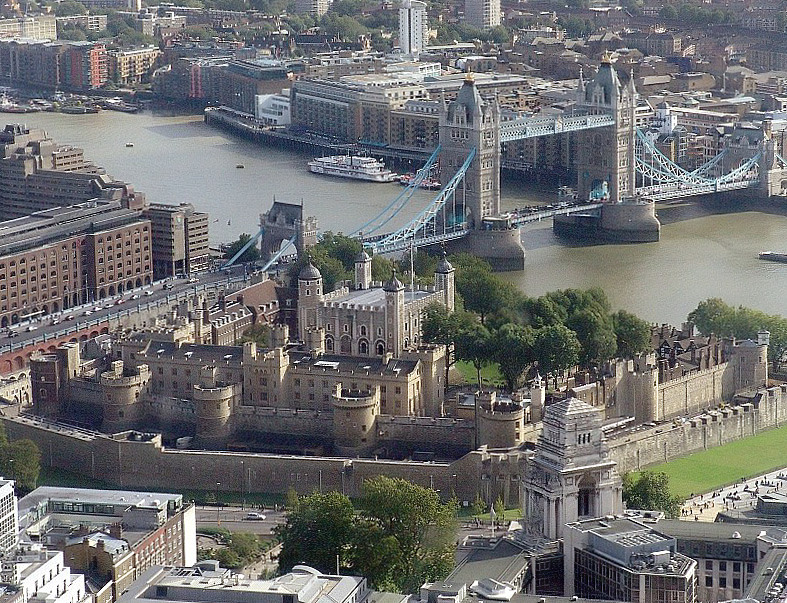
La Torre di Londra, uno dei monumenti più visitati

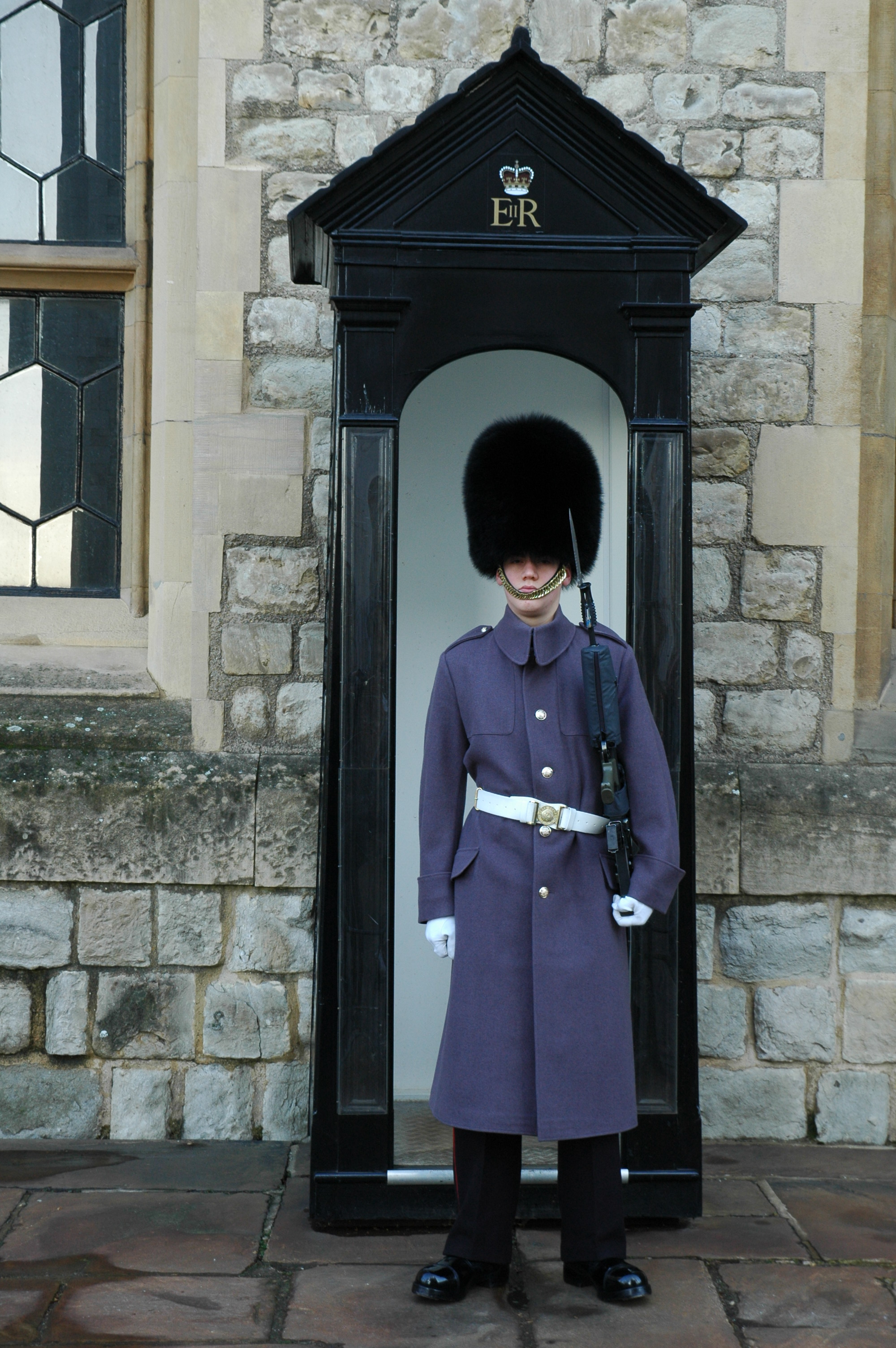
Guardia reale inglese alla Torre di Londra

Il turismo è una delle attività principali di Londra e impiegava l'equivalente di 350 000 lavoratori a tempo pieno nel 2003, mentre la spesa annuale da parte dei turisti è di circa 15 miliardi di sterline. Londra è la seconda città più visitata al mondo dai turisti internazionali e ha attirato oltre 18 milioni di visitatori nel 2013, piazzandosi davanti a New York e Parigi.

Piccadilly Circus

All'interno della City of Westminster, la zona della vita notturna del West End ha il suo fulcro attorno a Leicester Square, dove si svolgono le prime cinematografiche mondiali di numerosi film e a Piccadilly Circus, con le sue pubblicità elettroniche giganti. Qui vi si trovano molti teatri, bar, cinema, club e ristoranti. Sempre qui vi è ubicato il quartiere di Chinatown della città (a Soho) e un po' più a est vi è Covent Garden, un edificio che ospita numerosi negozi. Il Royal Ballet, l'English National Ballet si esibiscono presso la Royal Opera House, e la English National Opera è ospitata dal London Coliseum, nei pressi di Covent Garden.

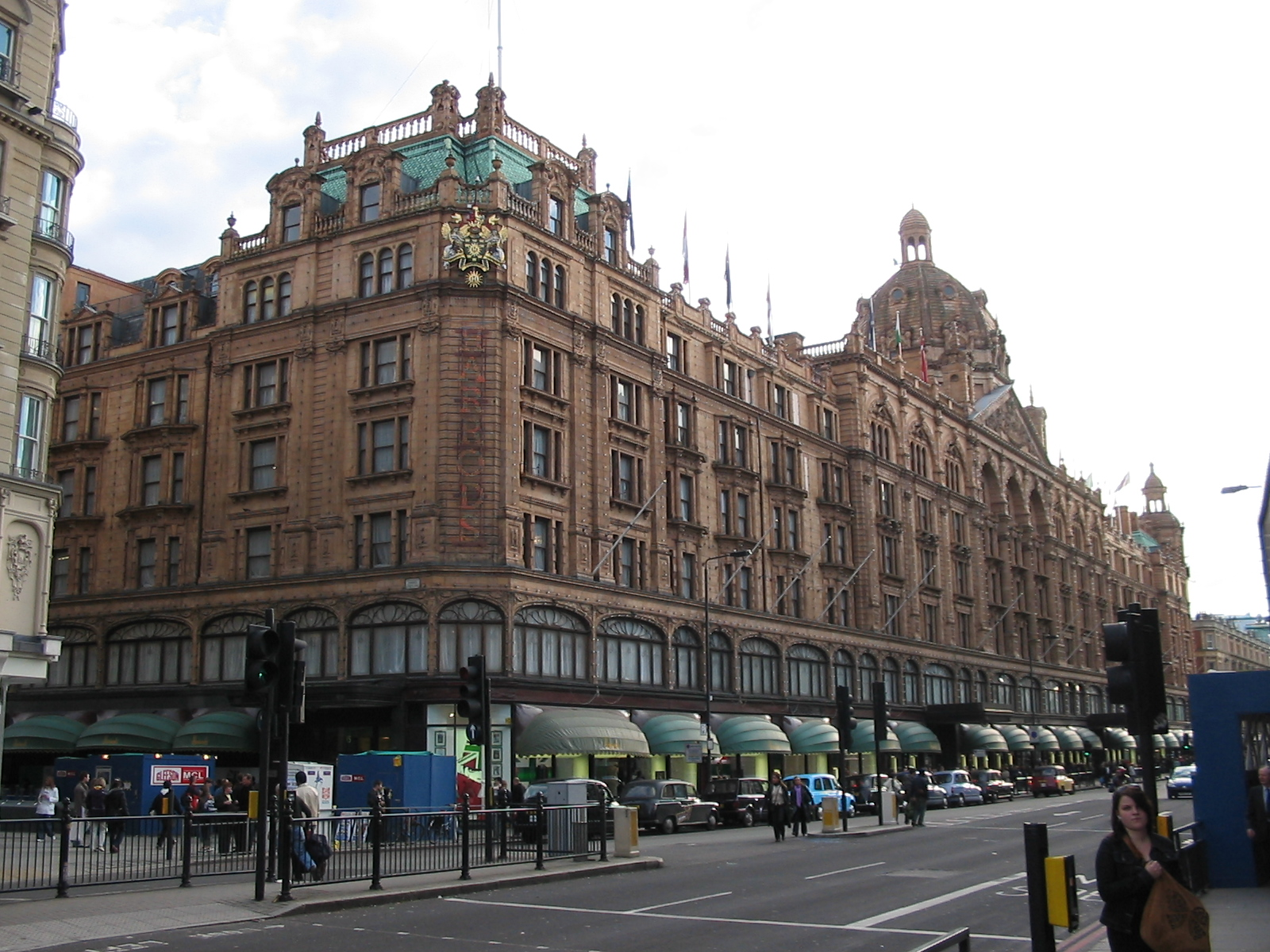
Harrods a Knightsbridge.

Islington, che si estende per circa un miglio lungo Upper Street, ha più bar e ristoranti rispetto a qualsiasi altra strada del Regno Unito. La zona più commerciale della città rimane Oxford Street, una via dedicata allo shopping lunga quasi un miglio e sede di grandi magazzini tra cui Selfridges. Knightsbridge è invece la sede del famoso negozio Harrods. Oltre al già citato Covent Garden, altri mercati importanti all'aperto si trovano presso Petticoat Lane Market e Portobello Road.
Nel 2009, le attrazioni londinesi più visitate dai turisti sono state:
1. British Museum;
2. National Gallery;
3. Tate Modern;
4. Natural History Museum;
5. London Eye;
6. Science Museum;
7. Torre di Londra;
8. National Maritime Museum;
9. Victoria and Albert Museum;
10. Madame Tussauds.

## Infrastrutture e trasporti
I trasporti pubblici di Londra non sono solo mezzi di trasporto, ma veri e propri simboli nazionali, il che fa di loro i mezzi pubblici più famosi e riconosciuti al mondo. L'intera rete dei trasporti cittadini è controllata dalla Transport for London, che provvede alla gestione dei servizi di autobus, taxi, tram, metropolitana, traghetti e parte della rete ferroviaria urbana.
I trasporti interurbani (treni e aerei) sono invece controllati da società private, delle quali la più grande e importante è la British Airports Authority (BAA), a cui è affidata a Londra la gestione degli aeroporti di Heathrow, Gatwick, Luton e  Stansted.
Il trasporto pubblico londinese comprende la London Underground (metropolitana), la London Overground, la Docklands Light Railway, il Tramlink e i servizi autobus e fluviali urbani. La bicicletta è un mezzo sempre più popolare per spostarsi a Londra, incentivato dalle istituzioni.
I mezzi pubblici sono accessibili tramite biglietto singolo, Travelcard (abbonamenti disponibili per 1, 3 o 7 giorni, mensili e annuali) o Oyster Card (carte elettroniche ricaricabili).

### Strade

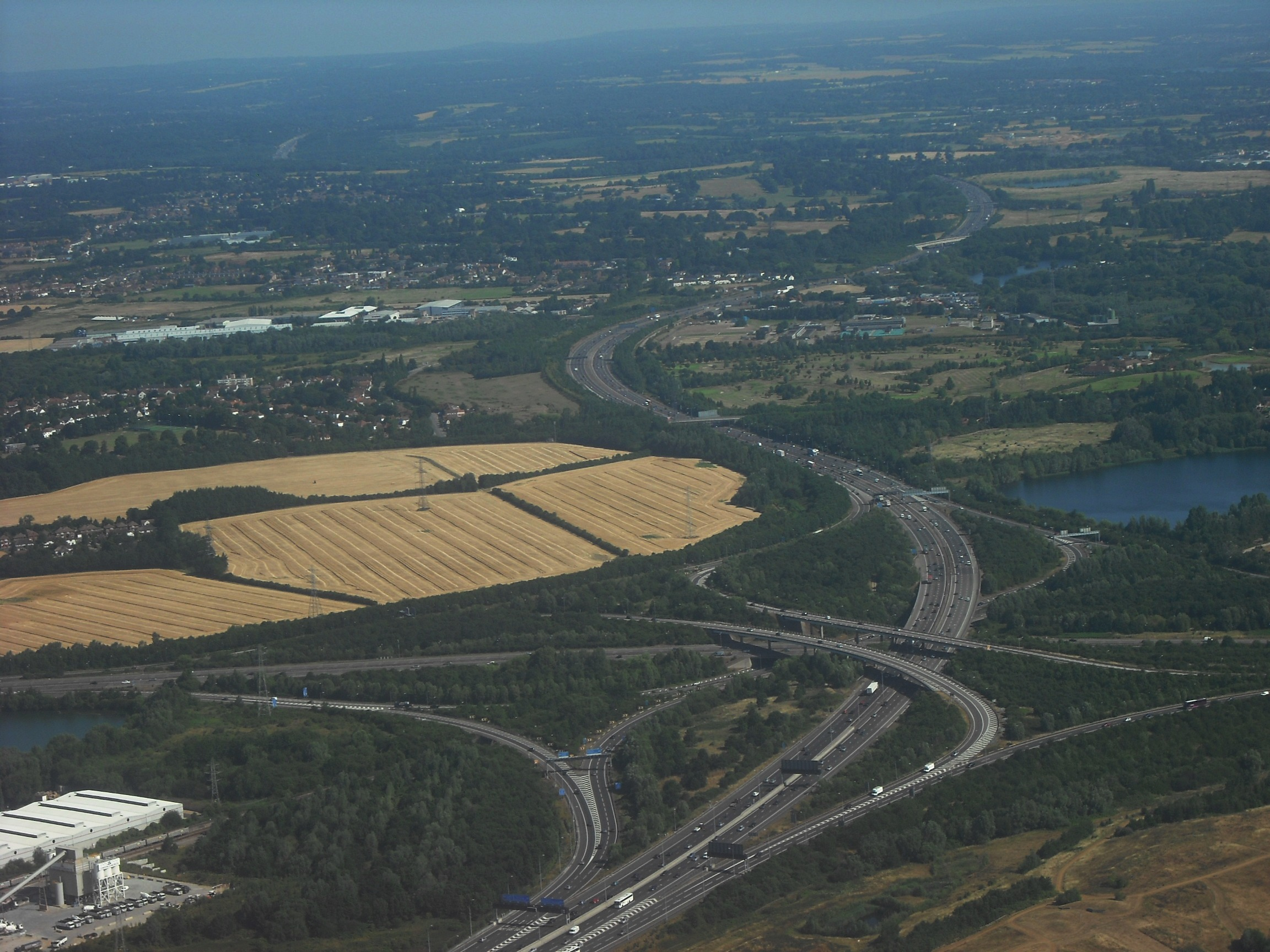
L'intersezione tra la M25 e la M4

Sebbene la maggior parte dei trasporti all'interno del centro di Londra siano realizzati con i mezzi pubblici, l'utilizzo dell'automobile è comune nei sobborghi. La circonvallazione interna (intorno al centro della città), le strade periferiche a nord e sud e l'anello autostradale esterno (M25) che circonda la città offrono una serie di percorsi alternativi. L'M25 è la più lunga autostrada circolare del mondo e si estende per 195,5 km di lunghezza. L'A1 e M1 collegano Londra a Edimburgo, Leeds e Newcastle.
Un piano per una vasta rete di autostrade in tutta la città (il Piano Ringways) era stato proposto nel 1960 ma è stato annullato nei primi anni settanta. Nel 2003 è stata introdotta una tassa per la circolazione nel centro cittadino al fine di diminuire i volumi di traffico. Con poche eccezioni, gli automobilisti sono tenuti a pagare 10 sterline al giorno per guidare nella zona centrale. Gli automobilisti che sono residenti nella zona possono acquistare un pass stagione dal costo molto ridotto. Londra è nota per la sua congestione del traffico, l'autostrada M25 risulta il tratto più trafficato del paese. La velocità media di un'auto nelle ore di punta è 17,1 km/h.

### Ferrovie

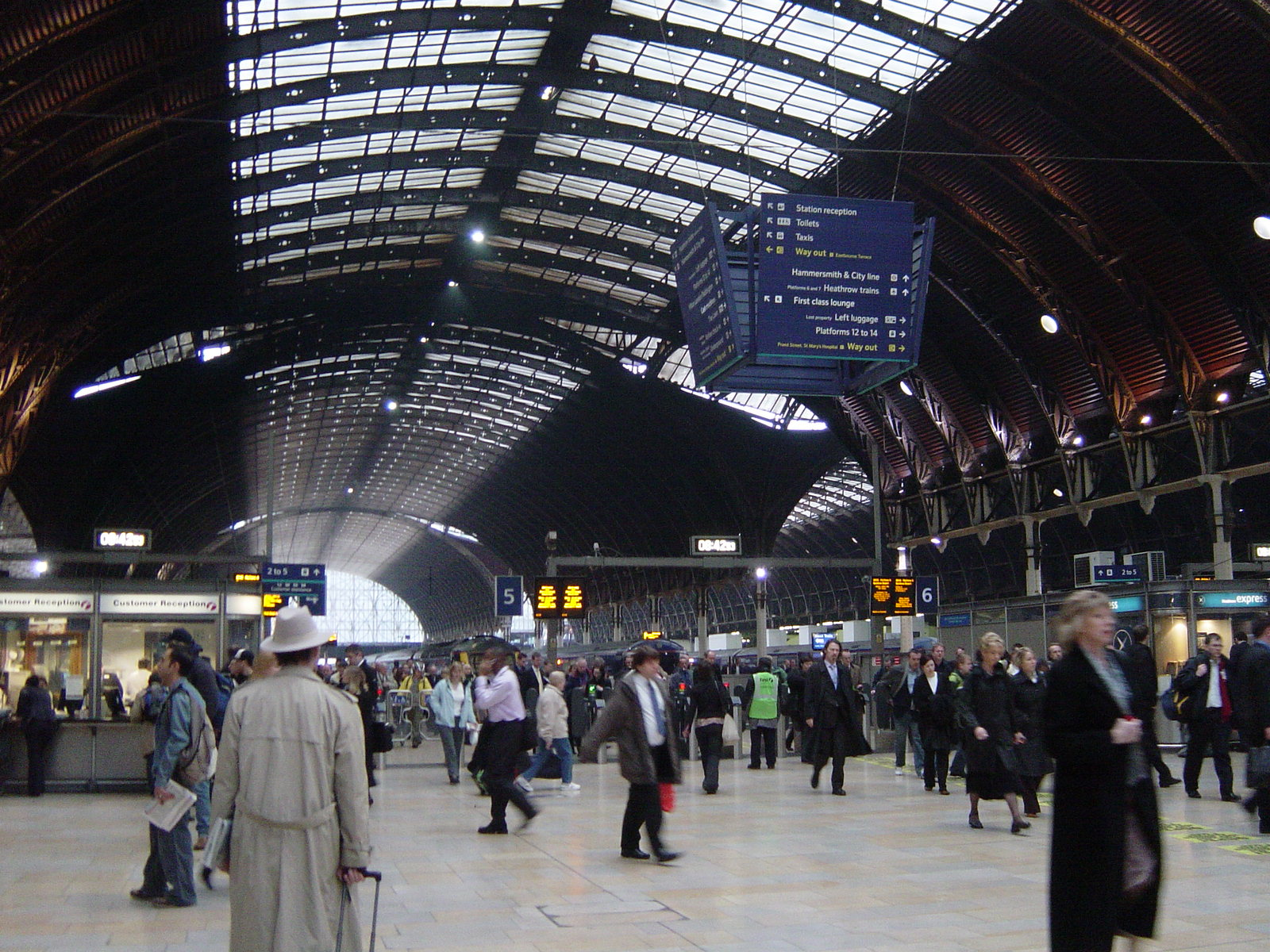
Interno della stazione di Paddington nell'ora di punta

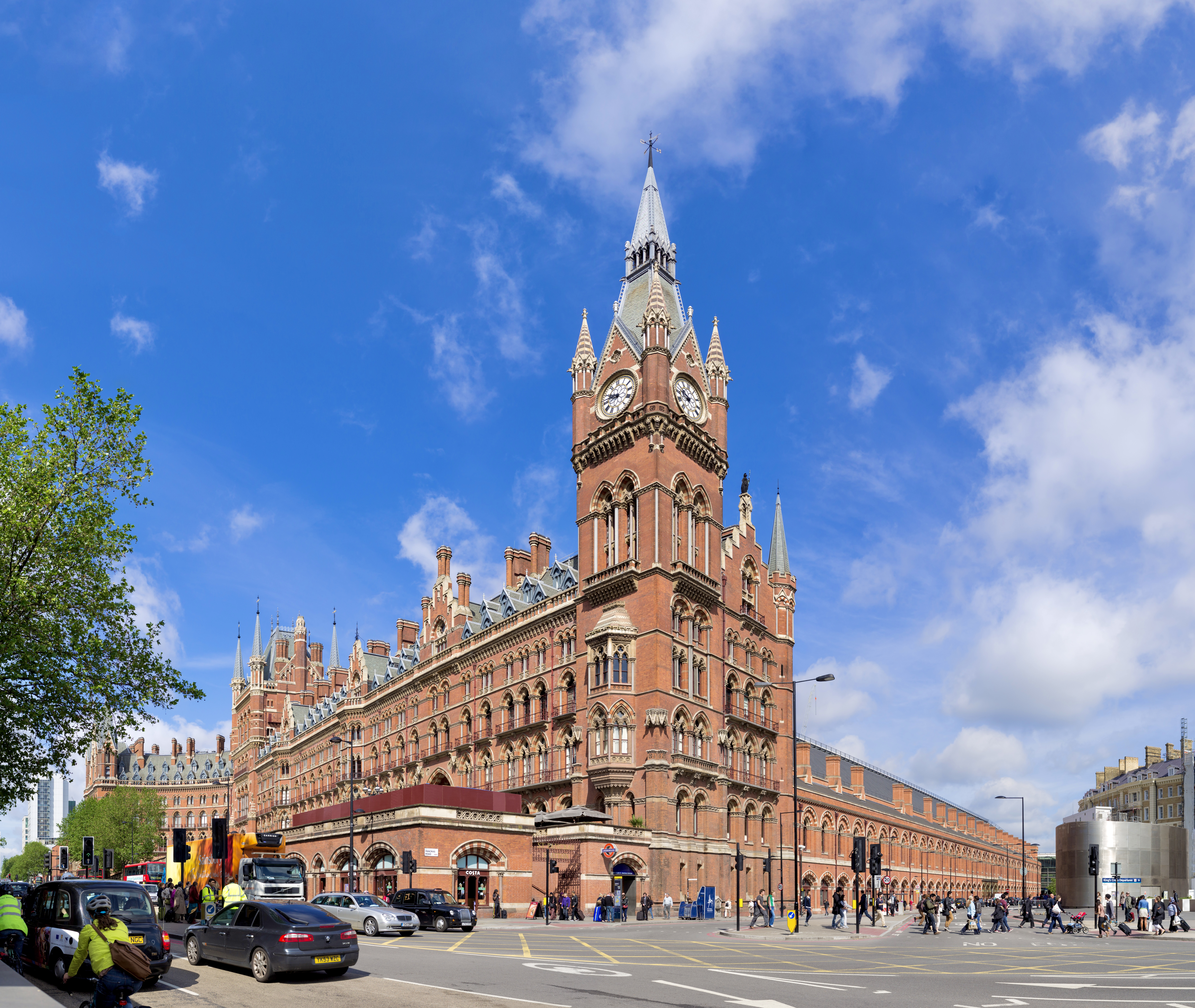
Stazione di St. Pancras

Londra è collegata alla rete ferroviaria nazionale, all'Europa e a tutti i suoi aeroporti da circa 50 stazioni ferroviarie, disseminate per la città. La maggior parte di queste è facilmente raggiungibile tramite la metropolitana, le cui stazioni spesso corrispondono come ubicazione a quelle ferroviarie omonime. I treni e le stazioni di Londra sono controllate da diverse ditte tutte privatizzate. Tra le più grandi e importanti:
- London Bridge
- Charing Cross
- Euston
- King's Cross
- Liverpool Street (collegata agli aeroporti di Stansted, City e Southend)
- Paddington (collegata all'aeroporto di Heathrow)
- Victoria (collegata all'aeroporto di Gatwick)
- Waterloo (fu il capolinea dell'Eurostar fino a novembre 2007)
- St. Pancras International (collegata all'aeroporto di Luton e dal 6 novembre 2007 capolinea inglese del treno Eurostar che collega Londra all'oltreManica).

### Aeroporti
Londra è servita da ben sei aeroporti:

Terminal 5 dell'aeroporto di Londra-Heathrow, uno dei più trafficati al mondo

- Heathrow - il principale per i voli internazionali, a 24 km a ovest della città. Scalo di alcune delle più grandi compagnie aeree (British Airways, Virgin Atlantic Airways, Bmi British Midland), racchiude quattro terminal, facilmente raggiungibili sia in treno (Heathrow Express, dalla stazione di Paddington) sia con la Piccadilly line (linea della metropolitana) e dall'Elizabeth line. Nel 2016, circa 75,5 milioni di passeggeri sono passati da questo aeroporto, ponendolo al primo posto come aeroporto più trafficato d'Europa.
- Gatwick - il secondo per importanza e traffico, è scalo di compagnie importanti e di quasi tutte le low-cost. È situato 48 km a sud di Londra e possiede due terminal. Nel 2016, 43,1 milioni di passeggeri hanno viaggiato in e da questo aeroporto.
- Stansted - il terzo per traffico, dedicato in particolare ai voli interni, si trova a 56 km a nord-est della città. Viene utilizzato anche da alcune compagnie low-cost, come Ryanair, per voli internazionali. Nel 2016, 24,3 milioni i passeggeri hanno usato questo aeroporto.
- Luton - il quarto per traffico, anch'esso dedicato a voli interni e internazionali low-cost. Questo piccolo aeroporto è nato come scalo militare ed è posto a 56 km a nord della città, e nel 2016 ha visto transitare ben 14,6 milioni e mezzo circa di passeggeri. Il governo sta ora provvedendo a un progetto di ampliamento affinché l'aeroporto quadruplichi il numero dei suoi passeggeri entro il 2030.
- City - il quinto per traffico, è principalmente dedicato al traffico di jet privati anche se non esclusivo. Quest'aeroporto è il più vicino alla città ed è situato a 10 km a est del centro della città. Circa 4,5 milioni di passeggeri hanno usato questo aeroporto nel 2016.
- Southend - il sesto per traffico, è il più piccolo e distante da Londra, situato nella contea dell'Essex, vicino alla costa, a 64 km a est dalla capitale. Nato anch'esso come aeroporto militare, gestisce pochi voli, anche internazionali, senza però raggiungere il milione di passeggeri l'anno. Anche per questo aeroporto è previsto un progetto di ampliamento che dovrebbe incrementare il flusso di passeggeri fino a raggiungere i 2 milioni di passeggeri l'anno.

### Trasporto fluviale

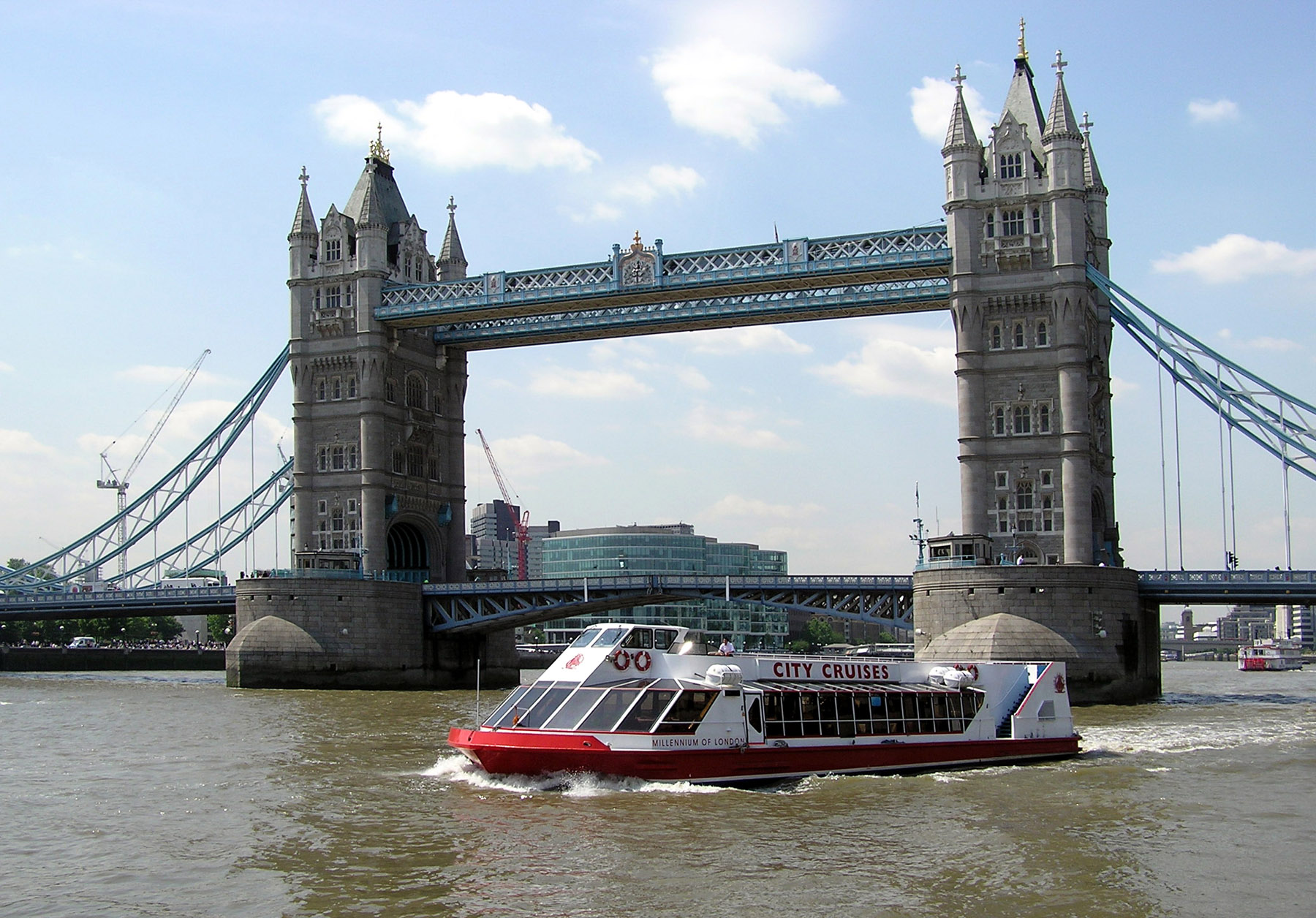
Uno dei traghetti londinesi di fronte al Tower Bridge

I trasporti lungo il Tamigi, completamente navigabile, sono anch'essi una consuetudine vecchia di secoli a Londra, risale infatti al 1555 la fondazione da parte del governo inglese della Company of Watermen and Lightermen, a scopo di controllo dei navigatori fluviali per il trasporto di merci e di passeggeri, che è tuttora esistente.
Oggi viaggiare sui traghetti non è più così popolare rispetto agli altri mezzi pubblici disponibili, ma rappresenta una delle attrazioni turistiche e suggestive dell'intera città. Nel 1997 la Cross River Partnership (CRP), un consorzio di autorità pubbliche e locali, organizzazioni private del settore e corpi di volontariato, iniziò a lavorare per lo sviluppo di numerose proposte per l'iniziativa della Millennium Commission denominata Thames 2000, per il potenziamento del sistema di trasporto fluviale moderno della città.
I moli di Londra (in inglese: piers) sono sparsi lungo tutto il corso del fiume. Il controllo dei servizi dei moli più importanti, concentrati dalla zona della Tate Gallery fino alla riva nei pressi della Torre di Londra, più Greenwich, è affidato alla London River Services (LRS), controllata dalla Transport for London (TfL) e dalla più grande Greater London Authority (GLA), la quale ha gradualmente acquisito nel 1999 l'autorità di giurisdizione sugli attracchi precedentemente controllati dalla Port of London Authority (PLA), e che provvede ora alla costruzione di nuovi attracchi e allo sviluppo dei trasporti fluviali londinesi.
Dal 3 agosto 2020 è attivo il Servizio Uber Boat, servizio di Uber in partnership con Thames Clippers

### Mobilità urbana
Autobus

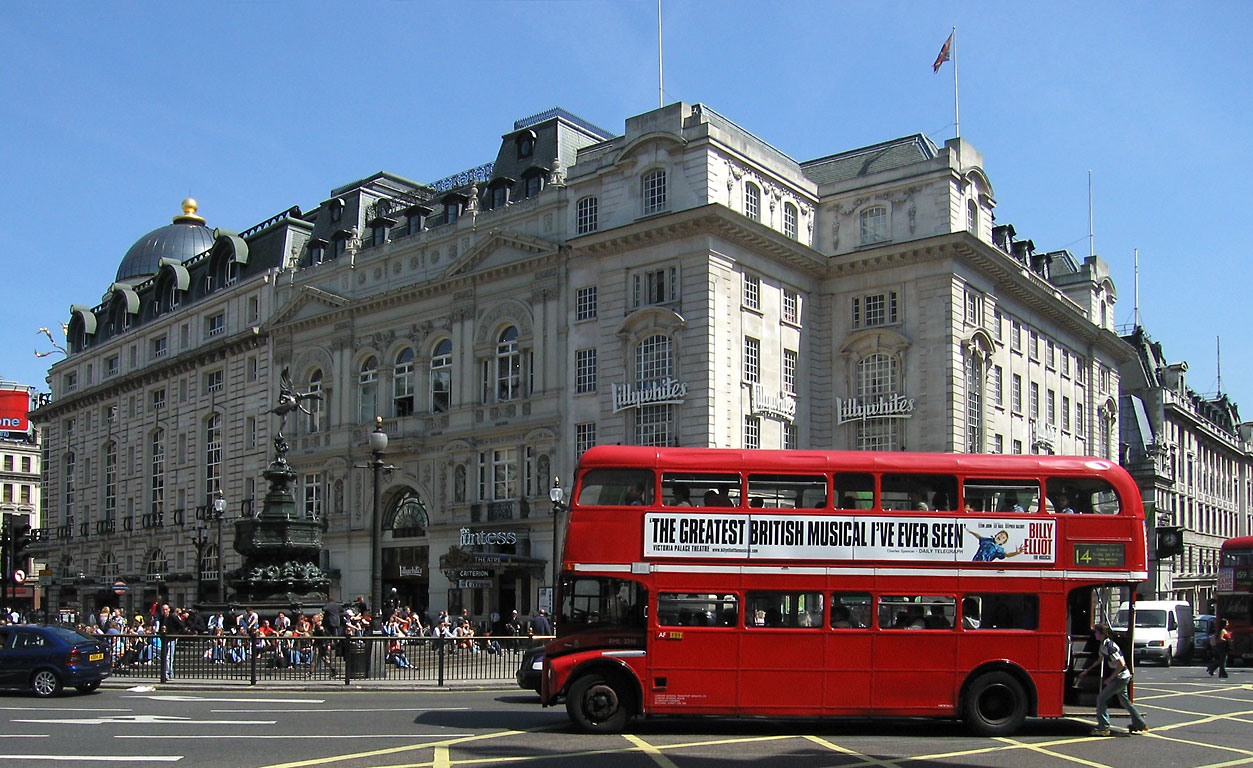
Caratteristico bus rosso a due piani inglese a Piccadilly Circus

Altro simbolo di Londra sono i famosi autobus rossi, a un piano ("single-decker") o a due piani ("double-decker"). Divisi in servizi diurni, notturni (contraddistinti dalla "N" prima del numero del servizio) e "24-hour", il servizio autobus copre l'intera area urbana di Londra. Molti autobus partono dall'autostazione di Victoria, situata all'esterno della stazione di Victoria. La rete conta circa 8 000 autobus in servizio su 700 linee con oltre sei milioni di viaggi effettuati ogni giorno della settimana. Nel 2003, l'utenza della rete è stata stimata in oltre 1,5 miliardi di passeggeri nell'anno, più della metropolitana.
Tram
Il Tramlink è il servizio tram operante nel Sud di Londra. Si estende da Wimbledon, a nord, fino a Beckenham Junction, Elmers End e New Addington a sud. Comprende oggi tre linee, che in futuro saliranno a quattro, collegandosi ad aree più periferiche del Sud di Londra. La rete attualmente conta 39 fermate ed è stata utilizzata da 26,5 milioni di persone nel 2008.
Metropolitana

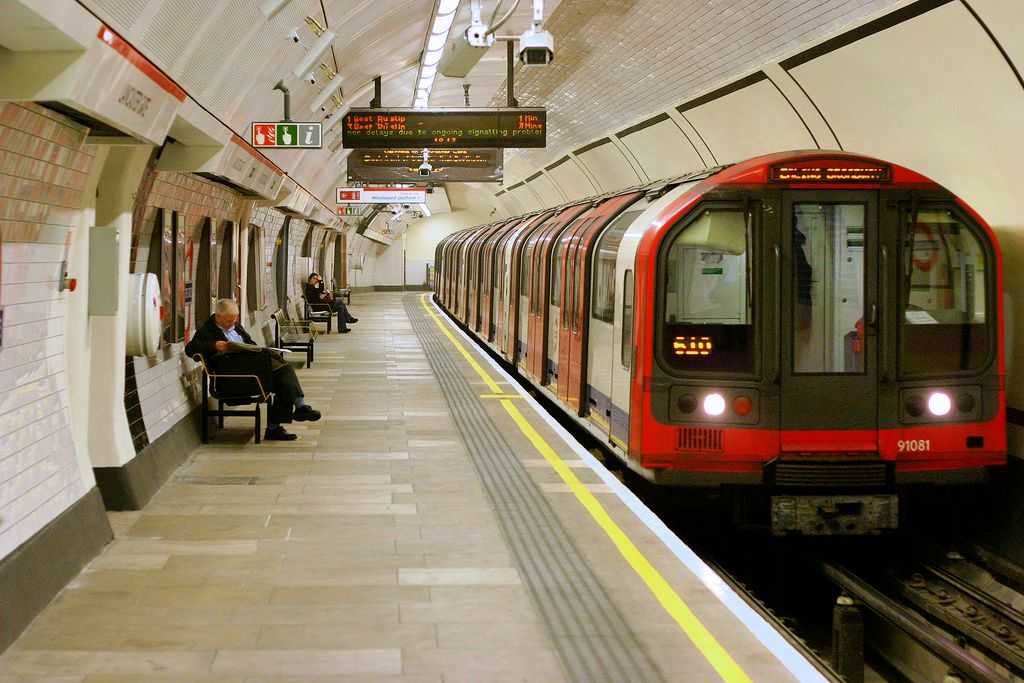
Stazione della metropolitana di Lancaster Gate

La London Underground (detta "The Tube") è stata la prima metropolitana a essere costruita, ed è oggi seconda al mondo, come estensione, dopo quella di Shanghai. Ha cominciato a funzionare il 10 gennaio 1863, sul tratto allora chiamato Metropolitan Railway: da qui è derivato il termine odierno "metropolitana". Oggi la maggior parte della linea originaria costituisce la linea Hammersmith & City. La metropolitana di Londra è suddivisa in 11 linee e serve 270 stazioni. Viaggia complessivamente su 408 km di linee. Nel 2004-2005 la metro raggiunse un record di passeggeri di 976 milioni, una media di 2,67 milioni al giorno. Il 55% dei tratti della metropolitana si trova in superficie e non sottoterra. La popolare locuzione mind the gap ha la sua origine proprio nella metropolitana di Londra.
Trasporto ferroviario urbano

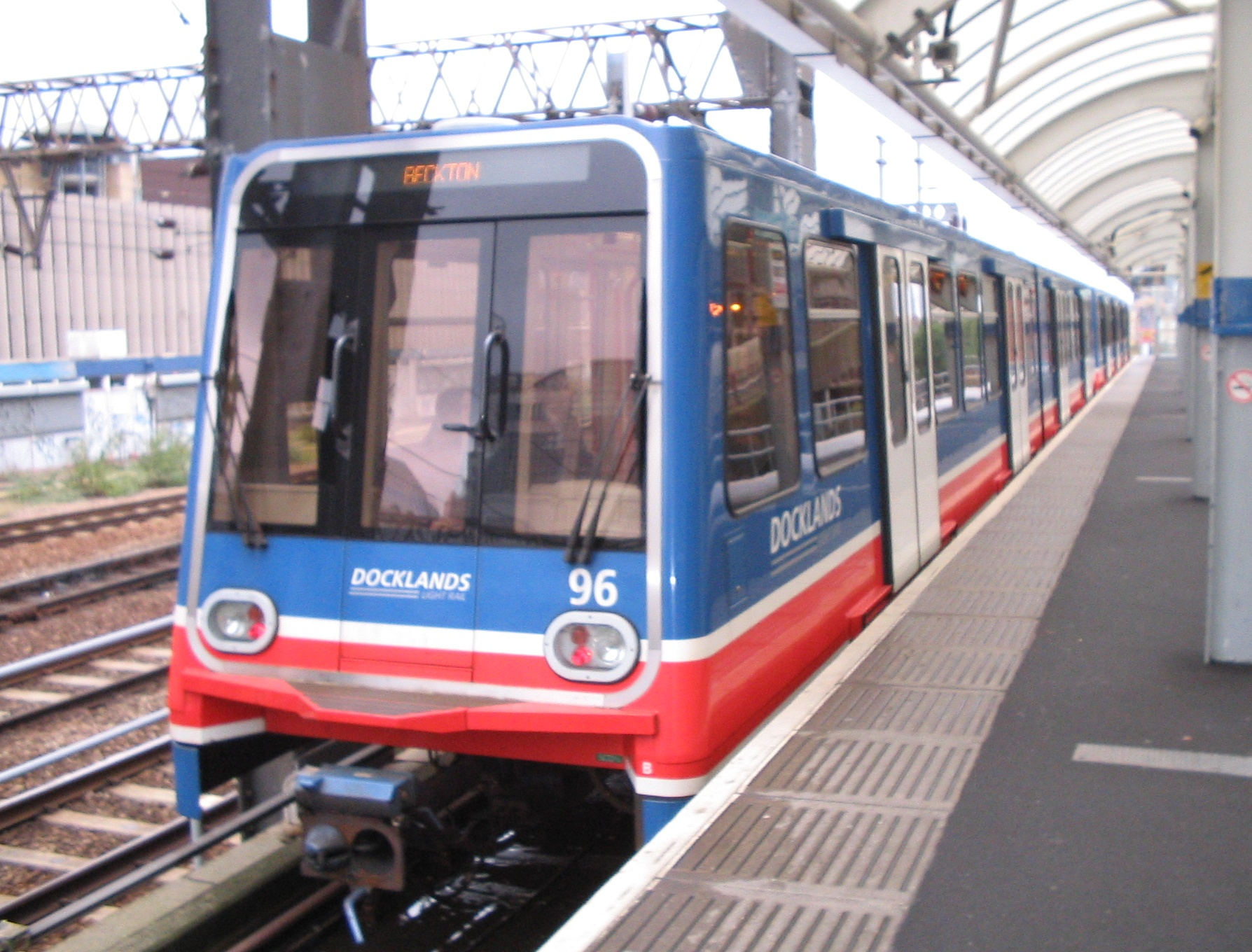
Un treno della Docklands Light Railway alla stazione di Tower Gateway

La London Overground è un servizio ferroviario urbano di superficie, entrato in servizio l'11 novembre 2007 potenziando alcuni collegamenti ferroviari urbani già esistenti e integrandoli con la rete metropolitana (Underground).
La Docklands Light Railway (DLR) è un servizio ferroviario leggero operante nella zona est di Londra. Si estende a nord fino a Stratford, a sud fino a Lewisham, a est fino a Woolwich Arsenal, in apertura nel 2009, e si collega col centro alle stazioni di Bank (Città di Londra) e Tower Gateway, vicino alla stazione di Tower Hill (Underground). La DLR è usata prevalentemente come collegamento per l'Aeroporto di Londra-City, il Cutty Sark e Canary Wharf. Future espansioni (per ora solo proposte) raggiungeranno grandi stazioni ferroviarie del centro, quali Charing Cross, Euston e King's Cross.
Taxi

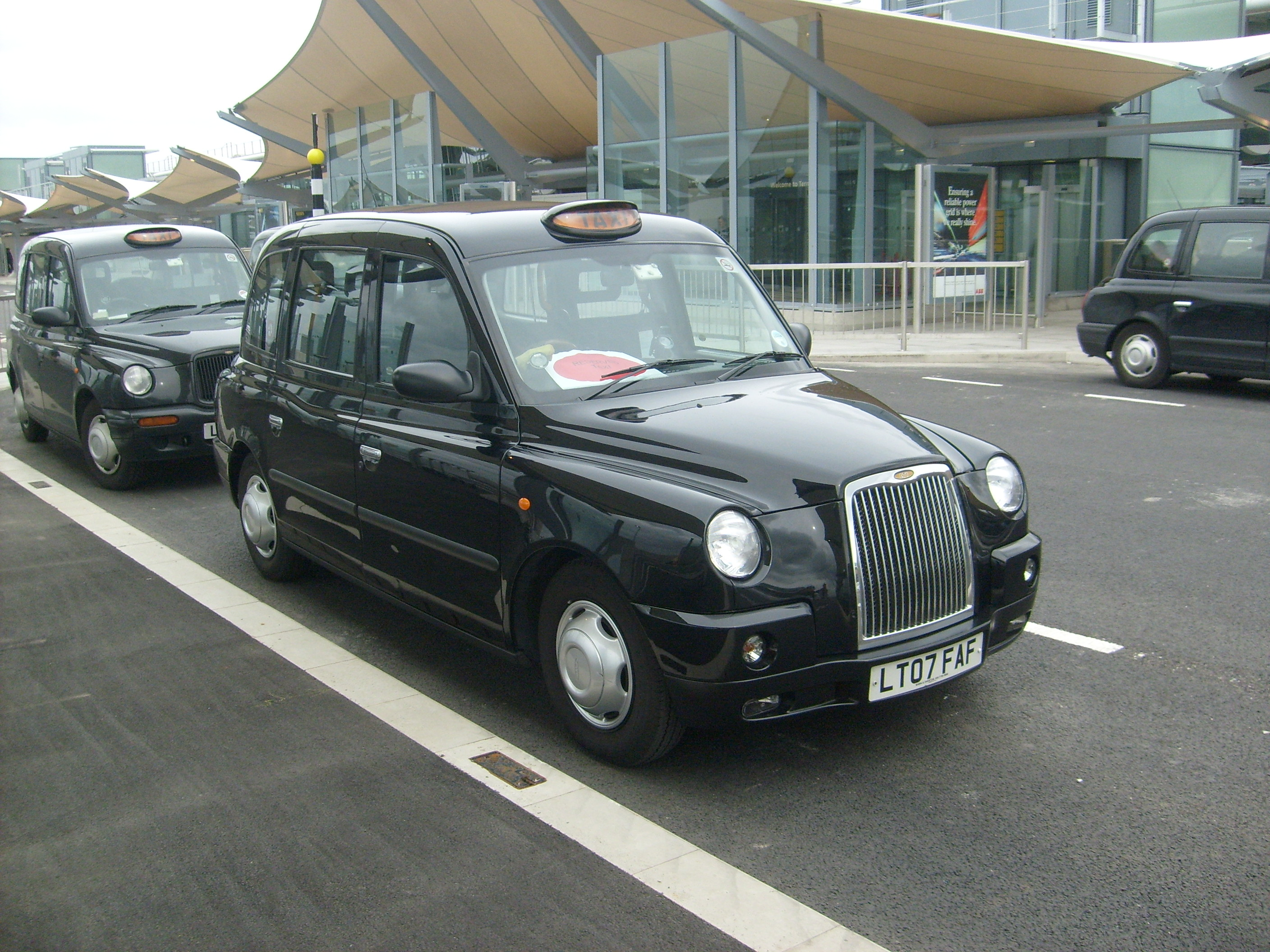
Un tipico black cab londinese

Anche i taxi di Londra vantano una lunga storia: le vetture sono nere, e vengono chiamate tradizionalmente black cabs o Hackney carriages, nome che deriva dal quartiere di Hackney dove già nel 1654 si rese necessaria un'ordinanza per regolarne il servizio e il traffico. Fino ai primi anni del Novecento, i "taxi" consistevano in carrozze trainate da cavalli. Successivamente vi fu l'avvento dell'automobile e i taxi di Londra assunsero l'aspetto odierno di berline nere: nel 2011, si contavano circa 22 000 black cabs in città. Ogni tassista deve superare un esame di conoscenza delle strade e dei luoghi di interesse della capitale britannica chiamato The Knowledge per poter operare. Inoltre, tutti i taxi di Londra hanno come massimo di raggio di curvatura il valore di 8 m, poiché devono essere in grado di affrontare la stretta rotonda all'entrata dell'Hotel Savoy. Questi veicoli sono un simbolo talmente tradizionale di Londra che per il giubileo della regina Elisabetta II vennero colorati d'oro 50 cabs, uno per ogni anno di regno della monarca. Lo stile londinese dei taxi è spesso replicato nelle maggiori città del Regno Unito.

## Amministrazione

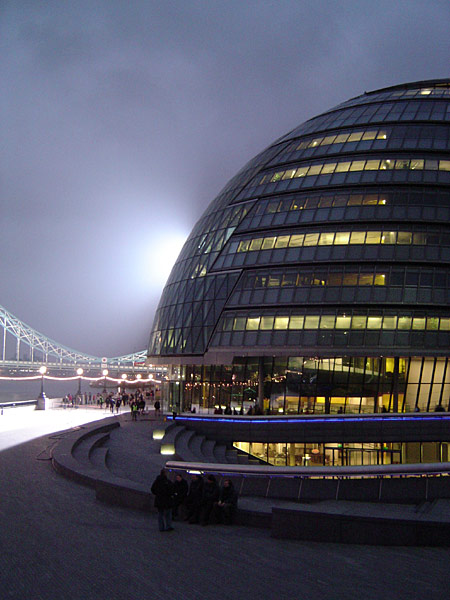
La City Hall, sede della Greater London Authority

L'amministrazione di Londra a livello metropolitano è coordinata dalla Greater London Authority (GLA), mentre l'amministrazione locale è affidata a 33 autorità distrettuali, ossia 32 borghi più la City. La Greater London Authority consiste di due componenti elettivi: il sindaco di Londra, dal 2016 il laburista Sadiq Khan, che ha poteri esecutivi, e l’Assemblea di Londra che esamina le decisioni del sindaco e può accettare o rifiutare le sue proposte in merito di bilancio ogni anno. La sede della GLA è la City Hall, a Southwark. Le autorità distrettuali sono rappresentate dai consigli dei 32 borghi di Londra e dalla Corporazione della Città di Londra, quest'ultima responsabile dell'area corrispondente all'antico centro storico romano. Esse sono responsabili della maggior parte dei servizi locali, quali la pianificazione urbanistica, le scuole, i servizi sociali, la gestione delle strade locali e della raccolta dei rifiuti. Alcune funzioni, quali la gestione dei rifiuti, vengono fornite in consorzio attraverso accordi tra più borghi. La Corporazione, ed essa sola, assume anche poteri di polizia.
Londra è rappresentata alla Camera dei Comuni da 73 deputati. Di questi, alle elezioni del 2017, 49 sono laburisti, 21 conservatori e 3 liberal-democratici.
La pubblica sicurezza nella Greater London è garantita dalla Metropolitan Police ("the Met"), sotto la supervisione della Metropolitan Police Authority, con l'eccezione della City, che ha una sua forza di polizia, la City of London Police. La British Transport Police è responsabile per i servizi di polizia sulla National Rail e sulla metropolitana. La London Fire Brigade è il servizio di soccorso della Grande Londra ed è il terzo servizio di vigili del fuoco più grande del mondo.
La sanità a Londra è competenza del National Health Service (NHS) ed è quindi assicurata dal governo centrale. La Grande Londra è divisa in cinque Strategic Health Authorities. Il servizio di ambulanza è fornito dal London Ambulance Service (LAS), La London Air Ambulance opera in collaborazione con il London Ambulance Service dove richiesto. La Her Majesty's Coastguard (guardia costiera) e il Royal National Lifeboat Institution operano sul Tamigi.

### Gemellaggi
Altre 46 località in sei diversi continenti prendono il proprio nome da Londra. Così come l'intera città, anche i borghi di Londra hanno gemellaggi con quartieri di altre città in tutto il mondo. La Greater London Authority è gemellata con:
- Arequipa
- Berlino[97]
- Delhi[98]
- Bogotà
- Johannesburg[99]
- Kuala Lumpur
- Madinat al-Kuwait
- Mosca[97]
- New York[100]
- Oslo
- Sylhet
- Shanghai[101]
- Teheran, dal 1993

Le seguenti città hanno invece un rapporto di amicizia con Londra:
- Algeri
- Baku
- Pechino[102]
- Bucarest
- Buenos Aires
- Delhi[98]
- Dacca[103]
- Istanbul
- Los Angeles[104]
- Mumbai
- Parigi[105]
- Podgorica
- Roma
- Sofia
- Tokyo
- Zagabria

## Sport
Londra ha ospitato le Olimpiadi nel 1908, nel 1948 e nel 2012 diventando la prima e unica città al mondo a essere stata scelta come sede di tre Olimpiadi estive. Londra è stata anche l'ospite dei Giochi dell'Impero Britannico nel 1934.

### Calcio
Lo sport più popolare a Londra è il calcio: la città ospita quattordici società calcistiche professionistiche, di cui sette in Premier League 2024-2025. Le squadre più titolate sono l'Arsenal, con 13 campionati vinti e 14 coppe d'Inghilterra, il Chelsea, con 6 campionati e 8 coppe, e il Tottenham, con 2 campionati e 8 coppe. Le rivalità più sentite sono quelle tra Arsenal e Tottenham, che danno vita al Derby del Nord di Londra, e tra Chelsea e Fulham.
Di seguito la lista delle società:
| Campionato                   | Squadra            | Anno Fondazione | Stadio                     | Capienza | Borgo                |
| ---------------------------- | ------------------ | --------------- | -------------------------- | -------- | -------------------- |
| Premier League               | Arsenal            | 1886            | Emirates Stadium           | 60 432   | Islington            |
| Premier League               | Brentford          | 1889            | Griffin Park               | 12 760   | Hounslow             |
| Premier League               | Chelsea            | 1905            | Stamford Bridge            | 41 837   | Hammersmith e Fulham |
| Premier League               | Crystal Palace     | 1905            | Selhurst Park              | 26 325   | Croydon              |
| Premier League               | Fulham             | 1879            | Craven Cottage             | 25 700   | Hammersmith e Fulham |
| Premier League               | Tottenham          | 1882            | Tottenham Hotspur Stadium  | 62 062   | Haringey             |
| Premier League               | West Ham Utd       | 1895            | Olympic Stadium            | 60 000   | Newham               |
| Football League Championship | Millwall           | 1885            | The Den                    | 19 734   | Lewisham             |
| Football League Championship | QPR                | 1882            | Loftus Road                | 18 200   | Hammersmith e Fulham |
| Football League One          | Charlton           | 1905            | The Valley                 | 27 111   | Greenwich            |
| Football League One          | AFC Wimbledon      | 2002            | Plough Lane                | 9 215    | Merton               |
| Football League Two          | Leyton Orient      | 1881            | Brisbane Road              | 10 000   | Waltham Forest       |
| Football League Two          | Sutton Utd         | 1898            | Borough Sports Ground      | 5 013    | Sutton               |
| National League              | Barnet             | 1888            | Underhill Stadium          | 6 200    | Barnet               |
| National League              | Bromley            | 1892            | The Courage Stadium        | 5 000    | Bromley              |
| National League              | Dag & Red          | 1992            | Victoria Road              | 6 080    | Barking e Dagenham   |
| National League              | Wealdstone         | 1899            | The Vale                   | 2 640    | Wealdstone           |
| National League South        | Dulwich Hamlet     | 1893            | Champion Hill              | 3 000    | Dulwich              |
| National League South        | Hampton & Richmond | 1921            | Beveree Stadium            | 3 500    | Hampton              |
| National League South        | Welling Utd        | 1963            | Park View Road             | 4 000    | Welling              |
| Isthmian League              | Enfield            | 2001            | Queen Elizabeth II Stadium | 2 500    | Enfield Town         |
| Isthmian League              | Hornchurch         | 1923            | Hornchurch Stadium         | 3 500    | Hornchurch           |

### Rugby
Le squadre di professionisti sono undici: nove di rugby a 15 e due di rugby a 13.
Londra ha tre squadre di rugby a 15 che militano nella English Premiership: Harlequins, Saracens e London Irish. Fino alla fine del 2014 è stata sede di un'altra squadra in prima divisione, i London Wasps, poi trasferitisi a Coventry. Altre squadre importanti che militano nella lega professionistica RFU Championship sono: Ealing Trailfinders Rugby Club, Richmond F.C.  Altre squadre di professionisti sono Blackheath R.C., Rosslyn Park F.C., London Scottish e Westcombe Park RFC.
Le squadre professionistiche di rugby a 13 sono London Broncos e London Skolars: i Broncos competono in Co-operative Championship.
Lo stadio di Twickenham ospita annualmente, tra la fine di gennaio e il mese di marzo, incontri della nazionale inglese del torneo Sei Nazioni.

### Cricket
Nel cricket la capitale britannica è rappresentata da due squadre di professionisti che sono: Middlesex County Cricket Club e Surrey County Cricket Club. Ambedue le squadre londinesi competono nel massimo campionato che si chiama County Championship, che viene disputato con il regolamento di gioco definito First Class cricket.

### Tennis

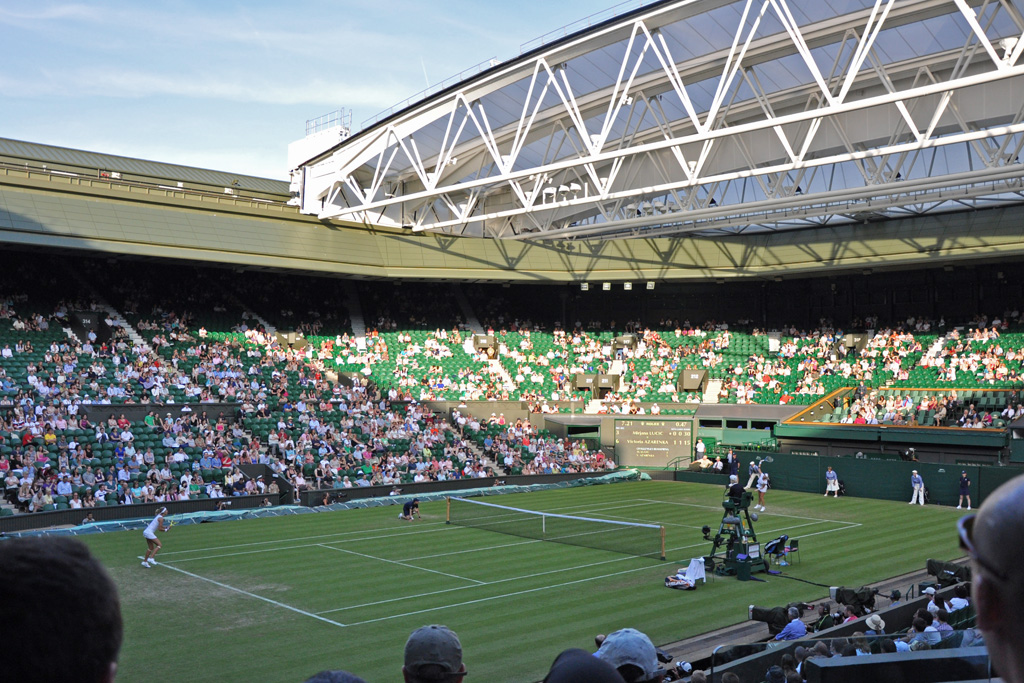
Torneo di Wimbledon

Uno degli eventi sportivi più importanti che si tengono a Londra è il torneo di tennis di Wimbledon, presso l'All England Club, nel Sud-ovest di Wimbledon, il più antico e prestigioso torneo di tennis al mondo, vinto per otto volte da Roger Federer (record assoluto nel singolare maschile).

### Football americano
Londra è o è stata rappresentata da molte squadre nei campionati britannici di football americano. Fra queste:
- LA Panthers
- London Blitz
- London Capitals
- London Hornets
- London Monarchs (attivi in NFL Europa)
- London Olympians
- London Ravens
- London Warriors

### Altri sport
Altri eventi importanti sono la Maratona di Londra che vede circa 35 000 partecipanti e la regata Oxford-Cambridge sul fiume Tamigi tra Putney e Mortara.

### Impianti sportivi

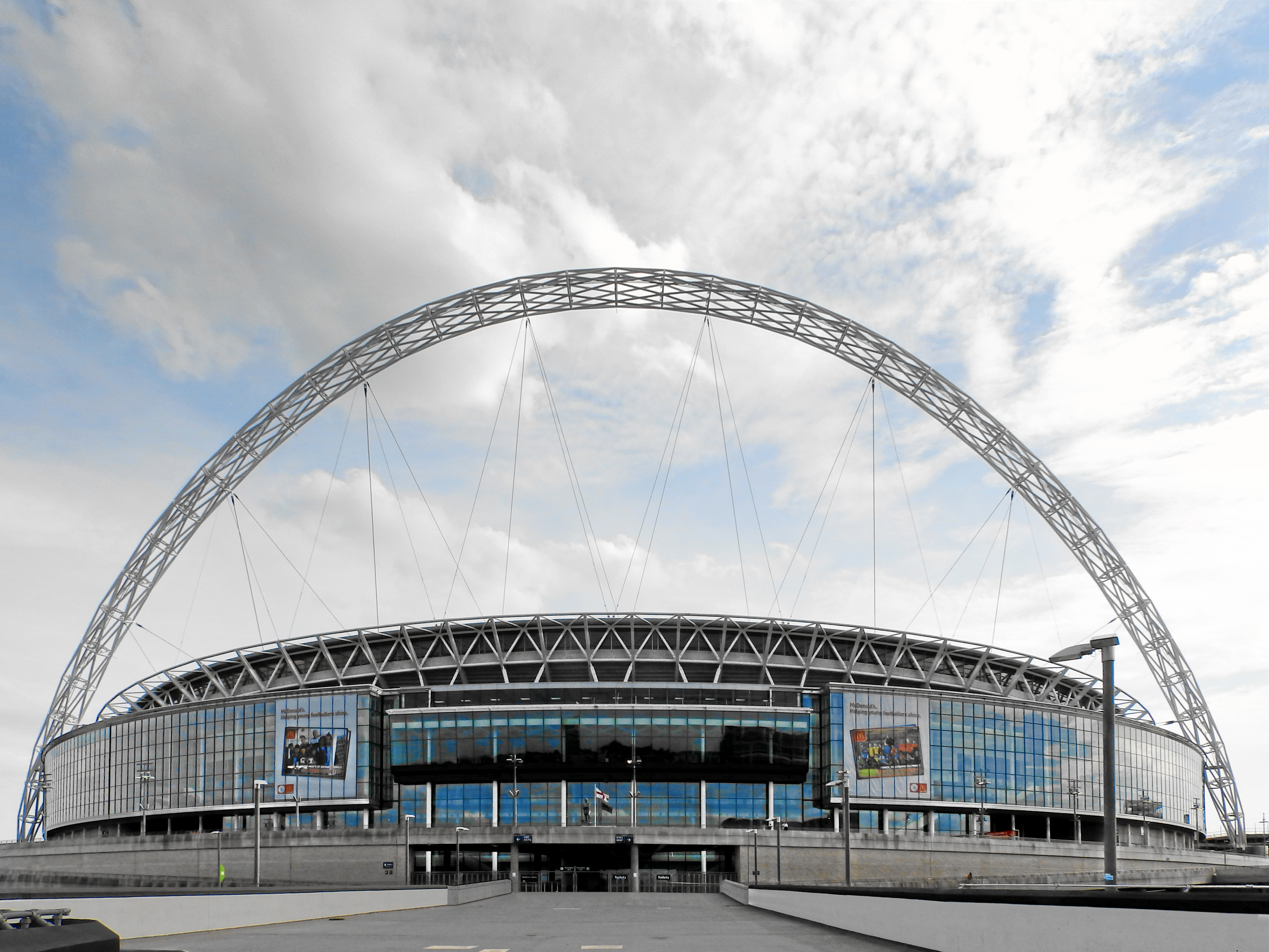
Wembley Stadium

Dal 1924, lo Stadio di Wembley originale era la sede della nazionale inglese di calcio e servì come sede per la finale di FA Cup così come per quella della coppa di rugby. Il nuovo stadio di Wembley serve esattamente le stesse finalità e ha una capacità di 90 000 posti. Il Twickenham Stadium a sud-ovest di Londra ospita la nazionale di rugby a 15 e quella di rugby a 13, ma questa non sempre, e ha una capienza di 84 000 posti, ora che è stato ampliato.
Londra possiede inoltre due stadi di cricket appartenenti al Test cricket, il Lord's Cricket Ground sede del Middlesex CCC e l'Oval sede del Surrey CCC a Kennington. Il Lord's Cricket Ground ha ospitato quattro finali di Coppa del Mondo di cricket.
Uno dei maggiori palazzi dello sport è The O2 Arena, con 20 000 posti a sedere. Si consideri che nell'area metropolitana londinese sono tanti gli stadi delle squadre di professionisti che competono nei campionati dei quattro sport più popolari, che sono calcio, rugby a 15, rugby a 13 e cricket. Tali stadi hanno in media una capienza di 5 000 posti a sedere quindi sono alquanto contenuti, ma questo avviene per motivi di sicurezza, dopo incidenti nefasti, che causarono la morte di centinaia di persone in varie città: tutti i tifosi inglesi ricordano la strage di Hillsborough, il disastro dell'Ibrox e il disastro di Bradford.